# 八王子市
八王子市（はちおうじし）は、東京都の多摩地域南部に位置する市。
東京府（現在の東京都）において、東京市（現在の東京23区）に次いで2番目に早く市制を施行した市である。2015年に、東京都で初めて中核市に指定されている。2022年時点で多摩地域の全自治体の中で最も人口が多い。
推計人口は57万8986人。面積は奥多摩町に次いで、東京都の市区町村で2番目に広い。

## 概要

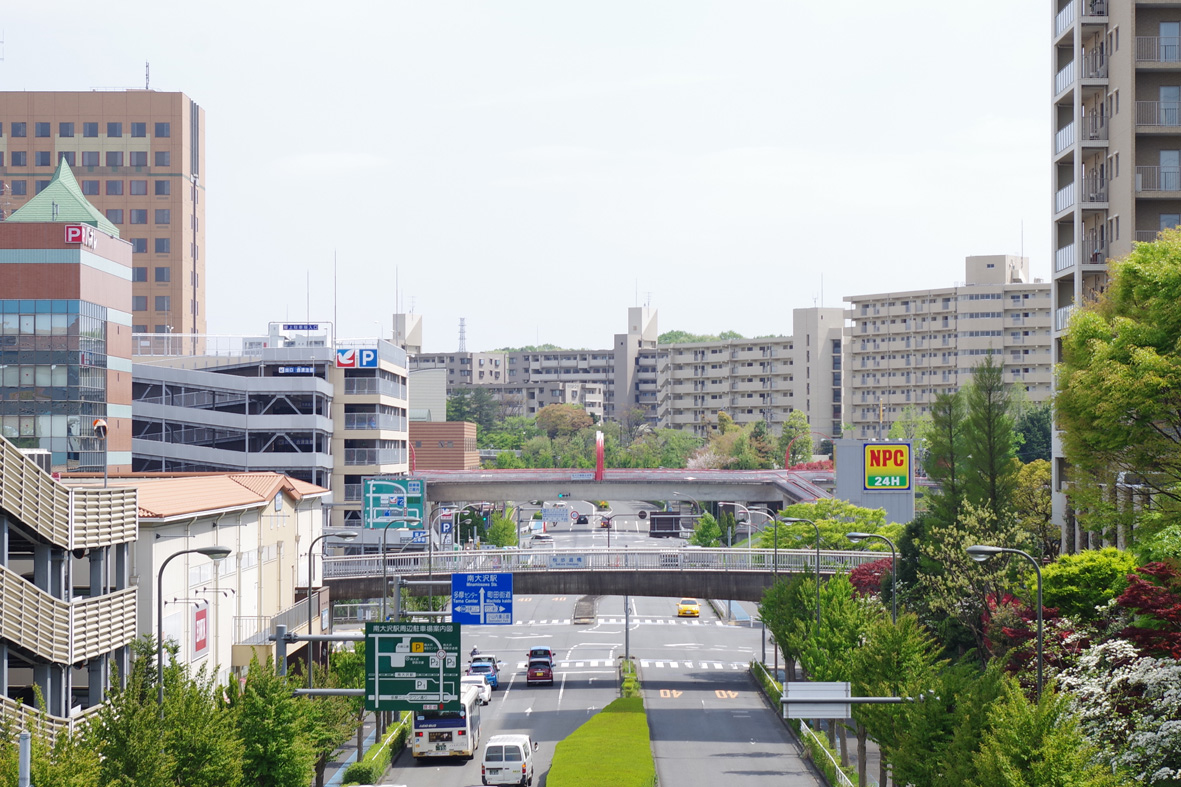
南大沢

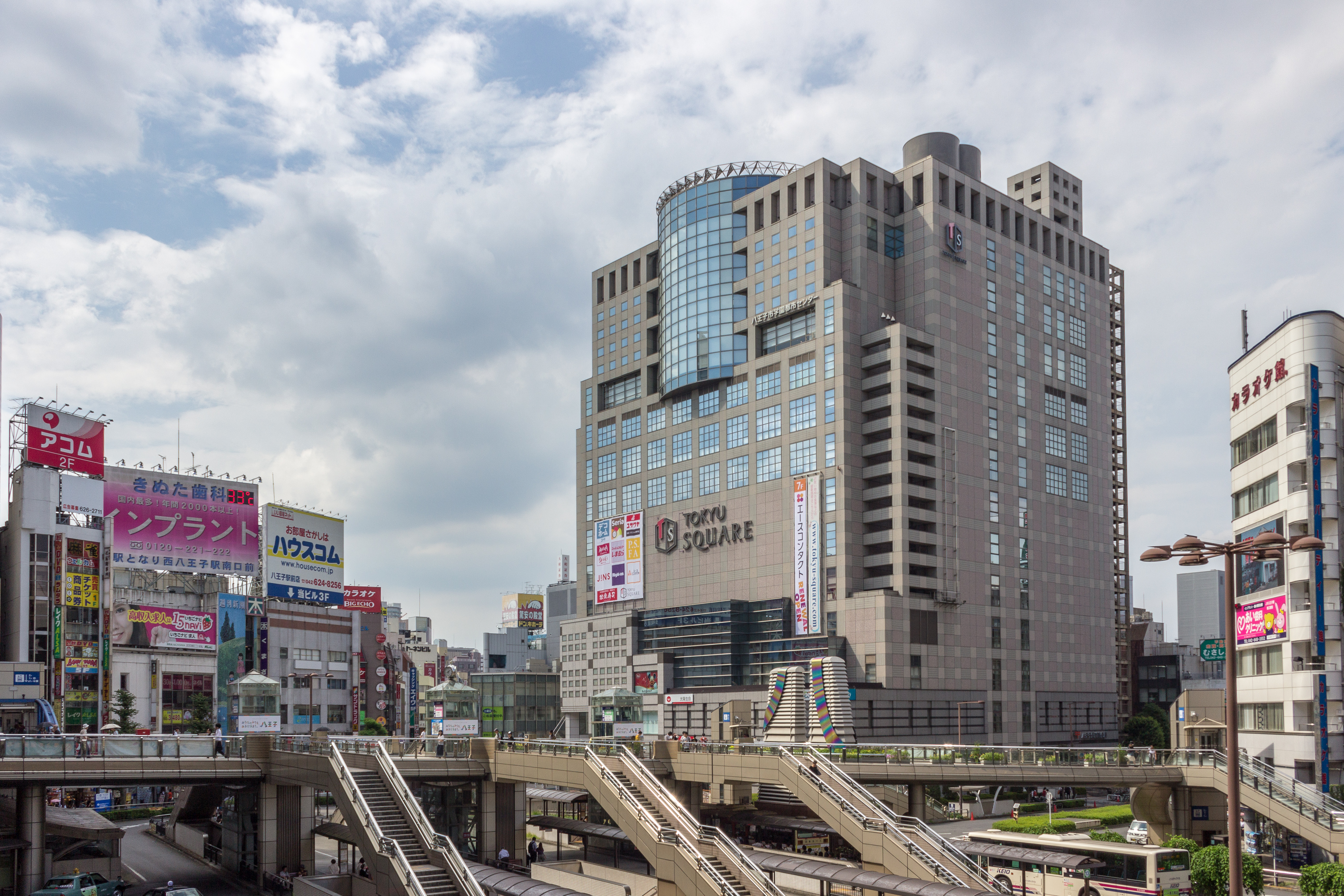
八王子駅周辺

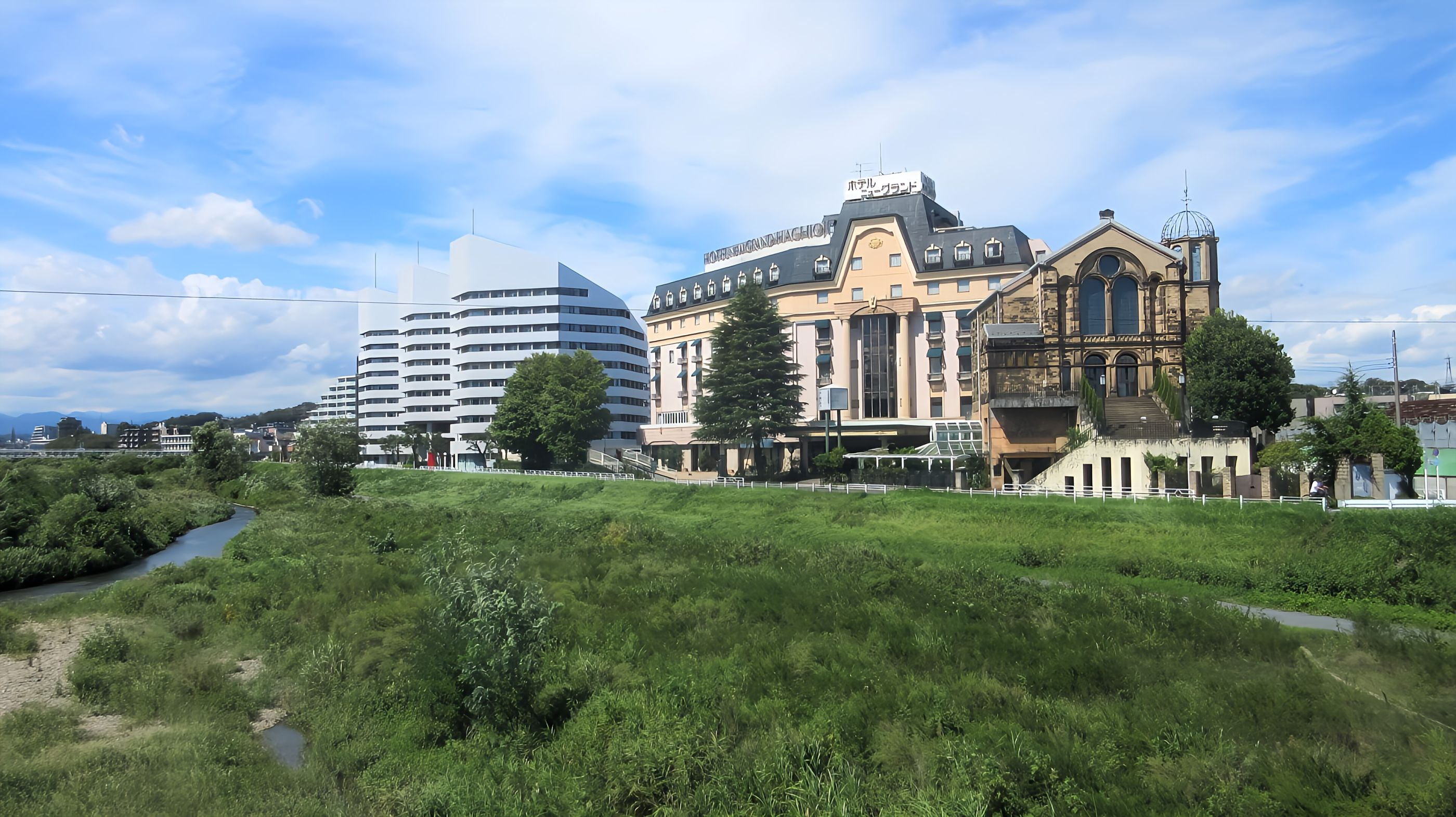
浅川にかかる大和田橋からの風景

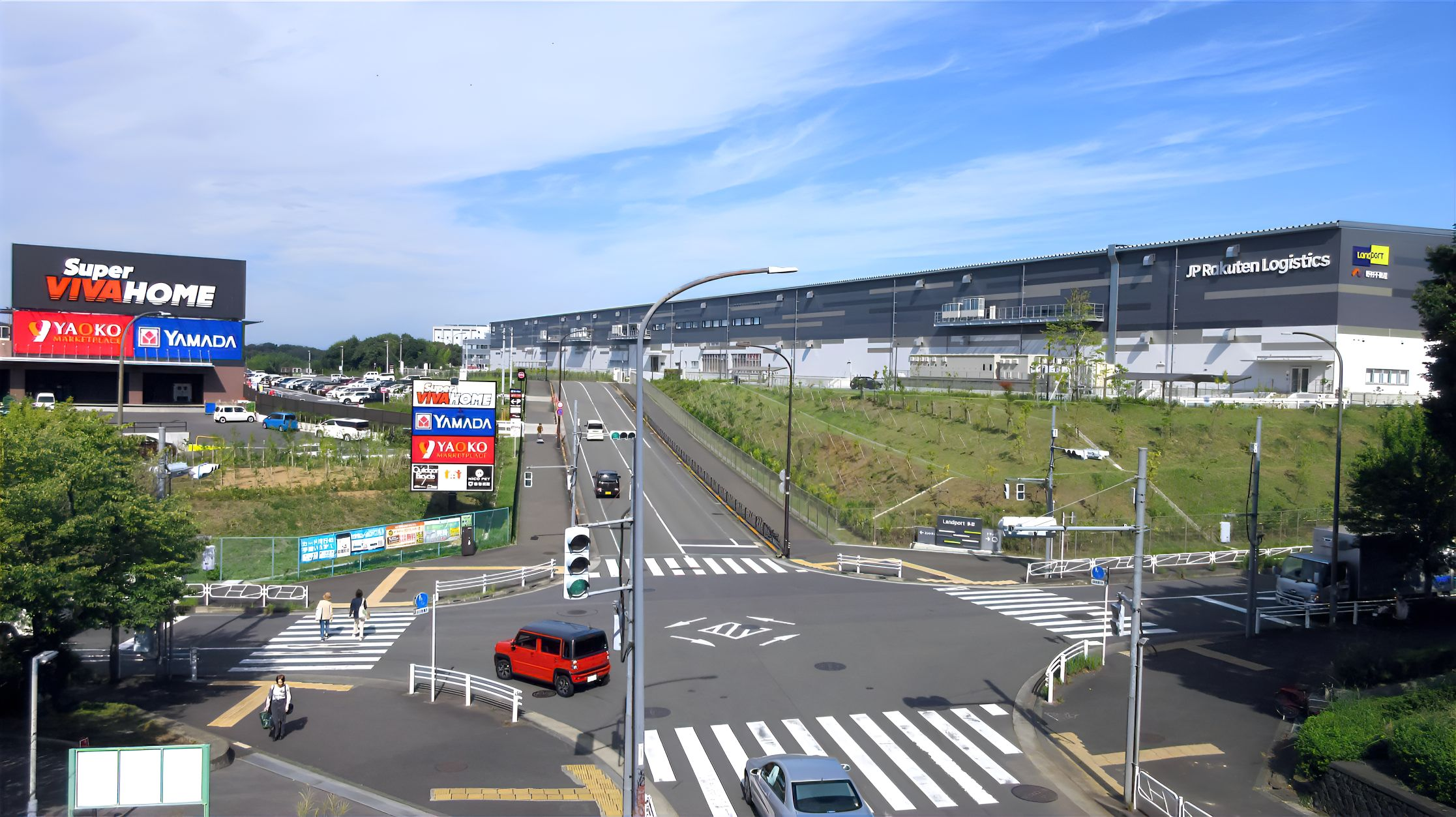
八王子市の新興開発地区・鑓水

古く戦国時代には後北条氏および徳川氏から軍事拠点として位置づけられて城下町となり、江戸時代には甲州街道の宿場町である八王子宿として栄えた。絹織物産業（多摩織）・養蚕業が盛んであった為に「桑の都」及び「桑都（そうと）」という美称が北原白秋の作詞した八王子市歌に織り込まれているのを始め、西行の歌と伝えられる「浅川を渡れば富士の影清く桑の都に青嵐吹く」という歌もある。明治以降、甲信地方（山梨県・長野県）や両毛地方（群馬県桐生市・栃木県足利市）等の東日本各地から、生糸や絹織物が八王子に集積した。生糸や絹織物は横浜鉄道（現在のJR横浜線）で横浜港に輸送され、当時の貴重な外貨獲得源として世界中に輸出された。
明治時代には南多摩郡の郡役所所在地となり、 1917年には東京府内で東京市に次ぎ2番目に市制を施行した。以降は多摩地域の行政と商業の中心都市として、国や東京都の出先機関、商業施設や商店街などが集積する都市となった。また、東京都心から約40キロメートルという近さもあり、高度成長期以降はベッドタウンとして発展していった。市の南東部の京王相模原線沿線（南大沢駅・京王堀之内駅）には、日本最大のニュータウンである多摩ニュータウンとJR横浜線沿線には八王子ニュータウン（みなみ野シティなど）が広がっている。かつて八王子駅を中心に多摩地域最大の商業・交通の拠点として栄え、特に駅北口には複数の百貨店が進出していた。しかし、1960年代以降の繊維（アパレル）産業の衰退や、多摩地域における立川駅や町田駅周辺の発展とともに、次第に八王子の繁華街としての相対的な地位は低下し、2012年に北口駅ビルである八王子ナウに入居していたそごう八王子店の閉店により、市内の百貨店は全て撤退した。一方で閉店した八王子そごうが同年、JR東日本のショッピングセンターであるセレオ八王子に転換するなど、大型商業施設のリニューアルや新規出店によって近年、小売業の年間商品販売額は増加傾向にある。かつて「織物の街」として栄えた名残で、
八王子駅北口の中町には、全盛期からはかなり規模を縮小したものの、多摩地域で唯一の花街（中町・黒塀通り）が今でも残っている。 商業面のみならず、東京地方裁判所や東京地方検察庁といった公的機関も立川市に移転した。
1960年代後半以降、中央大学や東京都立大学などが、広大な土地を求めて大学のキャンパスが23区から本市郊外に複数移転した（中央大学多摩キャンパスは大学キャンパスの郊外移転の先駆け的事例である）。そのため、市内に大学・短期大学・高専が23校存在し、外国人留学生約3,100人を含む約11万人の学生が学ぶ全国有数の大学都市でもある。
市の西部には高尾山が位置し、東京都心からアクセスしやすいことから年間を通じて多くの観光客・登山客が訪れる。古くから修験道の霊山としても知られている。 高尾山の登山客数は年間約300万人と世界一を誇る。ミシュラン観光ガイド「ミシュラン・グリーンガイド・ジャポン」での3つ星評価などの影響もあり、外国人観光客も多い。2020年には東京都内で初めて 「霊気満山　高尾山〜人々の祈りが紡ぐ桑都（そうと）物語〜」として文化庁が認定する日本遺産に認定された。
1986年に国土交通省より業務核都市と定められ、2007年4月に東京都初の保健所政令市に、2015年4月1日には東京都初の中核市に移行した。また、八王子駅周辺や南大沢駅周辺が都心等拠点地区にも指定されている。
市の南部で隣接している町田市や相模原市とは生活圏・経済圏を共有しているほか、総務省の「多様な広域連携促進事業」にもこれら2市と連携した取り組みが採択されている。

## 地理

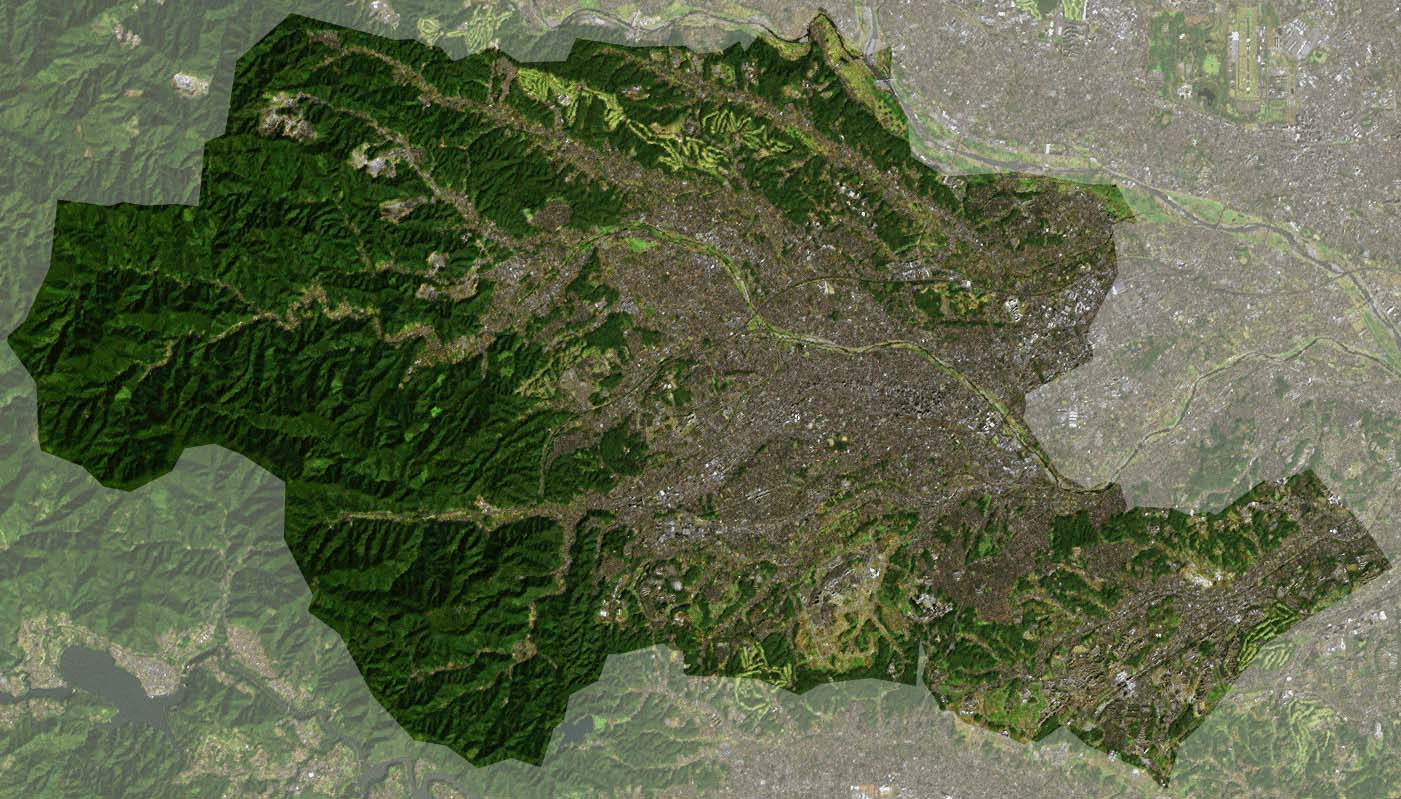
八王子市のランドサット衛星写真画像

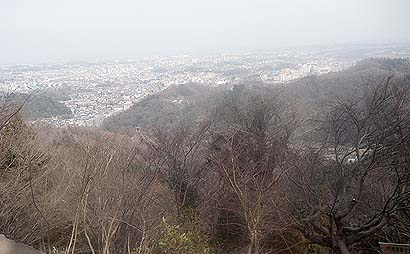
高尾山金比羅台から眼下に市街を望む

### 位置
八王子市は東京都の島嶼部を除く地域の南西部、東京都心から約40キロメートルに位置している。多摩丘陵にあり、河川浸食による開析が著しく、谷が樹枝状に分布する複雑な地形となっている。下恩方町、裏高尾町、上川町、美山町などに土砂災害特別警戒区域が約900か所ある。
市域全体を概観すると、まず地形は山地・丘陵を三方の周縁とし、東へ流れる浅川を中心に、八王子盆地と呼ばれる東に開けた半盆地状の複合扇状地をなしている。その扇状地はかつて桑畑として利用されたが、現在では住宅地や工業用地として転用され、ほとんど見ることができない。西部の山地に源を発する浅川は市の中央部付近で南浅川と合流して市の中心域を流れ、川口川と合流。日野台地のせり出しを受けて東南に下り、山田川、湯殿川と合流して東京都日野市へと向かう。その他の主要河川である北部の谷地川、南東部の大栗川はそれぞれ市の外で多摩川に合流する。中心部の標高は海抜100m (メートル)前後である（市内最高所は醍醐丸＝上恩方町、標高862.7m、最低所は大栗川＝大塚、標高63.0m）。
交通では、中世から近世・近代に至るまで東西を走る甲州街道と、川越・桐生・日光（日光脇往還）など関東北西部、小田原・鎌倉・横浜（浜街道）など南西部・南東部を結ぶ街道が交差する交通の要衝であり、江戸時代には、甲州街道の宿場町として栄えた。
現在、東京都心から山梨県甲府市を経て長野県塩尻市へ至る国道20号（甲州街道）と、神奈川県横浜市から埼玉県川越市方面へと向かう国道16号（東京環状）、そして東京都青梅市を経て甲府へ至る国道411号（滝山街道、青梅街道）の交点である。また、八王子ジャンクションにより、中央自動車道と首都圏中央連絡自動車道（圏央道）との交点ともなっている。
鉄道輸送においてはJR中央本線と横浜線
、八高線の交点であり、またJR貨物八王子総合鉄道部や京王電鉄の始発駅2駅がある。明治44年の『訂正鉄道唱歌』東海道編の東神奈川駅の箇所には「八王寺」と書かれている。
市の位置（世界測地系）
- 東端：東経139度25分48秒（鹿島）
- 西端：東経139度09分42秒（上恩方町）
- 南端：北緯 35度35分52秒（南大沢三丁目）
- 北端：北緯 35度43分07秒（高月町）

### 地形
関東山地の一部である高尾山や陣馬山等標高500mから900m弱の山々を西端として、小河川を挟んで第四紀層の上総層群で形成されている各丘陵が舌出している。
北部では、多摩川及びその支流の秋川と川口川の間に加住丘陵があり、谷地川により加住北丘陵および加住南丘陵とに分けられている。
両加住丘陵の東端は標高を下げながら南東部の日野台地へと続く。
加えて川口川と浅川の上流部である北浅川との間に川口丘陵、北浅川と南浅川との間には恩方丘陵・元八王子丘陵・舟田丘陵、南浅川と湯殿川の間に子安丘陵が舌出し、湯殿川以南の小比企丘陵の南部は多摩丘陵へと連なる。
標高200mほどの各丘陵の西部は関東山地の東縁に連なる。市域は関東山地と関東平野とを隔てる八王子構造線に跨っており、その名称の由来ともなっている。
森林面積は8,582haで、市域全体の約46%を占める。

### 気候
年間平均気温は約15℃〜16℃。山間部以外の地域でも標高がやや高く、内陸部の小盆地であるため、寒暖の差が激しく、中央高地式気候の特徴が見られる。非山間部にある市の中心部における冬の最高気温は東京都区部の中心部に比して平年値で1℃程度低く、最低気温は5℃ほど低い。反対に夏の最高気温は2-3℃ほど高いこともある。1月の平均最低気温は-1.8℃で、より北にある埼玉県さいたま市（-1.1℃）や群馬県前橋市（-0.5℃）よりも低いが、アメダス地点のある市街地はヒートアイランドの影響を受けているために郊外はさらに気温が低くなる。また、湿度が0％になることもある。
南岸低気圧による降雪や積雪は内陸にあることで海からの暖気の影響が少ないために東京都区部の中心部よりも多く、2014年2月には市の中心部でも60cm以上積もった。気温の低い日には東京都区部の中心部では雨であっても市内では雪になることがあり、八王子駅前に各局報道陣が集結して「東京で降雪」という報道がされるのは八王子市民にとって毎度お馴染みのことである。だが、それはあくまでも南岸低気圧による降雪の時のみであり、冬型の影響による降雪は日本海で発生した雪雲は関東山地を超えることができないために八王子では極めてまれである。
観測地点（標高123m）における最高気温は39.9℃（1997年7月5日）。最低気温は-12.0℃（1960年1月25日）。市内最高地点（標高862.7m）はこの限りではない。
| 八王子市（八王子地域気象観測所）の気候 | 八王子市（八王子地域気象観測所）の気候 | 八王子市（八王子地域気象観測所）の気候 | 八王子市（八王子地域気象観測所）の気候 | 八王子市（八王子地域気象観測所）の気候 | 八王子市（八王子地域気象観測所）の気候 | 八王子市（八王子地域気象観測所）の気候 | 八王子市（八王子地域気象観測所）の気候 | 八王子市（八王子地域気象観測所）の気候 | 八王子市（八王子地域気象観測所）の気候 | 八王子市（八王子地域気象観測所）の気候 | 八王子市（八王子地域気象観測所）の気候 | 八王子市（八王子地域気象観測所）の気候 | 八王子市（八王子地域気象観測所）の気候 |
| 月                                     | 1月                                    | 2月                                    | 3月                                    | 4月                                    | 5月                                    | 6月                                    | 7月                                    | 8月                                    | 9月                                    | 10月                                   | 11月                                   | 12月                                   | 年                                     |
| -------------------------------------- | -------------------------------------- | -------------------------------------- | -------------------------------------- | -------------------------------------- | -------------------------------------- | -------------------------------------- | -------------------------------------- | -------------------------------------- | -------------------------------------- | -------------------------------------- | -------------------------------------- | -------------------------------------- | -------------------------------------- |
| 最高気温記録 °C （°F）                 | 19.9 (67.8)                            | 24.0 (75.2)                            | 28.2 (82.8)                            | 32.2 (90)                              | 37.1 (98.8)                            | 38.1 (100.6)                           | 39.3 (102.7)                           | 39.3 (102.7)                           | 39.2 (102.6)                           | 32.7 (90.9)                            | 26.7 (80.1)                            | 26.0 (78.8)                            | 39.3 (102.7)                           |
| 平均最高気温 °C （°F）                 | 9.3 (48.7)                             | 10.3 (50.5)                            | 13.7 (56.7)                            | 19.1 (66.4)                            | 23.6 (74.5)                            | 26.0 (78.8)                            | 30.1 (86.2)                            | 31.4 (88.5)                            | 27.1 (80.8)                            | 21.5 (70.7)                            | 16.4 (61.5)                            | 11.7 (53.1)                            | 20.0 (68)                              |
| 日平均気温 °C （°F）                   | 3.4 (38.1)                             | 4.5 (40.1)                             | 8.0 (46.4)                             | 13.3 (55.9)                            | 18.1 (64.6)                            | 21.4 (70.5)                            | 25.4 (77.7)                            | 26.4 (79.5)                            | 22.6 (72.7)                            | 16.9 (62.4)                            | 11.1 (52)                              | 5.9 (42.6)                             | 14.7 (58.5)                            |
| 平均最低気温 °C （°F）                 | −1.8 (28.8)                            | −0.9 (30.4)                            | 2.7 (36.9)                             | 7.7 (45.9)                             | 12.9 (55.2)                            | 17.4 (63.3)                            | 21.5 (70.7)                            | 22.4 (72.3)                            | 18.8 (65.8)                            | 13.0 (55.4)                            | 6.4 (43.5)                             | 0.8 (33.4)                             | 10.1 (50.2)                            |
| 最低気温記録 °C （°F）                 | −8.7 (16.3)                            | −8.8 (16.2)                            | −8.1 (17.4)                            | −2.0 (28.4)                            | 2.6 (36.7)                             | 10.0 (50)                              | 13.3 (55.9)                            | 15.4 (59.7)                            | 7.9 (46.2)                             | 2.4 (36.3)                             | −2.3 (27.9)                            | −7.6 (18.3)                            | −8.8 (16.2)                            |
| 降水量 mm （inch）                     | 54.1 (2.13)                            | 46.1 (1.815)                           | 102.9 (4.051)                          | 114.1 (4.492)                          | 124.7 (4.909)                          | 172.0 (6.772)                          | 188.3 (7.413)                          | 212.5 (8.366)                          | 264.4 (10.409)                         | 230.8 (9.087)                          | 80.1 (3.154)                           | 53.1 (2.091)                           | 1,643 (64.685)                         |
| 平均降水日数 （≥1.0 mm）               | 4.5                                    | 4.9                                    | 9.2                                    | 9.2                                    | 10.0                                   | 12.7                                   | 12.5                                   | 10.4                                   | 12.2                                   | 10.5                                   | 7.2                                    | 4.9                                    | 108.3                                  |
| 平均月間日照時間                       | 201.1                                  | 179.7                                  | 174.9                                  | 179.3                                  | 176.0                                  | 119.7                                  | 145.1                                  | 177.3                                  | 128.0                                  | 132.4                                  | 157.0                                  | 184.2                                  | 1,954.5                                |
| 出典1：平年値（年・月ごとの値）        |                                        |                                        |                                        |                                        |                                        |                                        |                                        |                                        |                                        |                                        |                                        |                                        |                                        |
| 出典2：観測史上1〜10位の値             |                                        |                                        |                                        |                                        |                                        |                                        |                                        |                                        |                                        |                                        |                                        |                                        |                                        |

### 地域

#### 町名
八王子市では、一部の区域で住居表示に関する法律に基づく住居表示が実施されている。八王子市に編入された旧町村は、旧・由木村域を除き、従来の大字を廃して町が設定され、字区域が廃止されている。
2002年（平成14年）から、市役所各事務所の管轄区域は廃止されたが、市の統計などでは現在でも事務所別に分類されている。一方、『八王子市都市計画マスタープラン』では、それらを基にした6地域に分類されている。

##### 中央地域
| 本庁旧管内     | 本庁旧管内       | 本庁旧管内         | 本庁旧管内                               | 本庁旧管内 | 本庁旧管内 |
| 町名           | 町区域新設年月日 | 住居表示実施年月日 | 住居表示実施前の町名等                   | 備考       |            |
| -------------- | ---------------- | ------------------ | ---------------------------------------- | ---------- | ---------- |
| 横山町         | 1917年9月1日     | 1968年8月1日       | 横山町の全部                             |            |            |
| 八日町         | 1917年9月1日     | 1968年5月1日       | 八日町の全部                             |            |            |
| 八幡町         | 1917年9月1日     | 1968年5月1日       | 八幡町の全部                             |            |            |
| 八木町         | 1917年9月1日     | 1968年5月1日       | 八木町の全部                             |            |            |
| 追分町         | 1917年9月1日     | 1968年5月1日       | 追分町の全部                             |            |            |
| 千人町一丁目   | 1967年7月1日     | 1967年7月1日       | 千人町の一部                             |            |            |
| 千人町二丁目   | 1967年7月1日     | 1967年7月1日       | 千人町の一部                             |            |            |
| 千人町三丁目   | 1967年7月1日     | 1967年7月1日       | 千人町の一部                             |            |            |
| 千人町四丁目   | 1967年7月1日     | 1967年7月1日       | 千人町の一部                             |            |            |
| 日吉町         | 1917年9月1日     | 1971年2月1日       | 日吉町の全部                             |            |            |
| 元本郷町一丁目 | 1971年2月1日     | 1971年2月1日       | 元本郷町の一部                           |            |            |
| 元本郷町二丁目 | 1971年2月1日     | 1971年2月1日       | 元本郷町の一部                           |            |            |
| 元本郷町三丁目 | 1971年2月1日     | 1971年2月1日       | 元本郷町の一部                           |            |            |
| 元本郷町四丁目 | 1971年2月1日     | 1971年2月1日       | 元本郷町の一部                           |            |            |
| 平岡町         | 1917年9月1日     | 1968年5月1日       | 平岡町の全部                             |            |            |
| 本郷町         | 1917年9月1日     | 1968年5月1日       | 本郷町の全部                             |            |            |
| 大横町         | 1917年9月1日     | 1968年5月1日       | 大横町の全部                             |            |            |
| 本町           | 1917年9月1日     | 1968年5月1日       | 本町の全部と元横山町の一部               |            |            |
| 元横山町一丁目 | 1970年3月1日     | 1970年3月1日       | 元横山町、新町の各一部                   |            |            |
| 元横山町二丁目 | 1970年3月1日     | 1970年3月1日       | 元横山町の一部                           |            |            |
| 元横山町三丁目 | 1970年3月1日     | 1970年3月1日       | 元横山町、田町の各一部                   |            |            |
| 田町           | 1917年9月1日     | 1970年3月1日       | 田町、元横山町の各一部                   |            |            |
| 新町           | 1917年9月1日     | 1970年3月1日       | 新町の一部                               |            |            |
| 明神町一丁目   | 1969年5月1日     | 1969年5月1日       | 明神町の一部                             |            |            |
| 明神町二丁目   | 1969年5月1日     | 1969年5月1日       | 明神町の一部                             |            |            |
| 明神町三丁目   | 1969年5月1日     | 1969年5月1日       | 明神町の一部                             |            |            |
| 明神町四丁目   | 1969年5月1日     | 1969年5月1日       | 明神町の一部                             |            |            |
| 明神町四丁目   | 1969年5月1日     | 1970年3月1日       | 新町、元横山町の各一部                   |            |            |
| 子安町一丁目   | 1968年3月1日     | 1968年3月1日       | 子安町の一部                             |            |            |
| 子安町二丁目   | 1968年3月1日     | 1968年3月1日       | 子安町、北野町の各一部                   |            |            |
| 子安町二丁目   | 1968年3月1日     | 2004年8月14日      | 北野町の一部                             |            |            |
| 子安町三丁目   | 1968年3月1日     | 1968年3月1日       | 子安町の一部                             |            |            |
| 子安町四丁目   | 1968年3月1日     | 1968年3月1日       | 子安町の一部                             |            |            |
| 東町           | 1917年9月1日     | 1968年8月1日       | 東町の全部                               |            |            |
| 旭町           | 1917年9月1日     | 1968年8月1日       | 旭町、子安町の各全部                     |            |            |
| 三崎町         | 1917年9月1日     | 1968年8月1日       | 三崎町の全部                             |            |            |
| 中町           | 1917年9月1日     | 1968年8月1日       | 中町の全部                               |            |            |
| 南町           | 1917年9月1日     | 1968年5月1日       | 南町の全部                               |            |            |
| 寺町           | 1917年9月1日     | 未実施             |                                          |            |            |
| 万町           | 1917年9月1日     | 未実施             |                                          |            |            |
| 上野町         | 1917年9月1日     | 未実施             |                                          |            |            |
| 天神町         | 1917年9月1日     | 未実施             |                                          |            |            |
| 南新町         | 1917年9月1日     | 未実施             |                                          |            |            |
| 小門町         | 1917年9月1日     | 未実施             |                                          |            |            |
| 台町一丁目     | 1972年7月1日     | 1972年7月1日       | 台町の一部                               |            |            |
| 台町二丁目     | 1972年7月1日     | 1972年7月1日       | 台町の一部                               |            |            |
| 台町三丁目     | 1972年7月1日     | 1972年7月1日       | 台町の一部                               |            |            |
| 台町四丁目     | 1972年7月1日     | 1972年7月1日       | 台町の一部                               |            |            |
| 中野町         | 1943年7月1日     | 未実施             |                                          |            |            |
| 暁町一丁目     | 1977年10月1日    | 1977年10月1日      | 中野町、大和田町の各一部                 |            |            |
| 暁町二丁目     | 1977年10月1日    | 1977年10月1日      | 中野町の一部                             |            |            |
| 暁町三丁目     | 1977年10月1日    | 1977年10月1日      | 中野町、左入町、尾崎町の各一部           |            |            |
| 中野山王一丁目 | 1977年10月1日    | 1977年10月1日      | 中野町の一部                             |            |            |
| 中野山王二丁目 | 1977年10月1日    | 1977年10月1日      | 中野町、左入町の各一部                   |            |            |
| 中野山王三丁目 | 1977年10月1日    | 1977年10月1日      | 中野町の一部                             |            |            |
| 中野上町一丁目 | 1977年10月1日    | 1977年10月1日      | 中野町、元横山町の各一部                 |            |            |
| 中野上町二丁目 | 1977年10月1日    | 1977年10月1日      | 中野町の一部                             |            |            |
| 中野上町三丁目 | 1977年10月1日    | 1977年10月1日      | 中野町の一部                             |            |            |
| 中野上町四丁目 | 1977年10月1日    | 1977年10月1日      | 中野町、元横山町の各一部                 |            |            |
| 中野上町五丁目 | 1977年10月1日    | 1977年10月1日      | 中野町の一部                             |            |            |
| 大和田町一丁目 | 1974年4月1日     | 1982年3月1日       | 大和田町1の全部と北野町の一部            |            |            |
| 大和田町二丁目 | 1974年4月1日     | 1974年4月1日       | 大和田町の一部                           |            |            |
| 大和田町三丁目 | 1974年4月1日     | 1974年4月1日       | 大和田町、明神町の各一部                 |            |            |
| 大和田町四丁目 | 1974年4月1日     | 1974年4月1日       | 大和田町の一部                           |            |            |
| 大和田町五丁目 | 1974年4月1日     | 1974年4月1日       | 大和田町の一部                           |            |            |
| 大和田町六丁目 | 1974年4月1日     | 1974年4月1日       | 大和田町の一部                           |            |            |
| 大和田町七丁目 | 1974年4月1日     | 1974年4月1日       | 大和田町の一部                           |            |            |
| 大和田町七丁目 | 1974年4月1日     | 1977年10月1日      | 大和田町、元横山町、中野町の各一部       |            |            |
| 富士見町       | 1960年6月8日     | 1974年4月1日       | 富士見町の全部と大和田町、大谷町の各一部 |            |            |
| 緑町           | 1956年10月1日    | 未実施             |                                          |            |            |
| 清川町         | 1965年2月21日    | 未実施             |                                          |            |            |

1. ↑  南楢原土地区画整理事業換地処分公告の翌日
2. ↑  町名地番整理実施区域

##### 北部地域
| 加住事務所旧管内 | 加住事務所旧管内 | 加住事務所旧管内   | 加住事務所旧管内               | 加住事務所旧管内 | 加住事務所旧管内 |
| 町名             | 町区域新設年月日 | 住居表示実施年月日 | 住居表示実施前の町名等         | 備考             |                  |
| ---------------- | ---------------- | ------------------ | ------------------------------ | ---------------- | ---------------- |
| 尾崎町           | 1956年10月1日    | 未実施             |                                |                  |                  |
| 左入町           | 1956年10月1日    | 未実施             |                                |                  |                  |
| 滝山町一丁目     | 1956年10月1日    | 未実施             |                                |                  |                  |
| 滝山町二丁目     | 1956年10月1日    | 未実施             |                                |                  |                  |
| 梅坪町           | 1956年10月1日    | 未実施             |                                |                  |                  |
| 谷野町           | 1956年10月1日    | 未実施             |                                |                  |                  |
| みつい台一丁目   | 1993年1月31日    | 1993年1月31日      | 左入町、谷野町の各一部         |                  |                  |
| みつい台二丁目   | 1993年1月31日    | 1993年1月31日      | 中野町、左入町、谷野町の各一部 |                  |                  |
| 丹木町一丁目     | 1956年10月1日    | 未実施             |                                |                  |                  |
| 丹木町二丁目     | 1956年10月1日    | 未実施             |                                |                  |                  |
| 丹木町三丁目     | 1956年10月1日    | 未実施             |                                |                  |                  |
| 加住町一丁目     | 1956年10月1日    | 未実施             |                                |                  |                  |
| 加住町二丁目     | 1956年10月1日    | 未実施             |                                |                  |                  |
| 宮下町           | 1956年10月1日    | 未実施             |                                |                  |                  |
| 戸吹町           | 1956年10月1日    | 未実施             |                                |                  |                  |
| 高月町           | 1956年10月1日    | 未実施             |                                |                  |                  |
| 石川事務所旧管内 |                  |                    |                                |                  |                  |
| 町名             | 町区域新設年月日 | 住居表示実施年月日 | 住居表示実施前の町名等         | 備考             |                  |
| 高倉町           | 1943年7月1日     | 未実施             |                                |                  |                  |
| 石川町           | 1943年7月1日     | 未実施             |                                |                  |                  |
| 宇津木町         | 1943年7月1日     | 未実施             |                                |                  |                  |
| 平町             | 1943年7月1日     | 未実施             |                                |                  |                  |
| 小宮町           | 1943年7月1日     | 未実施             |                                |                  |                  |
| 久保山町一丁目   | 1988年6月1日     | 未実施             |                                |                  |                  |
| 久保山町二丁目   | 1988年6月1日     | 未実施             |                                |                  |                  |
| 大谷町           | 1943年7月1日     | 未実施             |                                |                  |                  |
| 丸山町           | 1977年xx月xx日   | 未実施             |                                |                  |                  |

1. 1 2 3 4  町名地番整理実施区域
2. 1 2  宇津木台土地区画整理事業換地処分公告の翌日

##### 西部地域
| 元八王子事務所旧管内 | 元八王子事務所旧管内 | 元八王子事務所旧管内 | 元八王子事務所旧管内   | 元八王子事務所旧管内 | 元八王子事務所旧管内 |
| 町名                 | 町区域新設年月日     | 住居表示実施年月日   | 住居表示実施前の町名等 | 備考                 |                      |
| -------------------- | -------------------- | -------------------- | ---------------------- | -------------------- | -------------------- |
| 大楽寺町             | 1956年10月1日        | 未実施               |                        |                      |                      |
| 上壱分方町           | 1956年10月1日        | 未実施               |                        |                      |                      |
| 諏訪町               | 1956年10月1日        | 未実施               |                        |                      |                      |
| 四谷町               | 1956年10月1日        | 未実施               |                        |                      |                      |
| 叶谷町               | 1956年10月1日        | 未実施               |                        |                      |                      |
| 泉町                 | 1956年10月1日        | 未実施               |                        |                      |                      |
| 横川町               | 1956年10月1日        | 未実施               |                        |                      |                      |
| 弐分方町             | 1956年10月1日        | 未実施               |                        |                      |                      |
| 川町                 | 1956年10月1日        | 未実施               |                        |                      |                      |
| 元八王子町一丁目     | 1956年10月1日        | 未実施               |                        |                      |                      |
| 元八王子町二丁目     | 1956年10月1日        | 未実施               |                        |                      |                      |
| 元八王子町三丁目     | 1956年10月1日        | 未実施               |                        |                      |                      |
| 恩方事務所旧管内     |                      |                      |                        |                      |                      |
| 町名                 | 町区域新設年月日     | 住居表示実施年月日   | 住居表示実施前の町名等 | 備考                 |                      |
| 下恩方町             | 1956年10月1日        | 未実施               |                        |                      |                      |
| 上恩方町             | 1956年10月1日        | 未実施               |                        |                      |                      |
| 西寺方町             | 1956年10月1日        | 未実施               |                        |                      |                      |
| 小津町               | 1956年10月1日        | 未実施               |                        |                      |                      |
| 川口事務所旧管内     |                      |                      |                        |                      |                      |
| 町名                 | 町区域新設年月日     | 住居表示実施年月日   | 住居表示実施前の町名等 | 備考                 |                      |
| 川口町               | 1956年10月1日        | 未実施               |                        |                      |                      |
| 上川町               | 1956年10月1日        | 未実施               |                        |                      |                      |
| 犬目町               | 1956年10月1日        | 未実施               |                        |                      |                      |
| 楢原町               | 1956年10月1日        | 未実施               |                        |                      |                      |
| 美山町               | 1956年10月1日        | 未実施               |                        |                      |                      |

##### 西南部地域
| 浅川事務所旧管内 | 浅川事務所旧管内 | 浅川事務所旧管内   | 浅川事務所旧管内                     | 浅川事務所旧管内 | 浅川事務所旧管内 |
| 町名             | 町区域新設年月日 | 住居表示実施年月日 | 住居表示実施前の町名等               | 備考             |                  |
| ---------------- | ---------------- | ------------------ | ------------------------------------ | ---------------- | ---------------- |
| 東浅川町         | 1960年10月1日    | 未実施             |                                      |                  |                  |
| 初沢町           | 1960年10月1日    | 未実施             |                                      |                  |                  |
| 高尾町           | 1960年10月1日    | 未実施             |                                      |                  |                  |
| 南浅川町         | 1960年10月1日    | 未実施             |                                      |                  |                  |
| 西浅川町         | 1960年10月1日    | 未実施             |                                      |                  |                  |
| 裏高尾町         | 1960年10月1日    | 未実施             |                                      |                  |                  |
| 廿里町           | 1982年11月1日    | 未実施             |                                      |                  |                  |
| 横山事務所旧管内 |                  |                    |                                      |                  |                  |
| 町名             | 町区域新設年月日 | 住居表示実施年月日 | 住居表示実施前の町名等               | 備考             |                  |
| 並木町           | 1956年10月1日    | 1979年3月1日       | 並木町の全部                         |                  |                  |
| 散田町一丁目     | 1981年3月1日     | 1981年3月1日       | 散田東町の一部                       |                  |                  |
| 散田町二丁目     | 1981年3月1日     | 1981年3月1日       | 散田東町、散田町、山田町の各一部     |                  |                  |
| 散田町三丁目     | 1981年3月1日     | 1981年3月1日       | 散田東町、散田町の各一部             |                  |                  |
| 散田町四丁目     | 1981年3月1日     | 1981年3月1日       | 散田東町、散田町の各一部             |                  |                  |
| 散田町五丁目     | 1981年3月1日     | 1981年3月1日       | 散田町、めじろ台1、めじろ台4の各一部 |                  |                  |
| 山田町           | 1956年10月1日    | 未実施             |                                      |                  |                  |
| めじろ台一丁目   | 1968年5月1日     | 未実施             |                                      |                  |                  |
| めじろ台二丁目   | 1968年5月1日     | 未実施             |                                      |                  |                  |
| めじろ台三丁目   | 1968年5月1日     | 未実施             |                                      |                  |                  |
| めじろ台四丁目   | 1968年5月1日     | 未実施             |                                      |                  |                  |
| 長房町           | 1956年10月1日    | 未実施             |                                      |                  |                  |
| 城山手一丁目     | 1995年2月18日    | 1995年2月18日      | 長房町の一部                         |                  |                  |
| 城山手二丁目     | 1995年2月18日    | 1995年2月18日      | 長房町、元八王子町2の各一部          |                  |                  |
| 狭間町           | 1956年10月1日    | 未実施             |                                      |                  |                  |
| 館事務所旧管内   |                  |                    |                                      |                  |                  |
| 町名             | 町区域新設年月日 | 住居表示実施年月日 | 住居表示実施前の町名等               | 備考             |                  |
| 椚田町           | 1956年10月1日    | 未実施             |                                      |                  |                  |
| 館町             | 1956年10月1日    | 未実施             |                                      |                  |                  |
| 寺田町           | 1956年10月1日    | 未実施             |                                      |                  |                  |
| 大船町           | 1956年10月1日    | 未実施             |                                      |                  |                  |

1. 1 2 3  町名地番整理実施区域（一部を除く）
2. 1 2  町名地番整理実施区域

##### 東南部地域
| 由井事務所旧管内 | 由井事務所旧管内 | 由井事務所旧管内   | 由井事務所旧管内                           | 由井事務所旧管内           | 由井事務所旧管内 |
| 町名             | 町区域新設年月日 | 住居表示実施年月日 | 住居表示実施前の町名等                     | 備考                       |                  |
| ---------------- | ---------------- | ------------------ | ------------------------------------------ | -------------------------- | ---------------- |
| 小比企町         | 1956年10月1日    | 未実施             |                                            |                            |                  |
| 片倉町           | 1956年10月1日    | 未実施             |                                            |                            |                  |
| 西片倉一丁目     | 2008年3月29日    | 1997年2月1日       | 片倉町の一部                               |                            |                  |
| 西片倉一丁目     | 2008年3月29日    | 2004年12月4日      | 片倉町の一部                               |                            |                  |
| 西片倉二丁目     | 2008年3月29日    | 1997年2月1日       | 片倉町の一部                               | 6〜13番街区                |                  |
| 西片倉二丁目     | 2008年3月29日    | 2002年2月2日       | 片倉町の一部                               | 1〜5番街区                 |                  |
| 西片倉二丁目     | 2008年3月29日    | 2004年1月31日      | 片倉町の一部                               | 14〜33番街区               |                  |
| 西片倉二丁目     | 2008年3月29日    | 2006年12月16日     | 片倉町の一部                               | 34・35番街区               |                  |
| 西片倉三丁目     | 2008年3月29日    | 1997年2月1日       | 片倉町の一部                               |                            |                  |
| 宇津貫町         | 1956年10月1日    | 未実施             |                                            |                            |                  |
| みなみ野一丁目   | 2008年3月29日    | 1997年2月1日       | 片倉町、宇津貫町の各一部                   |                            |                  |
| みなみ野二丁目   | 2008年3月29日    | 2002年2月2日       | 片倉町、宇津貫町の各一部                   | 1〜3・5〜8番街区           |                  |
| みなみ野二丁目   | 2008年3月29日    | 2003年2月8日       | 宇津貫町の一部                             | 4・9〜20番街区             |                  |
| みなみ野三丁目   | 2008年3月29日    | 1998年1月31日      | 小比企町、片倉町、宇津貫町の各一部         |                            |                  |
| みなみ野三丁目   | 2008年3月29日    | 2000年2月5日       | 宇津貫町の一部                             |                            |                  |
| みなみ野三丁目   | 2008年3月29日    | 2001年2月3日       | 宇津貫町の一部                             | 6・13〜21番街区            |                  |
| みなみ野四丁目   | 2008年3月29日    | 1999年1月30日      | 宇津貫町の一部                             |                            |                  |
| みなみ野四丁目   | 2008年3月29日    | 2000年2月5日       | 小比企町、片倉町、宇津貫町の各一部         |                            |                  |
| みなみ野四丁目   | 2008年3月29日    | 2001年2月3日       | 宇津貫町の一部                             | 1・2・5番街区              |                  |
| みなみ野四丁目   | 2008年3月29日    | 2003年2月8日       | 宇津貫町の一部                             | 18・19・21〜24番街区       |                  |
| みなみ野四丁目   | 2008年3月29日    | 2004年1月31日      | 宇津貫町の一部                             | 3・4・6〜15・20番街区      |                  |
| みなみ野五丁目   | 2008年3月29日    | 1997年2月1日       | 大船町、小比企町、片倉町、宇津貫町の各一部 |                            |                  |
| みなみ野六丁目   | 2008年3月29日    | 1997年2月1日       | 小比企町、片倉町、宇津貫町の各一部         |                            |                  |
| 兵衛一丁目       | 2008年3月29日    | 1997年2月1日       | 片倉町、宇津貫町の各一部                   |                            |                  |
| 兵衛一丁目       | 2008年3月29日    | 2004年12月4日      | 片倉町、宇津貫町の各一部                   |                            |                  |
| 兵衛二丁目       | 2008年3月29日    | 2004年12月4日      | 宇津貫町の一部                             |                            |                  |
| 兵衛二丁目       | 2008年3月29日    | 2005年10月8日      | 宇津貫町の一部                             |                            |                  |
| 兵衛二丁目       | 2008年3月29日    | 2006年12月16日     | 宇津貫町の一部                             |                            |                  |
| 兵衛二丁目       | 2008年3月29日    | 2010年6月19日      | 宇津貫町の一部                             |                            |                  |
| 七国一丁目       | 2008年3月29日    | 2005年10月8日      | 宇津貫町の一部                             | 1〜3・5〜14・16〜28番街区  |                  |
| 七国一丁目       | 2008年3月29日    | 2006年12月16日     | 宇津貫町の一部                             | 15・29〜33番街区           |                  |
| 七国二丁目       | 2008年3月29日    | 2005年10月8日      | 宇津貫町の一部                             |                            |                  |
| 七国三丁目       | 2008年3月29日    | 2006年12月16日     | 大船町、宇津貫町の各一部                   |                            |                  |
| 七国四丁目       | 2008年3月29日    | 2004年12月4日      | 大船町の一部                               |                            |                  |
| 七国四丁目       | 2008年3月29日    | 2005年10月8日      | 大船町、宇津貫町の各一部                   |                            |                  |
| 七国五丁目       | 2008年3月29日    | 2002年2月2日       | 大船町、宇津貫町の各一部                   | 25〜32番街区               |                  |
| 七国五丁目       | 2008年3月29日    | 2004年1月31日      | 大船町、宇津貫町の各一部                   | 14〜24番街区               |                  |
| 七国五丁目       | 2008年3月29日    | 2006年12月16日     | 大船町、宇津貫町の各一部                   | 1〜13番街区                |                  |
| 七国六丁目       | 2008年3月29日    | 1999年1月30日      | 宇津貫町の一部                             | 7・8・15〜17番街区         |                  |
| 七国六丁目       | 2008年3月29日    | 2000年2月5日       | 宇津貫町の一部                             | 9〜14・19〜24番街区        |                  |
| 七国六丁目       | 2008年3月29日    | 2001年2月3日       | 宇津貫町の一部                             | 38〜40番街区               |                  |
| 七国六丁目       | 2008年3月29日    | 2002年2月2日       | 宇津貫町の一部                             | 41番街区                   |                  |
| 七国六丁目       | 2008年3月29日    | 2003年2月8日       | 宇津貫町の一部                             | 2〜6・25〜32・34〜37番街区 |                  |
| 七国六丁目       | 2008年3月29日    | 2005年10月8日      | 宇津貫町の一部                             | 1・43〜51番街区            |                  |
| 七国六丁目       | 2008年3月29日    | 2006年12月16日     | 宇津貫町の一部                             | 42番街区                   |                  |
| 北野事務所旧管内 |                  |                    |                                            |                            |                  |
| 町名             | 町区域新設年月日 | 住居表示実施年月日 | 住居表示実施前の町名等                     | 備考                       |                  |
| 北野町           | 1956年10月1日    | 未実施             |                                            |                            |                  |
| 打越町           | 1956年10月1日    | 未実施             |                                            |                            |                  |
| 北野台一丁目     | 1989年10月1日    | 1989年10月1日      | 中山、高嶺町、打越町の各一部               |                            |                  |
| 北野台二丁目     | 1989年10月1日    | 1989年10月1日      | 中山の一部                                 |                            |                  |
| 北野台三丁目     | 1989年10月1日    | 1989年10月1日      | 中山、鑓水、片倉町、高嶺町の各一部         |                            |                  |
| 北野台四丁目     | 1989年10月1日    | 1989年10月1日      | 中山、片倉町、高嶺町、打越町の各一部       |                            |                  |
| 北野台五丁目     | 1995年2月18日    | 1995年2月18日      | 片倉町、打越町の各一部                     |                            |                  |
| 長沼町           | 1956年10月1日    | 未実施             |                                            |                            |                  |
| 絹ケ丘一丁目     | 1983年10月1日    | 1983年10月1日      | 高嶺町、打越町、長沼町の各一部             |                            |                  |
| 絹ケ丘二丁目     | 1983年10月1日    | 1983年10月1日      | 高嶺町、打越町の各一部                     |                            |                  |
| 絹ケ丘三丁目     | 1983年10月1日    | 1983年10月1日      | 下柚木、中山、高嶺町、打越町の各一部       |                            |                  |
| 絹ケ丘三丁目     | 1983年10月1日    | 1992年8月1日       | 中山の一部                                 |                            |                  |

1. 1 2 3 4 5 6 7 8 9 10 11 12 13 14 15 16 17  南八王子土地区画整理事業換地処分公告の翌日（町区域設定の効力発生日）

##### 東部地域
| 由木事務所旧管内   | 由木事務所旧管内 | 由木事務所旧管内   | 由木事務所旧管内                                                       | 由木事務所旧管内 | 由木事務所旧管内 |
| 町名               | 町区域新設年月日 | 住居表示実施年月日 | 住居表示実施前の町名等                                                 | 備考             |                  |
| ------------------ | ---------------- | ------------------ | ---------------------------------------------------------------------- | ---------------- | ---------------- |
| 下柚木             | 1964年8月1日     | 未実施             |                                                                        |                  |                  |
| 下柚木二丁目       | 1996年6月15日    | 未実施             |                                                                        |                  |                  |
| 下柚木三丁目       | 1994年11月xx日   | 未実施             |                                                                        |                  |                  |
| 上柚木             | 1964年8月1日     | 未実施             |                                                                        |                  |                  |
| 上柚木二丁目       | 1996年6月15日    | 未実施             |                                                                        |                  |                  |
| 上柚木三丁目       | 1994年11月xx日   | 未実施             |                                                                        |                  |                  |
| 中山               | 1964年8月1日     | 未実施             |                                                                        |                  |                  |
| 越野               | 1964年8月1日     | 未実施             |                                                                        |                  |                  |
| 南陽台一丁目       | 1986年2月3日     | 1986年2月3日       | 下柚木字十二号・字十三号・字十四号の各一部                             |                  |                  |
| 南陽台二丁目       | 1986年2月3日     | 1986年2月3日       | 下柚木字二号・字十二号・字十三号、堀之内字二十一号・字二十二号の各一部 |                  |                  |
| 南陽台二丁目       | 1986年2月3日     | 1999年1月30日      | 下柚木の一部                                                           |                  |                  |
| 南陽台三丁目       | 1986年2月3日     | 1986年2月3日       | 下柚木字二号・字十三号、堀之内字十九号・字二十一号・字二十二号の各一部 |                  |                  |
| 南陽台三丁目       | 1986年2月3日     | 1999年1月30日      | 堀之内の一部                                                           |                  |                  |
| 堀之内             | 1964年8月1日     | 未実施             |                                                                        |                  |                  |
| 堀之内二丁目       | 1996年6月15日    | 未実施             |                                                                        |                  |                  |
| 堀之内三丁目       | 1996年6月15日    | 未実施             |                                                                        |                  |                  |
| 由木東事務所旧管内 |                  |                    |                                                                        |                  |                  |
| 町名               | 町区域新設年月日 | 住居表示実施年月日 | 住居表示実施前の町名等                                                 | 備考             |                  |
| 東中野             | 1964年8月1日     | 未実施             |                                                                        |                  |                  |
| 大塚               | 1964年8月1日     | 未実施             |                                                                        |                  |                  |
| 鹿島               |                  | 未実施             |                                                                        |                  |                  |
| 松が谷             |                  | 未実施             |                                                                        |                  |                  |
| 南大沢事務所旧管内 |                  |                    |                                                                        |                  |                  |
| 町名               | 町区域新設年月日 | 住居表示実施年月日 | 住居表示実施前の町名等                                                 | 備考             |                  |
| 鑓水               | 1964年8月1日     | 未実施             |                                                                        |                  |                  |
| 鑓水二丁目         | 1994年11月xx日   | 未実施             |                                                                        |                  |                  |
| 南大沢一丁目       | 1996年6月15日    | 未実施             |                                                                        |                  |                  |
| 南大沢二丁目       | 1996年6月15日    | 未実施             |                                                                        |                  |                  |
| 南大沢三丁目       | 1994年11月xx日   | 未実施             |                                                                        |                  |                  |
| 南大沢四丁目       | 1994年11月xx日   | 未実施             |                                                                        |                  |                  |
| 南大沢五丁目       | 1994年11月xx日   | 未実施             |                                                                        |                  |                  |
| 松木               | 1964年8月1日     | 未実施             |                                                                        |                  |                  |
| 別所一丁目         | 1996年6月15日    | 未実施             |                                                                        |                  |                  |
| 別所二丁目         |                  | 未実施             |                                                                        |                  |                  |

1. 1 2 3 4 5 6 7  由木土地区画整理事業換地処分公告の翌日
2. 1 2 3 4 5 6 7 8  町名地番整理実施区域
3. 1 2 3 4 5 6 7 8 9 10  町名地番整理実施区域（一部を除く）

### 住宅団地

#### 多摩ニュータウン開発によるもの

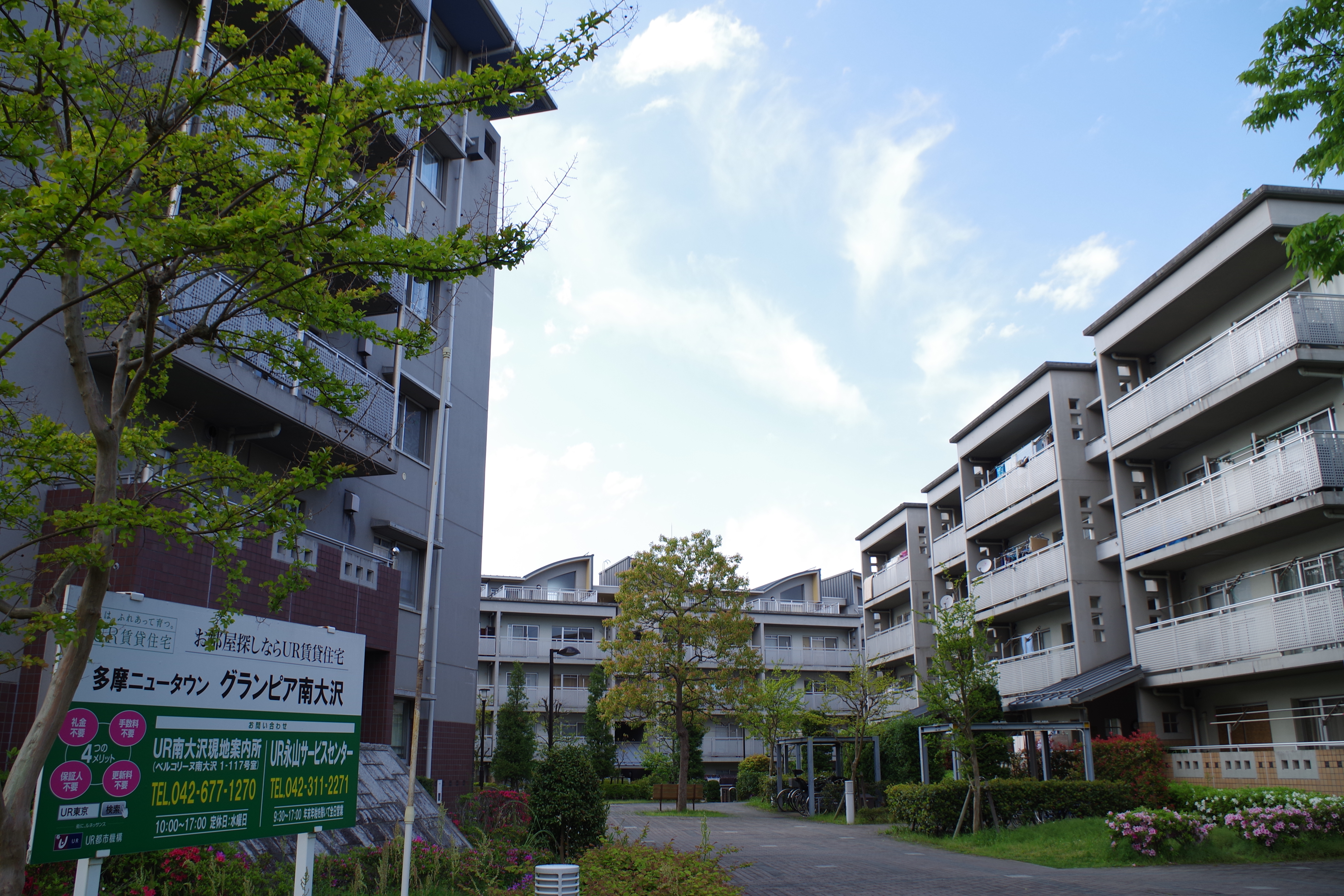
多摩ニュータウン グランピア南大沢

多摩ニュータウンは八王子市から多摩市、稲城市、町田市にまたがる大規模ニュータウンで、八王子市においては東京都、東京都住宅供給公社およびUR都市機構によって主に市南東部の南大沢駅・京王堀之内駅周辺で開発が進められた。1971年に多摩市において最初の入居が行われ、八王子市では1976年に入居が始まった。事業方式は土地区画整理事業および新住宅市街地開発事業で、公的な開発は2006年をもって終了したものの、その後も民間主導で開発が進められてきており、2016年現在22万人が居住している。一方で同年の高齢化率は22.2%で、高齢化率は全国平均より低い。
多摩ニュータウン開発で建設された住宅団地は以下の通りである。
- 多摩ニュータウンエミネンス長池（第12住区、旧住宅・都市整備公団、1990-1991年）
- 多摩ニュータウンエストラーセ長池（第12住区、旧住宅・都市整備公団、1992-1993年）
- 多摩ニュータウン長池公園せせらぎ通り北（第12住区、旧住宅・都市整備公団、1994年）
- 多摩ニュータウン長池公園せせらぎ通り南（第12住区、旧住宅・都市整備公団、1995年）
- 多摩ニュータウンコリナス長池（第12住区、UR賃貸住宅、1990-1992年）
- 多摩ニュータウン別所一丁目団地（第12住区、都営住宅、1994年）
- 多摩ニュータウン別所一丁目第2団地（第12住区、都営住宅、1995年）
- 多摩ニュータウン別所一丁目第3団地（第12住区、都営住宅、1996年）
- 多摩ニュータウンホームタウン松木（第13住区、旧住宅・都市整備公団、1993年）
- 多摩ニュータウン蓮生寺公園通り一番街（第13住区、旧住宅・都市整備公団、1994年）
- 多摩ニュータウン蓮生寺公園通り二番街（第13住区、UR賃貸住宅、1994年）
- 多摩ニュータウン蓮生寺公園通り三番街（第13住区、旧住宅・都市整備公団、1995年）
- 多摩ニュータウンレーベンスガルテン長池1（第13住区、旧住宅・都市整備公団、1997年）
- 多摩ニュータウンレーベンスガルテン長池2（第13住区、旧住宅・都市整備公団、1997年）
- 多摩ニュータウンビューコート別所（第13住区、UR賃貸住宅、2000-2001年）
- 多摩ニュータウン別所団地（第13住区、都営住宅、1988年）
- 多摩ニュータウン別所第2団地（第13住区、都営住宅、1989年）
- 多摩ニュータウン長池団地（第13住区、都営住宅、1991年）
- 多摩ニュータウン長池第2団地（第13住区、都営住宅、1991年）
- 多摩ニュータウングリーンメゾン南大沢（第14住区、旧住宅・都市整備公団、1983年）
- 多摩ニュータウンパークサイド南大沢（第14住区、旧住宅・都市整備公団、1985年）
- 多摩ニュータウンホームタウン南大沢（第14住区、旧住宅・都市整備公団、1986年）
- 多摩ニュータウンシティハイツ南大沢（第14住区、UR賃貸住宅、1985-1987年）
- 多摩ニュータウン南大沢団地（第14住区、都営住宅、1981 - 1996年）
- 多摩ニュータウンベルコリーヌ南大沢（第15住区、旧住宅・都市整備公団、1989-1992年）
- 多摩ニュータウン南大沢絹の道一番街（第16住区、UR賃貸住宅、1998年）
- 多摩ニュータウン鑓水団地（第16住区、都営住宅、1994年）
- 多摩ニュータウン鑓水第2団地（第16住区、都営住宅、1995 - 1996年）
- 多摩ニュータウン鹿島団地（第17住区、旧日本住宅公団・UR賃貸住宅・都営住宅、1976年）
- 多摩ニュータウン松が谷団地（第18住区、旧日本住宅公団・UR賃貸住宅・都営住宅、1978年）
- 多摩ニュータウン南大沢学園萌樹の丘（第20住区、旧住宅・都市整備公団、1995年）
- 多摩ニュータウン南大沢学園瑞樹の丘（第20住区、旧住宅・都市整備公団、1997年）
- 多摩ニュータウン下柚木団地（第20住区、都営住宅、1992年）
- 多摩ニュータウン下柚木第2団地（第20住区、都営住宅、1991年）
- 多摩ニュータウン南大沢学園一番街（第21住区、旧住宅・都市整備公団、1994年）
- 多摩ニュータウン南大沢学園二番街（第21住区、UR賃貸住宅、1994年）
- 多摩ニュータウン南大沢学園三番街（第21住区、旧住宅・都市整備公団、1995年）
- 多摩ニュータウン南大沢学園四番街（第21住区、UR賃貸住宅、1995年）
- 多摩ニュータウン南大沢学園五番街（第21住区、旧住宅・都市整備公団、1996年）
- 多摩ニュータウン南大沢学園六番街（第21住区、旧住宅・都市整備公団、1996年）
- 多摩ニュータウングランピア南大沢（第21住区、UR賃貸住宅、2000-2004年）
- 多摩ニュータウン上柚木団地（第21住区、都営住宅、1992年）
- 多摩ニュータウン上柚木第2団地（第21住区、都営住宅、1993年）

#### 多摩ニュータウン以外のもの
- 都市再生機構館町団地 : 八王子都市計画事業(一団地の住宅施設)
- 都市再生機構寺田団地 : 八王子都市計画事業(一団地の住宅施設)
- グリーンヒル寺田 （寺田町、旧住宅・都市整備公団）
- 都営新長房団地 - 昭和45年 : 八王子都市計画事業(一団地の住宅施設)
- 長沼町アパート（長沼町 都営住宅 1988 - 1989年）
- 長沼町第2アパート（長沼町 都営住宅 1990 - 1993年）
- 長房南アパート（長房町 都営住宅 1971年）
- 長房アパート（長房町 都営住宅 1996 - 2004年）
- 長房北アパート（長房町 都営住宅 1971年）
- 長房西アパート（長房町 都営住宅 1976年）
- 都営北大和田団地 - 昭和47年 : 八王子都市計画事業(一団地の住宅施設)
- 東京都住宅供給公社横川町団地 -1979年 : 八王子都市計画事業(一団地の住宅施設)
- 八王子市住宅協会大和田台団地 - 1962年 : 八王子都市計画事業(一団地の住宅施設)
- 八王子市住宅協会南楢原団地 - 昭年 : 八王子都市計画事業(一団地の住宅施設)
- ビュータワー八王子
- みなみ野シティ ： 八王子ニュータウン
- 元本郷町四丁目アパート（元本郷町 都営住宅 2004年）
- 八王子高倉町アパート（高倉町 都営住宅 1971年）
- 八王子高倉町第2アパート（高倉町 都営住宅 1980年）
- 八王子石川町アパート（石川町 都営住宅 1971 - 1972年）
- 八王子石川町第2アパート（石川町 都営住宅 1996 - 2001年）
- 八王子南大谷アパート（大谷町 都営住宅 1971年）
- 八王子大和田町アパート（大和田町 都営住宅 1970年）
- 大和田七丁目アパート（大和田町 都営住宅 1976 - 1977年）
- 中野山王三丁目アパート（中野山王 都営住宅 1994 - 2003年）
- 八王子中野町アパート（中野山王 都営住宅 1967年）
- 館ケ丘団地
- 南原台団地
- 宇津木台団地
- ゆりのき台団地
- 宝生寺団地
- 朝日ヶ丘団地
- 北野台団地
- 絹ヶ丘団地

### 人口
人口は約57.75万人で、日本の市町村の中で第24位、20の政令指定都市を除くと第4位で、東京都内の市町村では第1位（23区を含む市区町村全体では第6位）。
| |                                          |  |
| 八王子市と全国の年齢別人口分布（2005年） | 八王子市の年齢・男女別人口分布（2005年） |  |
| ■紫色 ― 八王子市 ■緑色 ― 日本全国 | ■青色 ― 男性 ■赤色 ― 女性                |  |
| 八王子市（に相当する地域）の人口の推移 \| 1970年（昭和45年） \| 253,407人 \| \| \| 1975年（昭和50年） \| 322,580人 \| \| \| 1980年（昭和55年） \| 387,178人 \| \| \| 1985年（昭和60年） \| 426,654人 \| \| \| 1990年（平成2年） \| 466,347人 \| \| \| 1995年（平成7年） \| 503,363人 \| \| \| 2000年（平成12年） \| 536,046人 \| \| \| 2005年（平成17年） \| 560,012人 \| \| \| 2010年（平成22年） \| 580,853人 \| \| \| 2015年（平成27年） \| 577,513人 \| \| \| 2020年（令和2年） \| 579,355人 \| \| |                                          |  |
| 総務省統計局 国勢調査より |                                          |  |
| 1970年（昭和45年） | 253,407人                                |  |
| 1975年（昭和50年） | 322,580人                                |  |
| 1980年（昭和55年） | 387,178人                                |  |
| 1985年（昭和60年） | 426,654人                                |  |
| 1990年（平成2年） | 466,347人                                |  |
| 1995年（平成7年） | 503,363人                                |  |
| 2000年（平成12年） | 536,046人                                |  |
| 2005年（平成17年） | 560,012人                                |  |
| 2010年（平成22年） | 580,853人                                |  |
| 2015年（平成27年） | 577,513人                                |  |
| 2020年（令和2年） | 579,355人                                |  |

#### 昼夜間人口
2010年時点の夜間人口（居住者）は580,053人であるが、市外からの通勤者と通学生および居住者のうちの市内に昼間残留する人口の合計である昼間人口は578,039人で、昼は夜の0.997倍の人口となり、昼夜間人口はほぼ1：1である。通勤者・通学者で見ると、市内から市外へ出る通勤者107,885人、市外から市内へ入る通勤者74,401人と市内から市外へ出る通勤者が多い。一方、学生では市内から市外に出る通学生17,348人、市外から市内へ入る通学生48,820人と市外から市内へ入る通学生が圧倒的に多い。
八王子市は区部への通勤者が多いベッドタウンという人口流出の面と、市内に多くの大学と企業を抱えることから通学先、勤務先として人口流入の面の両面があり、区部からの通勤者・通学者が12,417人である。
八王子市役所によると、11万人の学生と5千人の教員が八王子市に通っている。

### 隣接自治体・行政区
東京都
- 町田市
- 多摩市
- 日野市
- 昭島市
- あきる野市
- 福生市
- 西多摩郡：檜原村

神奈川県
- 相模原市（緑区）

## 歴史

### 中世

#### 戦国時代
北条氏照は城を築いた深沢山に、牛頭天王の8人の王子神である「八王子権現」を祀り、八王子城と名づけた。
この城名が市名の由来である。また、異説として日吉大社及びその神体山である八王子山と密接なつながりがある山王社が多摩地域に多く存在しており、深沢山にも元々山王社が建っていて八王子山とも称され、そこに城を築いたために八王子城と命名されたとする説もある（八王子城跡には現在も「山王台」と呼ばれる場所がある。また、日吉大社が祀る山王権現と八王子権現も密接なつながりがあるとされている）。

### 近世

#### 安土桃山時代
八王子城が豊臣秀吉の小田原征伐によって落城すると、この地方は後北条氏の旧領全域とともに徳川家康が転封された。交通の要衝であるため、江戸を甲州口から守るための軍事拠点としての役割も担った。
徳川家康が武田家の遺臣を召抱えて組織した八王子千人同心の根拠地となったのはそのためである。

#### 江戸時代
江戸時代には関東各地の直轄領（御料）を支配する代官18人が駐在することとなり、武田家旧臣の大久保長安が代官頭を務めてこの地方の開発と甲州街道の整備にあたった。
その結果、八王子横山十五宿は甲州街道中で最大の宿場町として、また多摩地域の物資の集散地として栄えた。

### 近代

#### 明治
1889年(明治22年)町制施行し、(神奈川県南多摩郡八王子町)として始まり、後に神奈川県から東京府に編入した。
幕末の開国後、明治維新期以降は織物産業が繁栄し、江戸時代からの宿場町を中心に街も発展した。
特に生糸・絹織物については市内で産するだけでなく、遠くは群馬県や秩父地方、山梨県、長野県からも荷が集まり、輸出港である横浜に運ぶための中継地としても機能していた。
八王子と横浜を結ぶ神奈川往還は後に民俗史・郷土史研究者から「絹の道（シルクロード）」と呼ばれ、絹の道資料館はこうした歴史を伝える。

#### 大正
1917年（大正6年）には、東京府内で東京市に次ぎ2番目に市制を施行した。1940年（昭和15年）12月1日に立川市が市制施行するまでは、東京多摩地域で唯一の「市」であった。2017年（平成29年）には市制施行100周年を迎えて様々な記念事業が行われた。
なお、八王子市が市制施行した当時の東京市は東京15区であり、現在の東京23区に属する地域のうち、豊多摩郡（現：渋谷区・中野区・杉並区、および新宿区の一部）、荏原郡（現：品川区・大田区・世田谷区・目黒区）、北豊島郡（現：豊島区・北区・荒川区・板橋区・練馬区）、南足立郡（現：足立区）、南葛飾郡（現：葛飾区・江戸川区、および墨田区の一部と江東区の一部）は東京市編入前であり郡制を敷いていた。

#### 昭和
1946年（昭和21年）3月1日、八王子市役所などに昭和天皇の行幸（昭和天皇の戦後巡幸）があった。
1960年代以降は、伝統産業であった織物など繊維産業の衰退により、市の郊外には北八王子工業団地などの工業団地に企業誘致が進み、また宅地開発により多摩ニュータウンなどの大規模な住宅団地が建設された。
その後は都心のキャンパスが手狭になった上に工場等制限法で近隣での拡張が困難になった大学の移転が相次ぎ、学園都市と呼ばれるようになり、産学共同研究が盛んとなった。
市の西部の高尾山、陣馬山などの山々は観光地やハイキングコースとして人気があり、また中村雨紅の生誕地にある「夕やけ小やけふれあいの里」や、東京都内で初めての道の駅である「道の駅八王子滝山」なども行楽客を集めている。

#### 平成
2015年4月1日に中核市に指定された。これは東京都の市では唯一である。石森孝志八王子市長は「いずれ政令指定都市になることを目指す」としている。
2012年、東京都は八王子の繁華街である旭町、東町、寺町、中町、三崎町、南町ならび横山町を都迷惑防止条例に基づき、客引きやスカウトのみならず、それらを行うために待機する行為なども禁止する区域に指定した。
さらに2019年には同じ地区を暴力団排除条例に基づき、暴力団排除特別強化地域に指定。地域内では暴力団と飲食店等との間で、みかじめ料のやりとりや便宜供与などが禁止され、違反者は支払った側であっても懲役1年以下または罰金50万円以下の罰則が科される。

### 沿革

#### 行政区域の変遷（市町村制施行以後）
明治
- 1889年（明治22年）4月1日 - 町村制の施行により、横山町、新町、子安町、馬乗町、八日町、本町、寺町、大横町、上野町、八幡町、本郷町、小門町、八木町、久島町、千人町、元横山町、新横山町、元本郷町、元子安町、本郷村の区域を以って神奈川県南多摩郡八王子町が成立。
- 1893年（明治26年）4月1日 - 三多摩の東京府移管により、東京府南多摩郡八王子町となる。

大正
- 1917年（大正6年）9月1日 - 市制施行し、八王子市が発足（全国66番目、多摩地域では初）。

昭和
- 1941年（昭和16年）10月1日 - 小宮町を編入。
- 1943年（昭和18年）7月1日 - 東京都発足により、東京都八王子市となる。
- 1955年（昭和30年）4月1日 - 横山村、元八王子村、恩方村、川口村、加住村、由井村を編入。
- 1959年（昭和34年）4月1日 - 浅川町を編入。
- 1964年（昭和39年）8月1日 - 由木村を編入。
- 1971年（昭和46年）4月1日 - 高月町切欠を西多摩郡秋多町（現あきる野市）へ編入。同時に秋多町雨間の一部を編入。

平成
- 2002年（平成14年）1月1日 - 多摩市と境界変更。
- 2004年（平成16年）4月1日 - 町田市と境界変更。
- 2015年（平成27年）4月1日 - 中核市に移行[15]。

## 行政

### 市長

#### 現職市長
- 初宿 和夫（）

2024年1月21日初当選、1月29日就任。
副市長
- 植原康浩（うえはらやすひろ）

任期満了となる駒沢広行副市長の後任として2024年3月1日に就任
- 中邑仁志（なかむらひとし）

任期満了となる木内 基容子副市長の後任として2024年3月1日就任

#### 歴代町長
- 平林定兵衛 1889年5月25日〜1891年12月12日
- 大平安三 1891年12月26日〜1900年4月
- 原豊穣 1900年4月27日〜1901年3月1日
- 関谷源兵衛 1901年3月7日〜1902年3月5日
- 平林定兵衛 1902年4月30日〜1903年4月17日
- 柴田榮吉 1903年7月14日〜1905年1月9日
- 平林定兵衛 1905年2月4日〜1915年8月20日
- 柴田榮吉 1915年11月3日〜1917年3月31日

#### 歴代市長
首長の代数（歴代）の数え方は何種類もあるが、本節では a, b を添える形で書き分けながら解説する。表示欄では「代a」「代b」という名で2種類を記載した。a は就任のあるたびにカウントする方式に基づく代数であり、b は同一人物による連続就任をカウントしない方式に基づく代数である。八王子市は a の方式を採っているが（他の例：弘前市、浜松市）、b の方式を採る自治体も多く（例：京都市、大垣市）、a と b の違いを認識しないまま単純に比較すると誤解が生まれる。なお、返り咲きがあろうとも同一人物を1カウントとする方式もあるが、現状、八王子市は該当しない。官選・公選等を完全に区別して捉え、切り換わった時点で一から数え直す方式もあるが、八王子市はこれを採用していない。
| 代a         | 代b         | 氏名        | 就任年月日                 | 退任年月日                 | 備考 |
| 官 選 市 長 | 官 選 市 長 | 官 選 市 長 | 官 選 市 長                | 官 選 市 長                | 官 選 市 長 |
| ----------- | ----------- | ----------- | -------------------------- | -------------------------- | --- |
| －          | －          | 柴田榮吉    | 1917年（大正6年）9月1日    | 1917年（大正6年）12月14日  | 八王子町が市制を施行する前日に町長（第10代八王子町長）を退任し、八王子市の発足に伴って市長臨時代理者に就任。同年12月14日付で市長に就任した。                                                             |
| 1           | 1           | 柴田榮吉    | 1917年（大正6年）12月14日  | 1921年（大正10年）12月13日 | 初代市長として1期4年を満了。 |
| 2           | 2           | 平林定兵衛  | 1922年（大正11年）2月16日  | 1925年（大正14年）2月25日  | 任期中3年目に病死。 |
| 3           | 3           | 武藤 文吾   | 1925年（大正14年）5月26日  | 1929年（昭和4年）5月25日   | 1期満了。 |
| 4           | 4           | 秋山 文太郎 | 1929年（昭和4年）7月8日    | 1929年（昭和4年）11月4日   | 普通選挙法の施行後に行われた市議会議員選挙が敗北に終わったため、責任を取る形で就任後4か月足らずで辞任。                                                                                                  |
| 5           | 5           | 城所 國三郎 | 1929年（昭和4年）12月11日  | 1933年（昭和8年）12月10日  | 1期4年を満了。2期目を目指すも選任されず。 |
| 6           | 6           | 杢代 龍喜   | 1934年（昭和9年）1月16日   | 1938年（昭和13年）1月15日  | 1期4年を満了。 |
| 7           | 7           | 関谷源兵衛  | 1938年（昭和13年）1月22日  | 1942年（昭和17年）1月21日  | 1期目4年を満了。 |
| 8           | 7           | 関谷源兵衛  | 1942年（昭和17年）1月27日  | 1942年（昭和17年）3月25日  | 市議会混乱の責を負い、任期初頭で辞任。 |
| (9)         | 7           | 関谷源兵衛  | 1942年（昭和17年）5月9日   | 1942年（昭和17年）9月1日   | 次代市長就任までの空位は関谷自らが市長臨時代理として埋めた。 |
| 10          | 8           | 深沢 友彦   | 1942年（昭和17年）9月1日   | 1945年（昭和20年）9月12日  | 第10代には軍人市長の擁立が図られるも、人選を巡って紆余曲折があり、3番目に推挙された深沢が就任した。 これといった実績が無いうえに八王子空襲の視察すら行わない姿勢が住民の怒りを買い、辞任に追い込まれた。 |
| 11          | 9           | 小林 吉之助 | 1945年（昭和20年）10月29日 | 1947年（昭和22年）4月4日   | 八王子最後の官選市長。官選から公選への移行に伴い、任期満了を待たずして退任する。 |
| 公 選 市 長 |             |             |                            |                            | |
| 12          | 9           | 小林 吉之助 | 1947年（昭和22年）4月5日   | 1951年（昭和26年）4月4日   | 八王子初の公選市長として就任。2期目4年を満了。 |
| 13          | 9           | 小林 吉之助 | 1951年（昭和26年）4月23日  | 1955年（昭和30年）4月2日   | 3期目4年を満了? |
| 14          | 9           | 小林 吉之助 | 1955年（昭和30年）4月30日  | 1957年（昭和32年）2月6日   | 4期目の2年目を前に不祥事で辞任。 |
| 15          | 10          | 野口 義造   | 1957年（昭和32年）2月25日  | 1961年（昭和36年）2月23日  | 1期4年を満了。 |
| 16          | 11          | 植竹 圓次   | 1961年（昭和36年）2月24日  | 1965年（昭和40年）2月23日  | 1期目4年を満了。 |
| 17          | 11          | 植竹 圓次   | 1965年（昭和40年）2月24日  | 1969年（昭和44年）2月23日  | 2期目4年を満了。 |
| 18          | 11          | 植竹 圓次   | 1969年（昭和44年）2月24日  | 1973年（昭和48年）2月23日  | 3期目4年を満了。4選を目指すも病気で断念。 |
| 19          | 12          | 後藤 聰一   | 1973年（昭和48年）2月24日  | 1977年（昭和52年）2月23日  | 1期目4年を満了。 |
| 20          | 12          | 後藤 聰一   | 1977年（昭和52年）2月24日  | 1981年（昭和56年）2月23日  | 2期目4年を満了。 |
| 21          | 12          | 後藤 聰一   | 1981年（昭和56年）2月24日  | 1983年（昭和58年）12月26日 | 3期目の途中、収賄容疑で引責辞任。 |
| 22          | 13          | 波多野 重雄 | 1984年（昭和59年）1月30日  | 1988年（昭和63年）1月27日  | 1期目4年を満了。 |
| 23          | 13          | 波多野 重雄 | 1988年（昭和63年）1月29日  | 1992年（平成4年）1月28日   | 2期目4年を満了。 |
| 24          | 13          | 波多野 重雄 | 1992年（平成4年）1月29日   | 1996年（平成8年）1月28日   | 3期目4年を満了。 |
| 25          | 13          | 波多野 重雄 | 1996年（平成8年）1月29日   | 2000年（平成12年）1月28日  | 4期目4年を満了。多選を批判され、5選は断念。 |
| 26          | 14          | 黒須 隆一   | 2000年（平成12年）1月29日  | 2004年（平成16年）1月28日  | 2000年（平成12年）1月23日、58歳で初当選。1期目4年を満了。 |
| 27          | 14          | 黒須 隆一   | 2004年（平成16年）1月29日  | 2008年（平成20年）1月28日  | 2004年（平成16年）1月25日、62歳で再選。2期目4年を満了。 |
| 28          | 14          | 黒須 隆一   | 2008年（平成20年）1月29日  | 2012年（平成24年）1月28日  | 2008年（平成20年）1月27日、66歳で3選。3期目4年を満了し、引退。 |
| 29          | 15          | 石森 孝志   | 2012年（平成24年）1月29日  | 2016年（平成28年）1月28日  | 2012年（平成24年）1月22日、54歳で初当選。1期目4年を満了。 |
| 30          | 15          | 石森 孝志   | 2016年（平成28年）1月29日  | 2020年（令和2年）1月28日   | 2016年（平成28年）1月24日、58歳で再選。2期目4年を満了。 |
| 31          | 15          | 石森 孝志   | 2020年（令和2年）1月29日   | 2024年 (令和6年) 1月28日   | 2020年（令和2年）1月26日、62歳で三選。2024年1月28日に3期目4年を満了し、引退。 |
| 19          | 12          | 初宿和夫    | 2024年（令和6年）2月29日   | （現 職）                  | 2024年 (令和6年) 1月21日初当選。 |

#### 市長選挙
- 2024年1月21日執行。

※当日有権者数：468,256人 最終投票率：38.66%（前回比：7.20pts）
| 候補者名 | 年齢 | 所属党派 | 新旧別 | 得票数       | 得票率 | 推薦・支持                                                                       |
| -------- | ---- | -------- | ------ | ------------ | ------ | -------------------------------------------------------------------------------- |
| 初宿和夫 | 59   | 無所属   | 新     | 63,838票     | 35.76% | （推薦）自由民主党、公明党 （支援）東京維新の会                                  |
| 滝田泰彦 | 41   | 無所属   | 新     | 57,193票     | 32.04% | （支持）立憲民主党、日本共産党、社会民主党、八王子・生活者ネットワーク、新社会党 |
| 両角穣   | 61   | 無所属   | 新     | 44,913票     | 25.16% |                                                                                  |
| 服部貴之 | 40   | 無所属   | 新     | 10,292.369票 | 5.77%  |                                                                                  |
| 鎌田孝之 | 58   | 無所属   | 新     | 2,276.630票  | 1.27%  |                                                                                  |

以上の出典。

### 行政機構
2008年4月1日時点の市職員数（短期契約職員を除く）は2,909人である。職員数は2010年度までに2,897人とすることを目標として削減を進めており、同規模の地方自治体と比べると市民1人当たりの職員数は少なくなっている。
2015年4月1日時点
市長
- 市長
- 副市長（2名）

市役所
| - 都市戦略部 - 総合経営部 - 市史編さん室 - 行財政改革部 - 市民活動推進部 - 総務部 - 財務部 - 税務部 - 生活安全部 - 市民部 - 福祉部 - 医療保険部 | - 健康部 - 子ども家庭部 - 産業振興部 - 環境部 - 資源循環部 - 水循環部 - 都市計画部 - 拠点整備部 - まちなみ整備部 - 道路交通部 - 会計管理者 |

固定資産評価員
教育長
- 学校教育部
- 生涯学習スポーツ部
- 図書館部

#### 役所
太字は「拠点事務所」＝19時まで開庁
- 中央部：八王子駅南口総合事務所（2010年（平成22年）11月26日にサザンスカイタワー八王子内に八王子駅南口総合事務所が設置されたため八王子駅前事務所は閉鎖された[PR 18]）
- 北部：（旧小宮町・旧加住村に相当）石川事務所・加住事務所
- 東部：（旧由木村に相当）由木事務所・南大沢事務所・由木東事務所
- 東南部（旧由井村に相当）：北野事務所・由井事務所
- 西南部（旧浅川町・旧横山村に相当）：浅川事務所・横山事務所・館事務所
- 西部：（旧元八王子村・旧川口村・旧恩方村に相当）元八王子事務所・川口事務所・恩方事務所

### 財政
2016年度の当初予算規模は約4,098億円である。市債残高はピークであった2000年度の3,184億円から年々減り続け2015年度末時点で2,085億円 となり、1,099億円減少している。単年度の歳入における地方債依存度は年々低下し、2015年度では3.6%であった。市債の発行目的は主に小中学校の校舎建設や都市計画事業、住民税の減税補填の費用で、施設整備などの投資的経費の減少により地方債の発行が抑制された。2015年度の歳入に占める自主財源の比率は52.4%である。市の基金（貯金）は2005年度93億円であったが年々増加しており、2015年度で235億円となっている。
2001年度のラスパイレス指数は105.0で指定都市を除く全市区町村の中では8番目に高く、東京26市中では7番目に高かったが、給与の引き下げなどの対策によって2015年度は97.8と大幅に低下し東京26市中で26位と大きく改善された。2005年度（平成17年度）決算における歳出に対する人件費比率は20.3%、2015年度決算における歳出に対する人件費比率は14.4%とこちらも年々縮減される傾向にある。

### 環境
2001年から地球温暖化対策して「はちおうじ省エネ国」事業を開始。希望する家庭に電気使用量などチェックシートで毎月点検できるようにした。2009年1月にイメージキャラクター名が「えこちゃん」に「えこちゃん」の頭の上に乗っているドングリの愛称が「グリちゃん」に決定する。2010年8月に八王子環境フェスティバルなどで流されていた省エネ国テーマソングが市のホームページで公開された。テーマソングの製作は市役所職員がすべて行いボーカルには初音ミクを使った。

#### ゴミ処理
2004年から有料化、個別収集開始。優良集合住宅集積所認定制度創設や学生にゴミ分別のマナーなど向上のために市内の大学・短大・高専で構成される八王子市学園都市推進会議と連携している。
2010年10月1日からは資源ゴミに対しても個別収集開始しさらなる減量化を目指している。

#### 下水処理
下水処理は市町村の事業であるが、多摩地区の自治体の多くが東京都下水道局への委託を進めている。高度な設備による水質改善や大規模処理による経済性という利点があるためである。
本市の場合は、浅川沿いの北野下水処理場にて処理を行っていた。段階的に都への委託が進み、2021年1月をもって完了した。
都の処理は多摩川沿いの八王子水再生センターで行われている。

### 広域行政
- 東京都十一市競輪事業組合 - 武蔵野、青梅、昭島、調布、町田、小金井、小平、日野、東村山、国分寺および本市の11市で京王閣競輪を開催している。
- 東京都六市競艇事業組合 - 昭島、武蔵野、町田、小金井、調布、および本市の6市で江戸川競艇を開催している。
- 東京たま広域資源循環組合 - 日の出町にある「二ツ塚廃棄物広域処分場」を運営している。多摩地域のあきる野市、奥多摩町、日の出町、檜原村を除く25市1町で構成される。
- 多摩ニュータウン環境組合 - 町田、多摩、および本市の3市で「多摩清掃工場」を運営している。
- 南多摩斎場組合 - 町田市、多摩市、稲城市、日野市と本市にて、町田市で火葬場及び葬儀場の南多摩斎場を運営している。

### 東京都機関
主税局
- 八王子都税事務所
- 八王子自動車税事務所

福祉局
- 八王子児童相談所
- 八王子福祉作業所

産業労働局
- 労働相談情報センター八王子事務所（八王子労政会館）
- 多摩職業能力開発センター八王子校（旧八王子技術専門校）

建設局
- 南多摩西部建設事務所

水道局
- 八王子給水事務所
- 八王子サービスステーション

下水道局
- 八王子水再生センター

## 議会

### 東京都議会
2025年東京都議会議員選挙
- 選挙区：八王子市選挙区
- 定数：5人
- 任期：2025年7月23日 - 2029年7月22日
- 投票日：2025年6月22日
- 当日有権者数：463,861人
- 投票率：49.03％

| 候補者名   | 当落 | 年齢 | 所属党派           | 新旧別 | 得票数   |
| ---------- | ---- | ---- | ------------------ | ------ | -------- |
| 東村邦浩   | 当   | 63   | 公明党             | 現     | 37,057票 |
| 滝田泰彦   | 当   | 43   | 無所属             | 現     | 28,782票 |
| 両角穣     | 当   | 63   | 都民ファーストの会 | 元     | 28,610票 |
| 細貝悠     | 当   | 32   | 立憲民主党         | 新     | 24,306票 |
| 伊藤祥広   | 当   | 56   | 自由民主党         | 現     | 22,473票 |
| 馬場貴大   | 落   | 46   | 自由民主党         | 新     | 21,281票 |
| 與倉さゆり | 落   | 41   | 参政党             | 新     | 20,307票 |
| 青柳有希子 | 落   | 46   | 日本共産党         | 現     | 20,023票 |
| 須山卓知   | 落   | 44   | 無所属             | 現     | 10,549票 |
| 須浪薫     | 落   | 63   | 再生の道           | 新     | 8,915票  |
| 伊藤あゆみ | 落   | 54   | 無所属             | 新     | 2,545票  |

2024年東京都議会議員補欠選挙
- 選挙区：八王子区選挙区
- 定数：1人
- 投票日：2024年7月7日
- 当日有権者数：468,418人
- 投票率：55.67％

| 候補者名 | 当落 | 年齢 | 所属党派   | 新旧別 | 得票数    |
| -------- | ---- | ---- | ---------- | ------ | --------- |
| 滝田泰彦 | 当   | 42   | 諸派       | 元     | 144,009票 |
| 馬場貴大 | 落   | 45   | 自由民主党 | 新     | 98,836票  |

2021年東京都議会議員選挙
- 選挙区：八王子市選挙区
- 定数：5人
- 投票日：2021年7月4日
- 当日有権者数：467,264人
- 投票率：42.94％

| 候補者名   | 当落 | 年齢 | 所属党派           | 新旧別 | 得票数   | 備考              |
| ---------- | ---- | ---- | ------------------ | ------ | -------- | ----------------- |
| 東村邦浩   | 当   | 59   | 公明党             | 現     | 45,053票 |                   |
| 青柳有希子 | 当   | 42   | 日本共産党         | 新     | 28,490票 |                   |
| 西山賢     | 当   | 44   | 自由民主党         | 新     | 26,004票 | 2022年8月18日死去 |
| 伊藤祥広   | 当   | 52   | 自由民主党         | 現     | 23,132票 |                   |
| 須山卓知   | 当   | 40   | 立憲民主党         | 新     | 21,786票 |                   |
| 両角穣     | 落   | 59   | 都民ファーストの会 | 現     | 20,937票 |                   |
| 滝田泰彦   | 落   | 39   | 都民ファーストの会 | 現     | 19,991票 |                   |
| 滝沢景一   | 落   | 55   | 日本維新の会       | 元     | 8,044票  |                   |
| 小林蓮     | 落   | 34   | 諸派               | 新     | 3,095票  |                   |
| 押越清悦   | 落   | 62   | 諸派               | 新     | 1,048票  |                   |

2017年東京都議会議員選挙
- 選挙区：八王子市選挙区
- 定数：5人
- 投票日：2017年7月2日
- 当日有権者数：463,897人
- 投票率：52.49％

| 候補者名 | 当落 | 年齢 | 所属党派           | 新旧別 | 得票数   |
| -------- | ---- | ---- | ------------------ | ------ | -------- |
| 東村邦浩 | 当   | 55   | 公明党             | 現     | 48,016票 |
| 両角穣   | 当   | 55   | 都民ファーストの会 | 現     | 41,541票 |
| 滝田泰彦 | 当   | 35   | 都民ファーストの会 | 新     | 39,275票 |
| 清水秀子 | 当   | 65   | 日本共産党         | 現     | 31,935票 |
| 伊藤祥広 | 当   | 48   | 自由民主党         | 新     | 26,519票 |
| 鈴木玲央 | 落   | 39   | 自由民主党         | 新     | 22,239票 |
| 安藤修三 | 落   | 37   | 民進党             | 新     | 21,446票 |
| 滝沢景一 | 落   | 51   | 無所属             | 元     | 6,947票  |
| 岡村幹雄 | 落   | 60   | 諸派               | 新     | 2,597票  |

### 衆議院
東京24区
- 選挙区：東京24区（八王子市（おおむね旧由木村域を除いた地域））
- 任期：2024年10月27日 - 2028年10月26日
- 当日有権者数：379,672人
- 投票率：56.48％

| 当落 | 候補者名   | 年齢 | 所属党派     | 新旧別 | 得票数   | 重複 |
| ---- | ---------- | ---- | ------------ | ------ | -------- | ---- |
| 当   | 萩生田光一 | 61   | 無所属       | 前     | 79,216票 |      |
| 比当 | 有田芳生   | 72   | 立憲民主党   | 新     | 71,683票 | ○    |
|      | 浦川祐輔   | 31   | 国民民主党   | 新     | 24,653票 | ○    |
|      | 佐藤由美   | 52   | 日本維新の会 | 新     | 18,501票 | ○    |
|      | 與倉さゆり | 40   | 参政党       | 新     | 8,678票  |      |
|      | 畑尻文夫   | 69   | 無所属       | 新     | 2,251票  |      |

東京21区
- 選挙区：東京21区（八王子市（おおむね旧由木村域）、立川市、日野市）
- 任期：2024年10月27日 - 2028年10月26日
- 当日有権者数：405,235人
- 投票率：55.86％

| 当落 | 候補者名   | 年齢 | 所属党派     | 新旧別 | 得票数   | 重複 |
| ---- | ---------- | ---- | ------------ | ------ | -------- | ---- |
| 当   | 大河原雅子 | 71   | 立憲民主党   | 前     | 90,724票 | ○    |
|      | 小田原潔   | 60   | 無所属       | 前     | 69,421票 |      |
|      | 山下容子   | 65   | 日本維新の会 | 新     | 36,642票 | ○    |
|      | 森裕一     | 49   | 参政党       | 新     | 18,511票 |      |

## 国家機関

### 内閣府
宮内庁
- 多摩陵墓監区事務所（武蔵陵墓地）

### 法務省
- 東京法務局八王子支局
- 東京矯正管区多摩少年院

検察庁
- 八王子区検察庁

### 財務省
国税庁
- 東京国税局八王子税務署

### 厚生労働省
- 東京労働局八王子労働基準監督署
- 東京労働局八王子公共職業安定所（ハローワーク）

### 農林水産省
林野庁
- 関東森林管理局高尾森林センター
- 森林技術総合研修所

### 国土交通省
- 関東地方整備局相武国道事務所
- 関東運輸局 東京運輸支局八王子自動車検査登録事務所

### 防衛省
自衛隊
- 自衛隊東京地方協力本部八王子地域事務所

### 裁判所
明神町に、多摩地域全域を管轄している東京地方裁判所八王子支部および東京家庭裁判所八王子支部が所在していたが、これらを立川市に移転するとの方針が国から提示され、2009年4月20日に移転された。地家裁と同じ庁舎にあった八王子簡易裁判所は地家裁移転後も引き続き同じ庁舎内で業務を行っていたが、2011年に同じ敷地内に庁舎を新設し移転した。旧庁舎取り壊し後の跡地には、2019年に八王子税務署が移転、2021年にAOI八王子病院（移転前の名称は南八王子病院）が移転してきた。
なお、同じ敷地内には八王子法務総合庁舎があり、東京地方検察庁八王子支部が地方裁判所・家庭裁判所と同時に立川市に移転した後も八王子区検察庁が引き続き入居している。八王子法務総合庁舎は2020年から大規模改修工事が進められており、2022年の竣工後には東京法務局八王子支局、八王子労働基準監督署が移転する予定である。また不動産登記申請書などの保存期間延長に伴い、東京法務局の集中書庫（面積約3030平方メートル）も庁舎内に新設される予定である。
簡易裁判所
- 八王子簡易裁判所（明神町）

かつてあった司法機関
- 東京地方裁判所八王子支部（明神町）
- 東京家庭裁判所八王子支部（明神町）

上記は1876年（明治9年）以来の歴史があった が、2009年（平成21年）4月20日に立川市へ移転した。

### 特殊法人および独立行政法人
- 日本年金機構八王子年金事務所
- 独立行政法人自動車技術総合機構関東検査部八王子事務所
- 独立行政法人都市再生機構東日本支社南八王子開発事務所
- 独立行政法人都市再生機構都市住宅技術研究所
- 独立行政法人国際協力機構八王子国際センター（2006年3月閉鎖）
- 独立行政法人産業技術総合研究所バイオニクス研究センター八王子サイト 東京工科大学内
- 独立行政法人森林研究・整備機構多摩森林科学園
- 独立行政法人労働者健康安全機構高尾みころも霊堂管理事務所
- 独立行政法人国立高等専門学校機構本部

## 施設

### 警察
本部
- 警視庁 第九方面本部

組織
- 警視庁 第九方面交通機動隊
- 警視庁 高速道路交通警察隊八王子分駐所

警察署
- 八王子警察署 - 1881年（明治14年）に設置された神奈川県第7号警察出張所が前身。1893年（明治26年）に東京府編入に伴い警視庁八王子警察署となる。2017年（平成29年）8月、元横山町から元本郷町の新庁舎に移転した[PR 27]。
  - 旧八王子警察署（元横山町）跡地には警視庁新庁舎が建設される[23]。
- 高尾警察署 - 警視庁100番目の警察署として1995年（平成7年）3月1日に設置された。市西部から南西部の元八王子、恩方、浅川、横山、館地区を担当する。
- 南大沢警察署 - 警視庁102番目の警察署として2009年（平成21年）4月20日に設置された。市南部から南東部の由井・由木・由木東地区と町田市小山・相原地区を担当する。

### 消防
消防は市町村の責任業務であるが、本市は多摩地域の多くの自治体と同様に東京消防庁へ業務を委託している。以前は多摩地域は全域が第8方面とされていたが、1990年に第9方面が新設され、方面本部は本市の小宮出張所に置かれた。更に首都直下地震とNBC災害を鑑み、2013年3月に消防救助機動部隊（ハイパーレスキュー隊）が市内に配備された。2017年12月、消防救助機動部隊の敷地内において、消防方面訓練場、消防救助機動部隊隊舎、受援拠点などが整備された総合的な消防防災施設である東京消防庁南多摩防災施設として新たに運用を開始した。
本部
- 東京消防庁　第九消防方面本部（石川町2099-4）
  - 東京消防庁南多摩防災施設（鑓水2-108-2）
  - 消防救助機動部隊（ハイパーレスキュー隊）、消防方面訓練場、消防救助機動部隊隊舎、受援拠点

消防署
- 八王子消防署（上野町33） 特別救助隊（山岳救助隊兼任）・救急隊2
  - 由木分署（下柚木542-8） 救急隊1

出張所
- 富士森出張所（大横町1-4） 救急隊1→楢原町に移転。楢原出張所になる。
- 元八王子出張所（大楽寺町366-1） 救急隊1
- 小宮出張所（石川町2099-4） 救急隊1
- 浅川出張所（東浅川町882-2） 消防活動二輪部隊（クイックアタッカー隊）・救急隊1
- 北野出張所（北野町575-1） 特別消火中隊・救急隊2
- みなみ野出張所（大船町1044-2）

八王子市南大沢3丁目に出張所の新規建設計画がある

### 医療

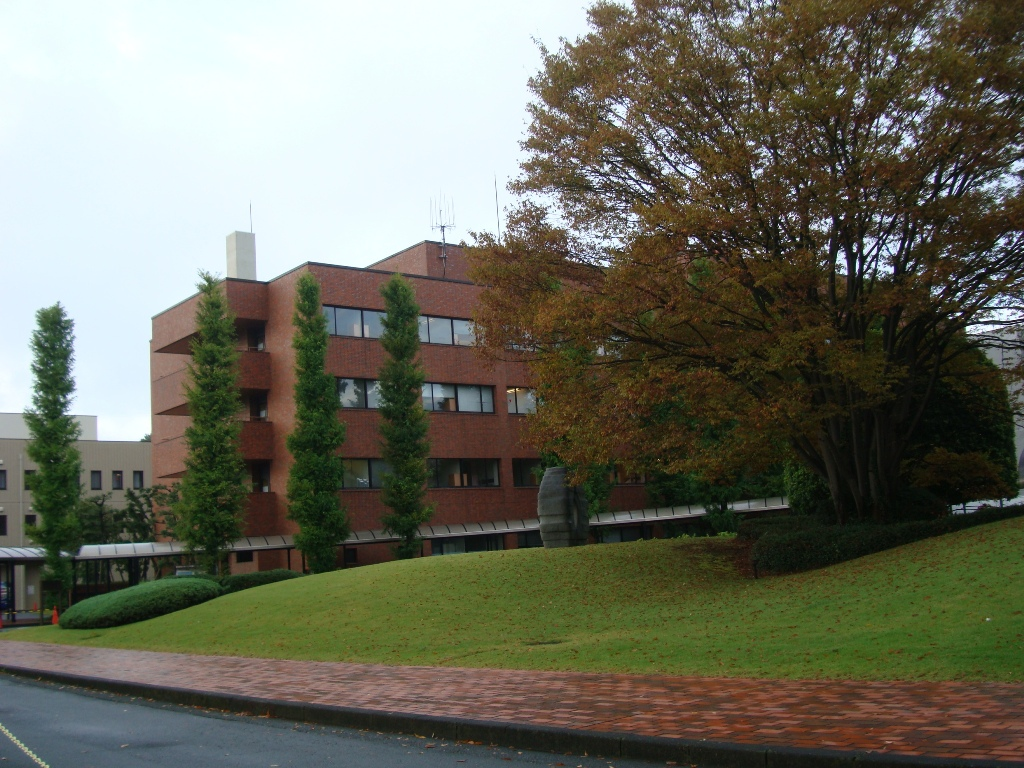
東京医科大学八王子医療センター

主な中核病院
- 東京医科大学八王子医療センター
- 東海大学医学部付属八王子病院

市内の周産期母子医療センター
- なし[25]

#### その他
- 南多摩保健医療圏 - 本市と町田、多摩、稲城、日野市の5市で構成。

### 保健・福祉
多摩地区の保健所は基本的には都が設置しているが、保健所政令市である本市と町田市はそれぞれ独自に保健所を設置している。
2023年5月末日時点で、市民の平均年齢は42.32歳。高齢者人口は155,051人で、総人口比は27.64%である。2004年1月1日時点、市内最高齢者は男103歳、女107歳である。2005年4月1日の時点で独居老人は7,212人、寝たきり人口は601人である。独居老人は増加しているが、寝たきり人口は減少している。
- 都立
  - 八王子授産場
  - 八王子児童相談所
  - 八王子少年センター
  - 甲ノ原少年心理相談センター
  - 八王子生活実習所
  - 八王子福祉作業所
  - 八王子福祉園
- 市立
  - 八王子市保健所
  - 小児・障害メディカルセンター（2011年4月 東京都立八王子小児病院跡地に開設[26]。）
    - 島田療育センターはちおうじ

  - 保健センター
  - 大横保健福祉センター
  - 東浅川保健福祉センター
  - 南大沢保健福祉センター
  - 子ども家庭支援センター
    - 生涯学習センター内・みなみ野・元八王子・南大沢・館・石川

  - 地域包括支援センター（愛称：高齢者あんしん相談センター）
    - 旭町・高尾・左入・中野・南大沢・めじろ・長沼・川口・元八王子・片倉・堀之内・長房・子安・もとはち南・寺田

### 清掃・衛生施設
- 戸吹クリーンセンター
  - 戸吹清掃事業所
  - 戸吹清掃工場
  - 戸吹不燃物処理センター
  - 戸吹プラスチック資源化センター
- 館清掃事業所
  - 館清掃工場（2010年9月末に停止[PR 31]）
- 北野衛生事業所（し尿収集）
- 北野清掃工場

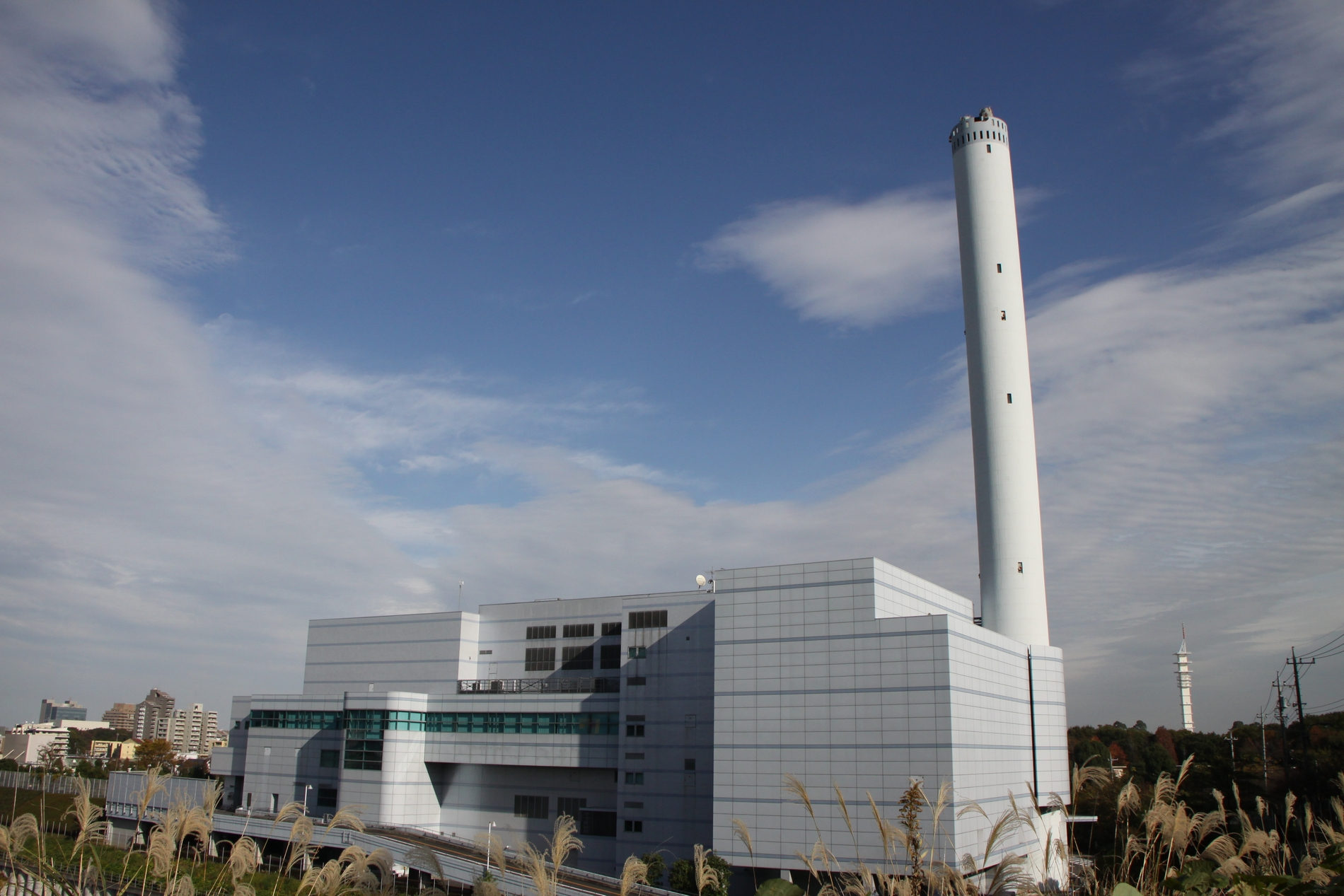
多摩ニュータウン環境組合多摩清掃工場

- 北野衛生処理センター（し尿・浄化槽汚泥処理）
- 北野下水処理場（下水処理）
- 南大沢清掃事業所
- 多摩ニュータウン環境組合多摩清掃工場（多摩市）

### 図書館

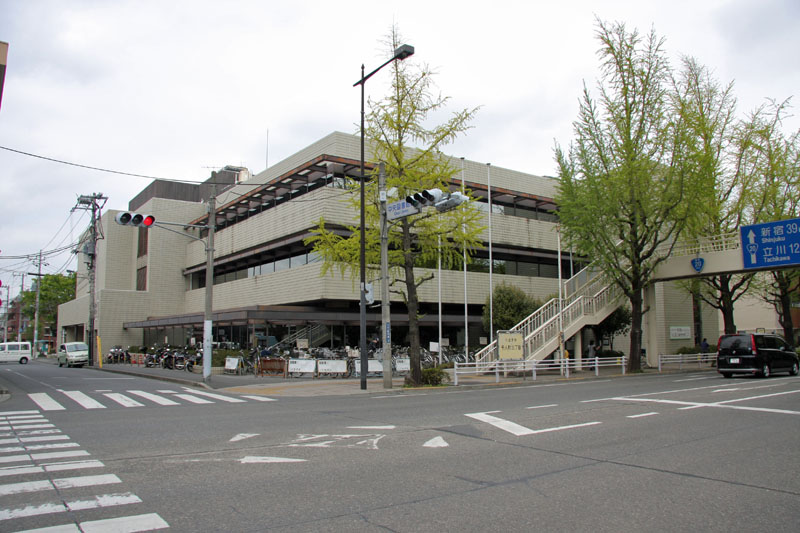
中央図書館

八王子市の設置運営する公立図書館は「八王子市図書館」と称し、中央図書館（本館に相当）および3つの図書館（分館に相当）、5つの市民センター図書館（分室に相当）がある。
- 中央図書館
- 生涯学習センター図書館
- 南大沢図書館
- 川口図書館
- 北野市民センター図書館
- 由井市民センターみなみ野図書館
- 恩方市民センター図書館
- 石川市民センター図書館
- 由木中央市民センター図書館

### 集会施設
- 学園都市センター（八王子オクトーレ）
- 八王子市民会館（J:COMホール八王子）
- 芸術文化会館（いちょうホール）
- 南大沢文化会館
- 生涯学習センター（クリエイトホール）
- 陵南会館
- 長房ふれあい館
- 公民館
  - 中央公民館
  - 南大沢公民館
  - 川口公民館
- 市民活動支援センター
  - 中心市街地活性化交流スペース
- 市民センター
  - 大和田・長房・浅川・子安・由木中央・由井・北野・元八王子・由木東・中野・石川・恩方・台町・南大沢・川口・加住・横山南
- 市民集会所
  - 横山・恩方・川口・館・加住・由井・元八王子・北野・石川

### 文化施設

#### 博物館・資料館

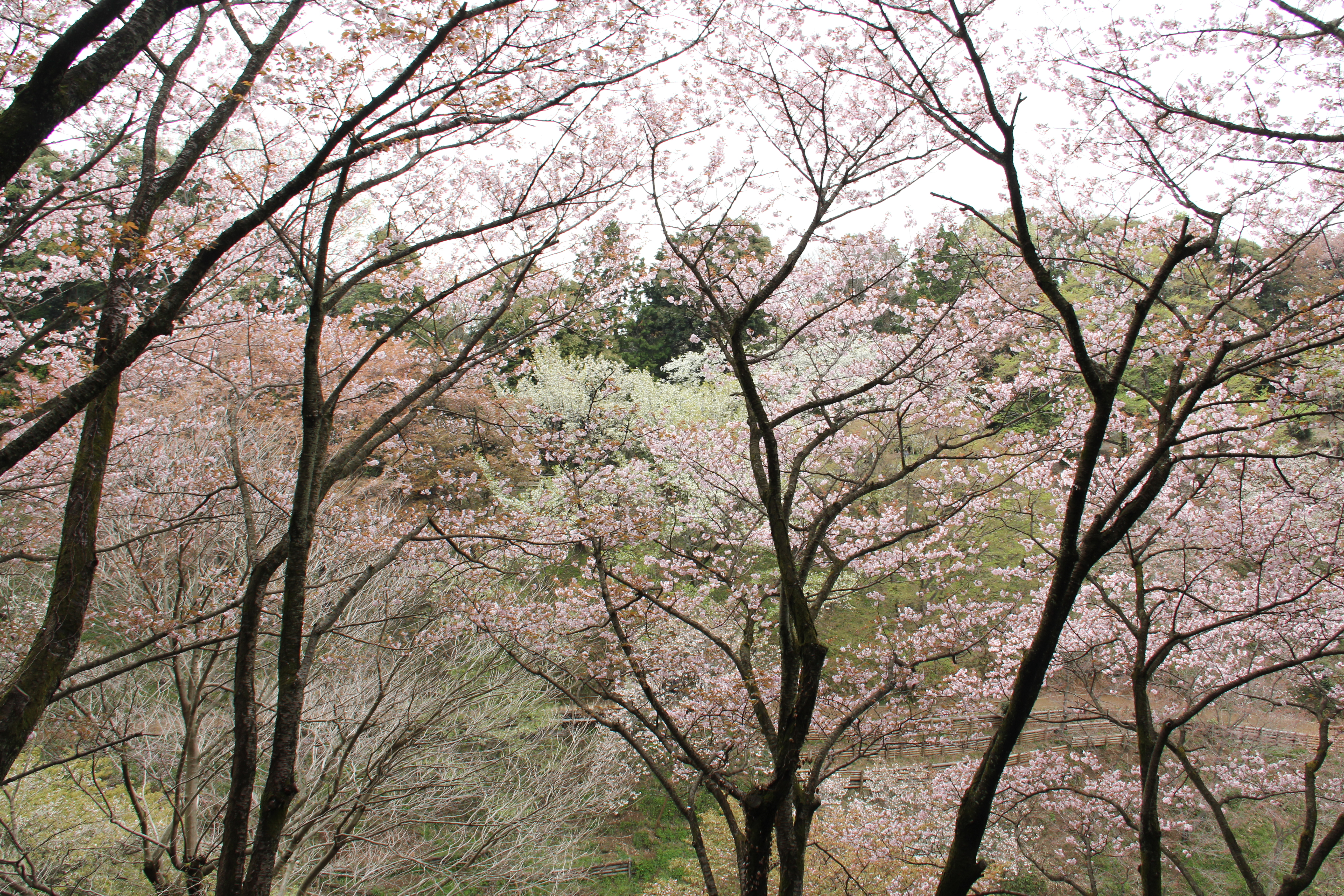
多摩森林科学園

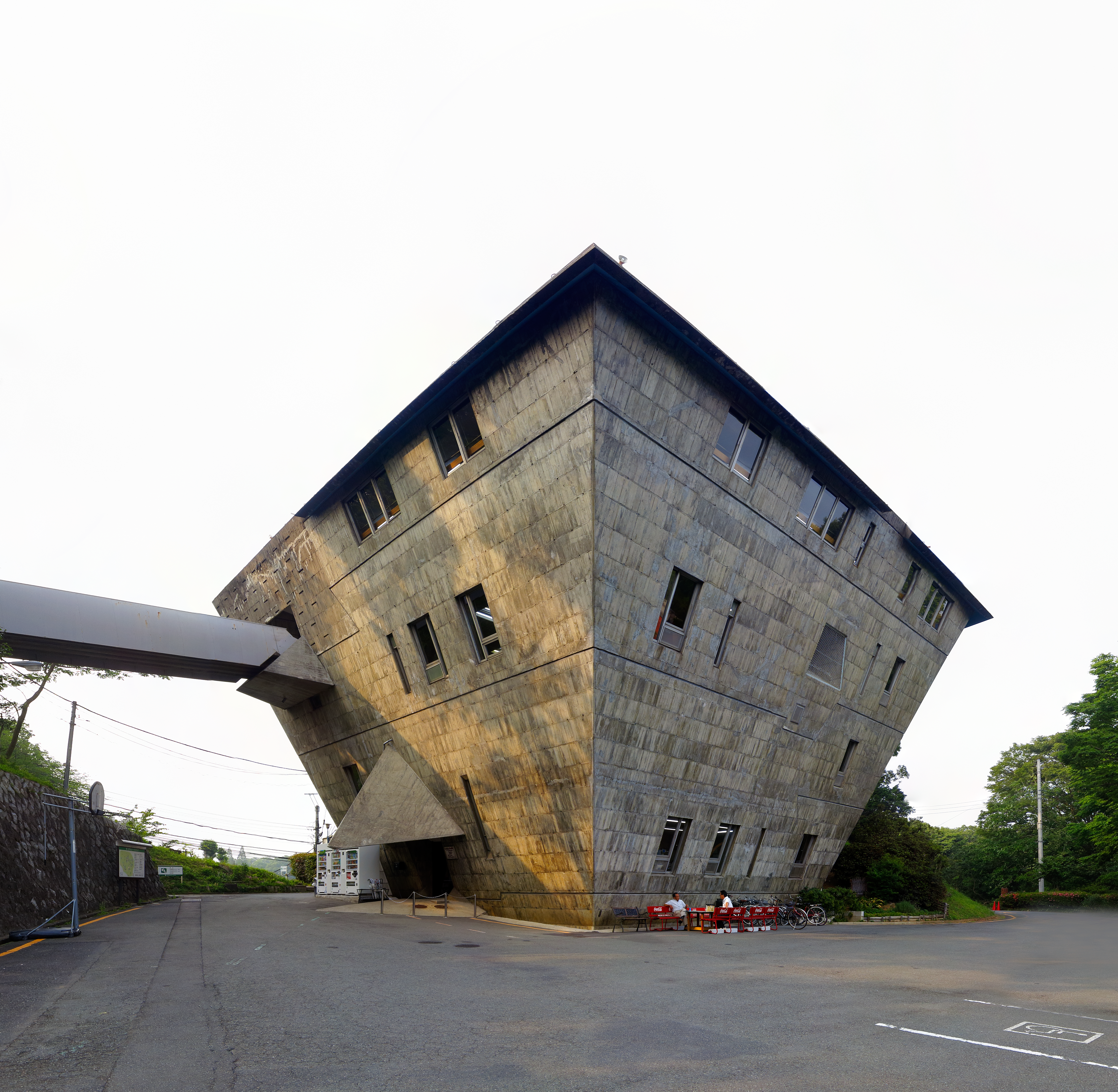
大学セミナーハウス

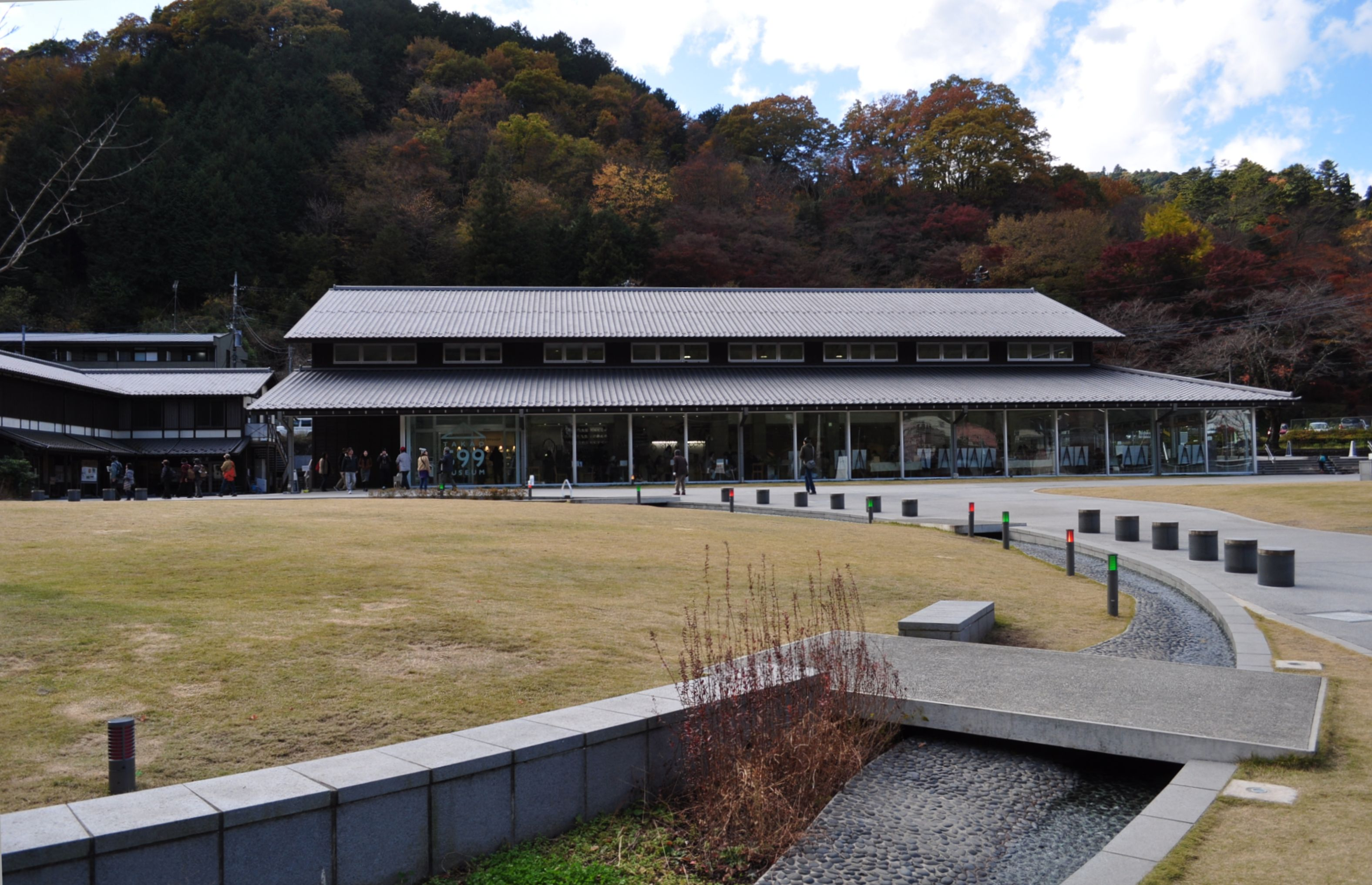
TAKAO 599 MUSEUM
（2017年11月撮影）

- 農林水産省関東森林管理局高尾森林センター「ウッディハウス愛林」
- 独立行政法人森林総合研究所多摩森林科学園・森の科学館。日本各地の桜の遺伝子を保存するための林であり、約1,700本の桜が植えられている。桜の開花時期以外にも年末年始及び休園日を除く通年、一般公開されている。　■右列に画像あり
- 独立行政法人都市再生機構都市住宅技術研究所・集合住宅歴史館
- 財団法人大学セミナーハウス　■右列に画像あり

都立
- 都立高尾ビジターセンター
- 多摩地域ユース・プラザ「高尾の森わくわくビレッジ」（2005年4月-） - 都立八王子高陵高等学校跡地
- 「高尾の森自然学校」（2015年4月10日-） - 運営：一般財団法人 セブン-イレブン記念財団

市立
- TAKAO 599 MUSEUM（元都立高尾自然科学博物館-2004年3月閉館。跡地は八王子市により2015年8月11日「TAKAO 599 MUSEUM」開館。　■右列に画像あり
- 八王子市郷土資料館(令和3年を以て閉館。)
- 八王子市絹の道資料館
- 八王子市こども科学館「サイエンスドーム八王子」
- 八王子市北野余熱利用センター「あったかホール」
- 八王子市長池自然館「長池ネイチャーセンター」
- 八王子市夕やけ小やけふれあいの里
- 八王子市農村環境改善センター
- 八王子城跡ガイダンス施設（展示解説スペース・休憩・レクチャースペース）
- 桑都日本遺産センター 八王子博物館（はちはく）（サザンスカイタワー八王子3階）[30]

私立
- 日野オートプラザ（日野自動車21世紀センター・シャノン21内の自動車博物館）
- 八王子城跡資料館
- 高尾自然動植物園
- 京王資料館（通常一般非公開）
- オリンパスミュージアム（元技術歴史館「瑞古洞（ずいこどう）」）

##### かつて存在した施設
| 姫木平自然の家（左）西館 （右）本館と東館  |  | 姫木平自然の家（左）西館 （右）本館と東館 |
| 姫木平自然の家 （左）西館 （右）本館と東館 |  |                                           |

市立
- 八王子市姫木平自然の家（長野県小県郡長和町）　■右列に画像あり - 2022年4月1日に長和町に譲渡（移管）され、2023年現在は「長和町姫木平自然の家」として旧長和町振興公社であった企業により運営が行われている。

#### 美術館
市立
- 八王子市夢美術館

私立
- 村内美術館 - バルビゾン派の絵画を中心とした西洋絵画のコレクションを展示
- 東京造形大学附属横山記念マンズー美術館 - ジャコモ・マンズーの作品を保存・展示
- 一刻芸術会館 - 田中一刻の作品を保存・展示
- トリックアート美術館
- 東京富士美術館 - ルネサンスから現代にいたる西洋絵画500年の流れを概観することを可能にする名作およそ100点が常設展示
- 名和美術館（戦国武具500点が展示。懐石料理「八王子天山」内に併設。2012年「八王子天山」閉店とともに閉館。跡地の一部は「THE GRAND HILLS HACHIOJI CLUB」となった）

### 運動施設
- 屋内スポーツ施設
  - 八王子市総合体育館 「エスフォルタアリーナ八王子 平成26年10月1日開場」（室内競技場：メインアリーナ2000席・サブアリーナ700席）
  - 富士森公園（市民体育館・市民体育館分館競技場）
  - 甲の原体育館（体育室・屋内プール）
  - 東浅川保健福祉センター（体育室・屋内プール）
  - 北野余熱利用センター「あったかホール」（屋内プール）
  - 各市民センター体育室
- 屋外スポーツ施設
  - 八王子市総合体育館 「エスフォルタアリーナ八王子」 平成26年10月1日開場（運動広場）
  - 富士森公園（市民球場・陸上競技場・テニスコート・フットサルコート）
  - 椚田運動場（少年野球場・少年サッカー場・テニスコート・ゲートボール場・ジョギングコース）
  - 上柚木公園（陸上競技場・野球場・ソフトボール場・テニスコート）
  - 滝が原運動場（野球場（軟式）・ソフトボール場・テニスコート・サッカー場兼自転車練習場）
  - 川町運動場（少年野球場・少年サッカー場）
  - 大塚公園（野球場・テニスコート・屋外プール）
  - 北野公園・高倉公園（軟式野球場）
  - 大平公園・久保山公園・内裏谷戸公園・別所公園・殿入中央公園・松木公園（テニスコート）
  - 陵南公園（屋外プール）
  - 戸吹スポーツ公園（2011年4月1日開園[PR 32] ラグビー兼サッカー場・テニスコート・スケートパーク・クライムロック・クライムツリー・原っぱ広場）
- その他
  - 浅川サイクリング道路

## 対外関係

### 姉妹都市・提携都市

#### 海外
友好都市
2006年、市制90周年を記念して日本国外の都市と友好都市交流を開始した。
その後2017年に市制100周年を記念し、当市出身で第二次世界大戦終戦直後のドイツで治療に尽力した医師の肥沼信次と関係が深いドイツのヴリーツェン市と友好交流協定を結んだ。
- 高雄市（中華民国 直轄市）
  - 2006年11月1日 - 友好交流協定締結
- 始興市（大韓民国 京畿道）
  - 2006年11月7日 - 友好交流協定締結
- 泰安市（中華人民共和国 山東省）
  - 2006年9月23日 - 友好交流協定締結
- ヴリーツェン（ドイツ語版）（ドイツ連邦共和国 ブランデンブルク州 メルキッシュ＝オーダーラント郡）
  - 2017年7月10日 - 友好交流協定締結

#### 国内
姉妹都市
- 苫小牧市（北海道 胆振総合振興局）
  - 1973年8月10日姉妹都市盟約
- 日光市（関東地方 栃木県）
  - 1974年4月1日姉妹都市盟約
- 寄居町（関東地方 埼玉県）
  - 2016年10月1日姉妹都市盟約
- 小田原市（関東地方 神奈川県）
  - 2016年10月1日姉妹都市盟約

上記のうち苫小牧市と日光市は千人同心のゆかりの地である。苫小牧は、江戸時代末期、北辺警備と勇払原野の開拓に千人同心が参加したこと、日光は、千人同心が東照宮の火の番を勤めていた縁で、姉妹都市となった。また寄居町と小田原市は戦国大名の北条氏一族が治めていた城があった縁や、近年の圏央道の開通に伴い結び付きが強くなった事から姉妹都市締結となった。

## 経済
第3次産業が、事業所数・従業者数ともに全体の約8割を占める（2000年年国勢調査）。
主な産業
（産業別事業所数上位5位まで。カッコ内は構成比。2001年（平成13年）10月1日時点）
1. 卸売・小売業、飲食店 7,681（40.3%）
2. サービス業 5,648（29.7%）
3. 製造業 1,947（10.2%）
4. 建設業 1,905（10.0%）
5. 不動産業 984（5.2%）

産業人口
（産業別就業者数上位5位まで、単位・人。カッコ内は構成比。2001年（平成13年）10月1日時点）
1. サービス業 73,987（34.9%）
2. 卸売・小売業、飲食店 66,041（31.2%）
3. 製造業 34,032（16.1%）
4. 建設業 13,520（6.4%）
5. 運輸・通信業 10,680（5.0%）

### 第一次産業

#### 農業
農家の戸数は2005年時点で1,435戸で減少傾向にあり、販売農家が全体の約40%を占める。八王子市農業協同組合（JA八王子）が、八王子市全域の農協業務を執り行っている。
東京都にある養蚕農家23戸のうち10戸が八王子市にある。
西部の山地・丘陵の農地では、ニホンザル、イノシシなどの獣害対策が課題となっており、ボランティアによる駆除活動が行われている。2007年には道の駅八王子滝山内に農産物直売所「ファーム滝山」がオープンし、地産地消を推進する拠点となっている。
農業粗生産額は 27 億円である。内訳は以下のとおりである。
1. 生乳（15.2%）
2. ほうれんそう（9.0%）
3. 小松菜（7.8%）
4. 鉢物類（花卉）（6.9%）
5. 大根（6.1%）
6. その他（55.0%）

農地面積は 957ha（市域全体の約5.1%）で、内訳は以下のとおりである。
1. 畑 629ha（65.7%）
2. 樹園 245ha（25.6%）
3. 田 83ha（8.67%）

#### 水産業
浅川上流（上恩方・西寺方町）にはマス釣場があり、ニジマス・ヤマメの遊漁が可能である。

### 第二次産業

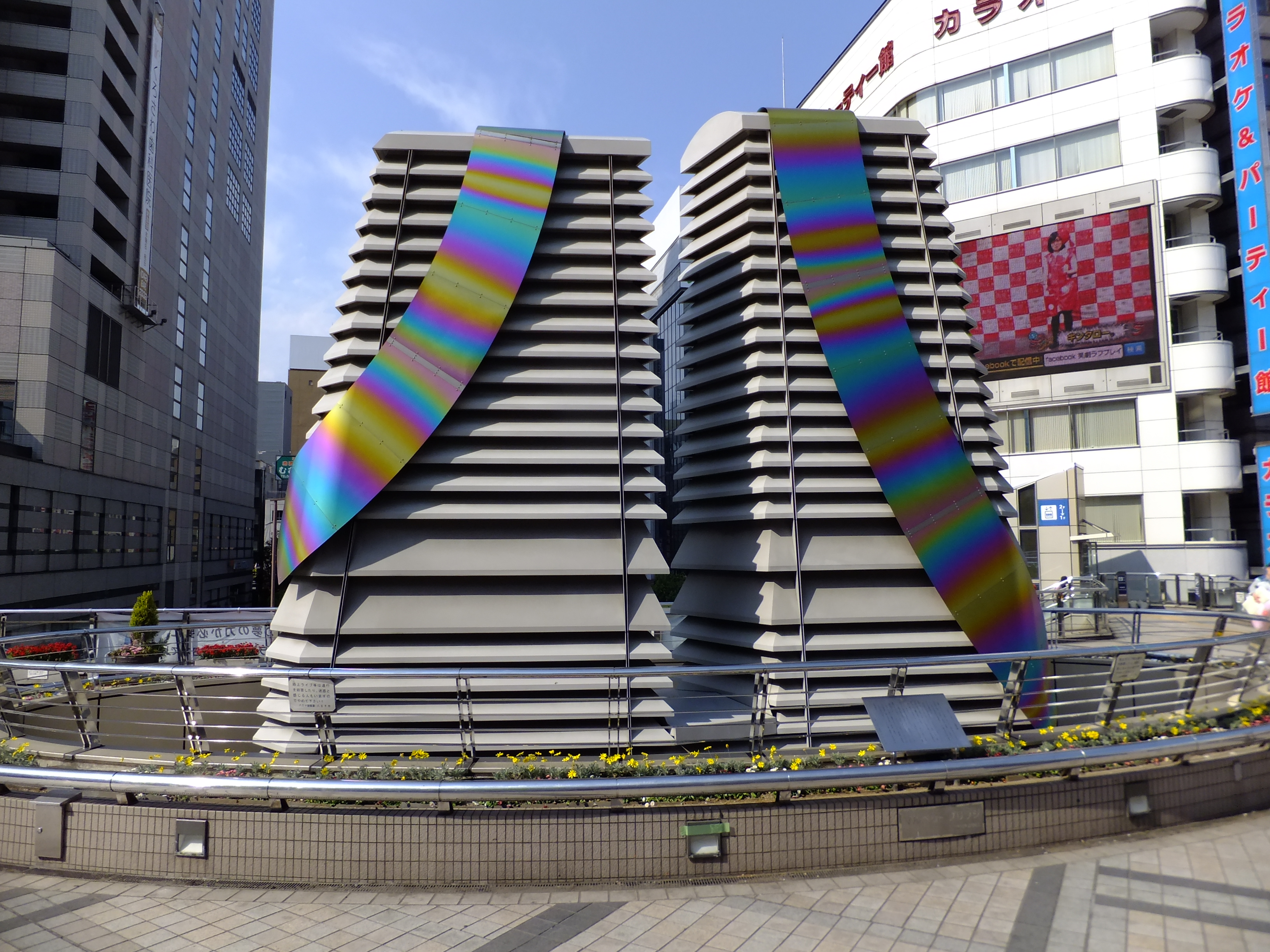
かつての主力産業「織物」をイメージしたモニュメント

#### 工業
- 明治期以降、繊維工業が隆盛したが、第二次世界大戦後、1960年代頃ら次第にその数を減らした。しかし、2000年時点で絹織・ニット製品・染色業などの繊維工業関係の工場が市内に 140あり[PR 40]、日本国外の高級ブランド製品の委託生産や、地域ブランド化など、製品の差別化によってその付加価値を高めようしている。
- 1970年代以後、工業団地の造成にともない、電気機械・精密機器製造業の比重が高まり、関連する中小の企業も市内各地に点在している。
- 2000年の工業事業所数は 1,714、従業員数は 26,391 人、製品出荷額は約 7,892 億円である。

それぞれの上位5位までの業種と比率は以下のとおりである。
工業事業所数
1. 電気機械器具 339（19.8%）
2. 一般機械器具 278（16.2%）
3. 金属製品 176（10.3%）
4. 繊維工業 140（8.2%）
5. プラスチック製品 127（7.4%）

工業従業員数
（単位：人）
1. 電気機械器具 9,310（35.3%）
2. 一般機械器具 4,646（17.6%）
3. 食料品 1,760（6.7%）
4. 出版印刷関連 1,497（5.7%）
5. プラスチック製品 1,490（5.7%）

工業製品等出荷額
（単位：万円）
1. 電気機械器具 31,459,795（39.9%）
2. 一般機械器具 19,468,689（24.7%）
3. 化学工業 7,831,992（9.9%）
4. 出版印刷関連 3,561,241（4.5%）
5. プラスチック製品 2,436,606（3.0%）

北八王子工業団地には、各種計測機器などの精密機器製造業の他、交通の利便性により、各社の物流拠点がある。北八王子工業団地のほかには、東浅川工業団地、狭間工業団地、八王子繊維工業団地、下恩方工業団地、美山工業団地、北野工業団地がある。
機業地であった歴史を受け継ぎ、絹織・ニット製品・染色業などの工場も多い。

### 第三次産業

#### 商業
八王子市の小売業の年間商品販売額は、多摩地区第1位（2014年）であり、町田市、次いで立川市、武蔵野市がこれに続く。
中心市街地では、八王子駅前にJR東日本最大級の駅ビルである八王子駅北口駅ビル（セレオ八王子北館）や八王子駅南口駅ビル（セレオ八王子南館）、八王子オクトーレ、京王八王子駅ビル（京王八王子ショッピングセンター）、サザンスカイタワー八王子、ヨドバシカメラ八王子店、ドン・キホーテ八王子駅前店、八王子オーパなどの大型店がある。過去には大型店舗の撤退などもあったが、大型店舗のリニューアルや新規出店が進んでいる。商業地域および近隣住宅地域ではマンションの建築が盛んであり、人口も右肩上がりで甲州街道沿いの歩行者数も増えている。
一方、市の郊外には三井アウトレットパーク 多摩南大沢やぐりーんうぉーく多摩、イーアス高尾、コピオ長房、スーパービバホーム八王子多摩美大前店、フォルテ八王子等に代表される郊外型大規模ショッピングセンターが複数出現しているため、市郊外や新宿駅・立川駅などの周辺に買い物客が流れている傾向がある。また、多くの大学が立地しているが市内各所に点在しているため、市中心部の八王子駅周辺ほか八王子市南部の南大沢駅周辺で買い物する学生も多い。
中心市街地の活性化を図るため、1997年には八王子駅北口再開発（八王子スクエアビル）、2003年には八日町第2地区再開発（ビュータワー八王子）、続いて2010年には八王子駅南口再開発（サザンスカイタワー八王子）とJR東日本により八王子駅南口駅ビル（セレオ八王子南館）が竣工した。2018年には、住友不動産がJR貨物の所有地を活用し共同開発した八王子駅南口の複合施設の一部をイオンモールが借りて商業施設「八王子オーパ」を開業した。
今後も、中央自動車道八王子インター隣接のイオンモール八王子インターチェンジ北、八王子駅北口「旭町・明神町地区」再開発（一部は多摩地域最大のコンベンションセンター「東京たま未来メッセ」として開業済）、八王子医療刑務所移転後用地活用計画、八王子西インターチェンジ近接の川口土地区画整理事業（流通・産業拠点整備）等が事業予定されている。

### 八王子に拠点を置く企業

#### 商業施設
八王子駅・京王八王子駅周辺
- 八王子オクトーレ（前八王子東急スクエア）
  - フードウェイ（八王子オクトーレ店）
  - セリア（八王子オクトーレ店）
  - デコホーム - ニトリ（八王子オクトーレ店）
  - Perfect Suit FActory（八王子オクトーレ店）
  - サンドラッグ（八王子オクトーレ店）
  - コーナン（八王子オクトーレ店）
- CELEO八王子北館 （八王子駅北口駅ビル）
  - 京王百貨店（セレオ八王子店）
  - 成城石井（セレオ八王子北館店）
  - イセタンミラー（セレオ八王子店。同店にナチュラル派ブランドを併設し「イセタン コスメティクス」として展開）
  - 無印良品（セレオ八王子。「Cafe&MealMUJIセレオ八王子」併設）
  - 八王子ロフト
  - アカチャンホンポ（セレオ八王子店）
  - Victoria（セレオ八王子店。アウトドア専門店「L-Breath」併設）
  - ボーネルンド（あそびのせかい セレオ八王子店）
  - 有隣堂（セレオ八王子店）
  - よみうりカルチャー（八王子）
  - bloomingbloomy（セレオ八王子店）
- CELEO八王子南館（八王子駅南口駅ビル）
  - ビックカメラ（JR八王子駅店）
- サザンスカイタワー八王子
  - スーパーアルプス（八王子駅南口店）
  - くまざわ書店（八王子南口店）
  - セリア（サザンスカイタワー八王子店）
- 八王子オーパ
  - アルズフーズマーケット（八王子店）
  - カルディコーヒーファーム（八王子オーパ店）
  - オレンジセオリーフィットネス八王子
  - ゼンゴルフレンジ（八王子店）
- 京王八王子ショッピングセンター（K-8・京王八王子駅ビル）
  - 京王アートマン（京王八王子店）
  - タワーレコード（八王子店）
  - GU（京王八王子店）
  - シマムラミュージック（八王子店）
  - くまざわ書店（京王八王子店）
  - ユザワヤ（京王八王子店）
- ヨドバシカメラ（八王子店）
- イオンフードスタイル（八王子店。ダイエー八王子店跡）
- グルメシティ（京王八王子店）
- ドン・キホーテ（八王子駅前店〈旧・長崎屋〉）
  - ザ・ダイソー（ドン・キホーテ八王子駅前店）
- 八王子ツインタワー（丸井八王子店跡）
  - ゴールドジム八王子
- セントラルフィットネスクラブ（八王子）
- メガロス八王子（国内最大級のスポーツクラブ）
- メガロス24（京王八王子駅前店。24時間営業スポーツクラブ）

南大沢駅・京王堀之内周辺
- 三井アウトレットパーク 多摩南大沢
- ガレリア・ユギ

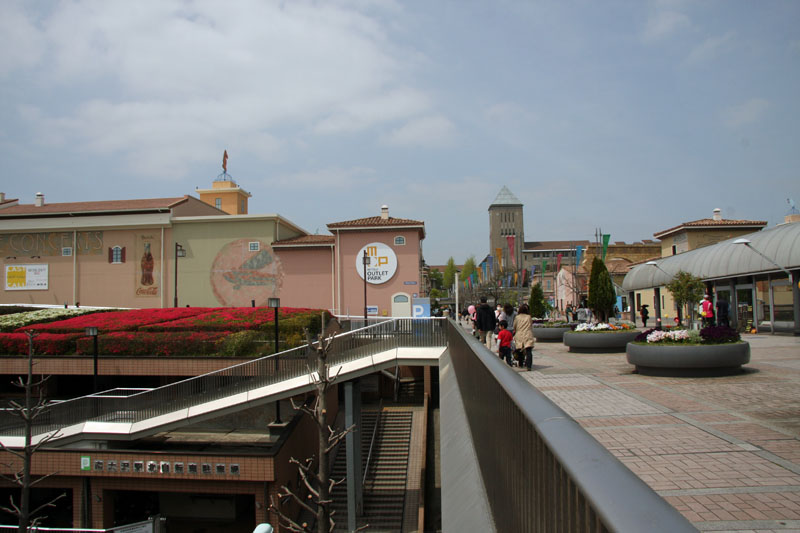
三井アウトレットパーク 多摩南大沢

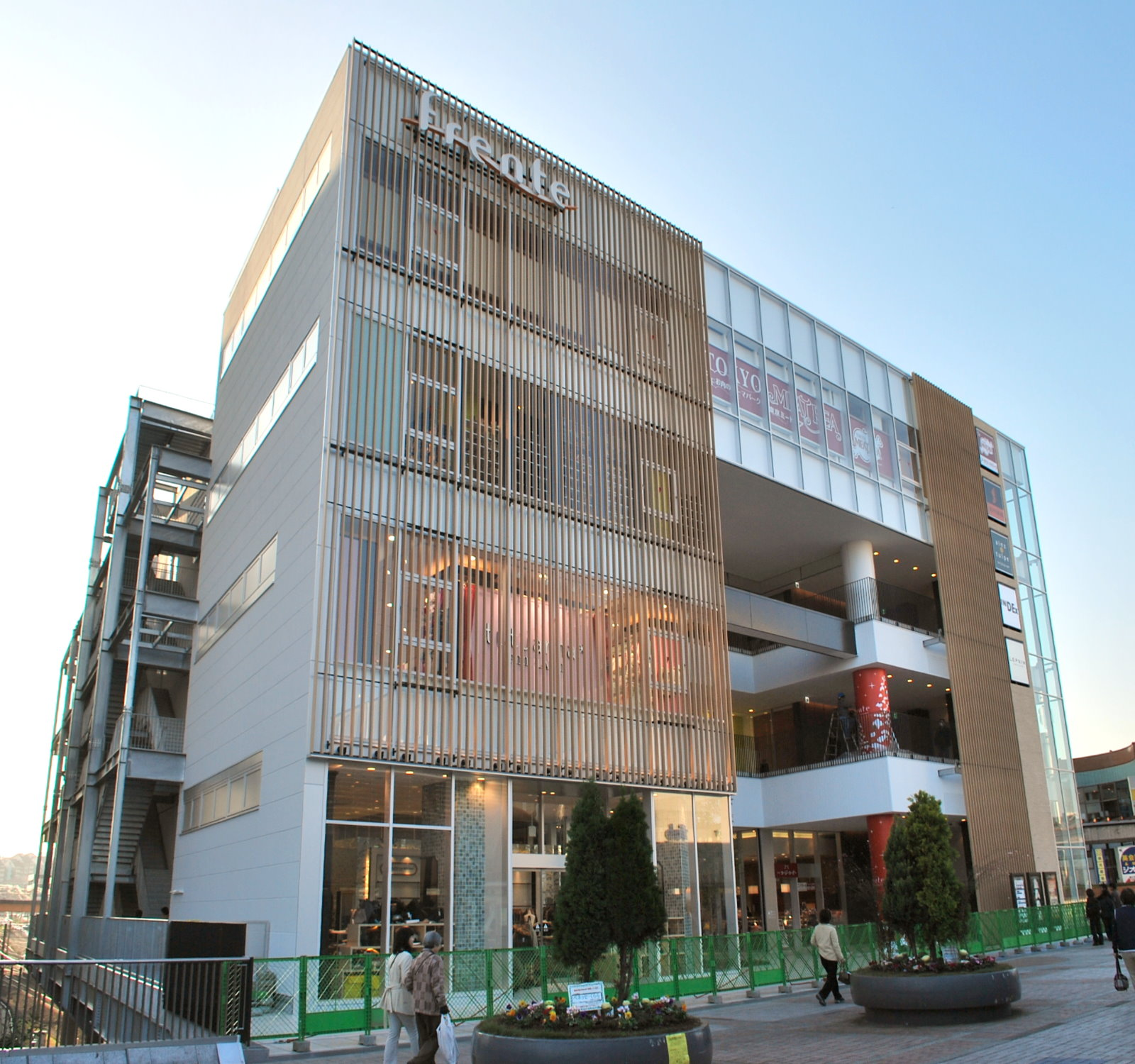
フレンテ南大沢新館

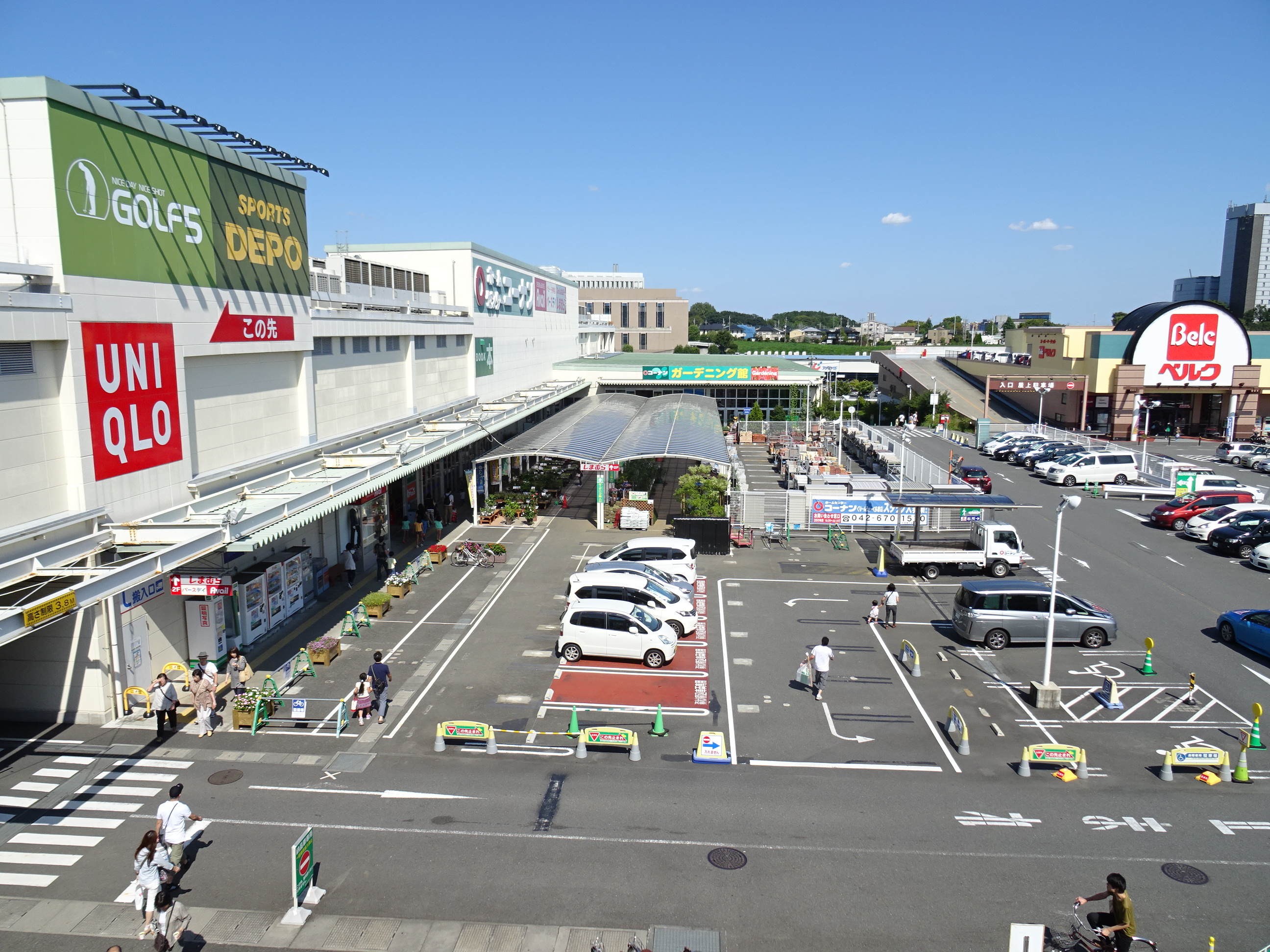
ぐりーんうぉーく多摩

  - イトーヨーカドー（南大沢店。南大沢店は柚木そごう・忠実屋〈後ダイエー〉南大沢店跡地）
    - ロフト（南大沢店）
    - ノジマ（南大沢店）

  - 文教堂 / アニメガ（南大沢店）
- フレンテ南大沢、フレンテ新館
  - 東京ミートレア（2009年12月開店、フレンテ新館）ナムコが運営する日本初の肉料理のテーマパーク
  - 島村楽器（フレンテ南大沢店）
  - 成城石井（フレンテ南大沢店）
- オーケー（南大沢店・多摩大塚店）
- fab南大沢
  - TOHOシネマズ南大沢（旧・「ヴァージンシネマズ南大沢」）
- パオレ
- サザンウインズ南大沢
  - ゴールドジム南大沢東京
- 三徳（南大沢店）
- ビッグ・エー（八王子南大沢店）
- フォレストモール南大沢
  - 蔦屋書店（南大沢店）
  - サンドラッグ（南大沢店・フォレスト南大沢薬局）
- 東急スポーツオアシス（南大沢店）
- 業務スーパー（堀之内店）
- ぐりーんうぉーく多摩
  - ヤマダデンキ（テックランドNew八王子別所店）
  - ニトリ（多摩ニュータウン店）
  - コーナン（ぐりーんうぉーく多摩店）
  - ベルク（ぐりーんうぉーく店）
  - スポーツDEPO（ぐりーんうぉーく多摩店）
- ケーズデンキ（多摩ニュータウン店）
- ビア長池本館・新館
  - 三和（堀之内店、ビア長池本館）
  - サンドラッグ（京王堀之内駅前店・京王堀之内駅前薬局、ビア長池本館）
  - ジョイフィット（京王堀之内、ビア長池本館）
  - 東京あそびマーレ（ビア長池新館。幼児連れで遊べる屋内遊園地としては国内最大級）
- ドン・キホーテ（京王堀之内店）
- ピーシーデポコーポレーション（多摩ニュータウン店）
- 九州屋（本社）
- ワイルドワン（多摩ニュータウン店。アウトドア用品店）
- スーパービバホーム（八王子多摩美大前店）
  - ヤマダデンキ（テックランド ビバホーム八王子多摩美大前店）
  - ヤオコー（八王子鑓水店）

八王子みなみ野駅周辺
- MIOみなみ野
  - 三和（八王子みなみ野店）
  - サンドラッグ（八王子みなみ野店）
  - セリア（三和八王子みなみ野店）
  - ニトリ（八王子みなみ野店）
- アクロスプラザ八王子大船
  - ロピア（八王子みなみ野店）
  - マツモトキヨシ（八王子大船町店）
- アクロスモール八王子みなみ野
  - ノジマ（八王子みなみ野店）
  - くまざわ書店（みなみ野店）
  - マツモトキヨシ（アクロスモール八王子みなみ野店）
- DCM（八王子みなみ野店）
- フレスポ八王子みなみ野
- スーパーアルプス（みなみ野店）
- 蔦屋書店（八王子みなみ野店）
- サウスフィットネスクラブ八王子みなみ野店（24時間年中無休フィットネスクラブ）

北野駅周辺
- 京王リトナード北野
  - 京王ストア（北野店）
  - 啓文堂書店（北野店）
- コピオ北野
  - スーパーアルプス（北野店）
  - クリエイト（八王子コピオ北野店）
- コナミスポーツクラブ八王子
- 家具の大正堂（八王子店。横山町の伊勢丹八王子店跡地に出店していたが北野町へ移転）
- ケーズデンキ（八王子店）
- ビッグ・エー（八王子長沼店）

めじろ台駅・狭間駅・高尾駅周辺
- イーアス高尾
  - トイザらス・ベビーザらス（高尾店）
  - ニトリ（イーアス高尾店）
  - ABCマート（イーアス高尾店・Charlotte by ABC-MARTイーアス高尾店）
  - スーパースポーツゼビオ（イーアス高尾店）
  - ノジマ（イーアス高尾店）
  - 三和（イーアス高尾店）
  - くまざわ書店（イーアス高尾店）
  - セリア（イーアス高尾店）
  - スポーツクラブNAS（高尾）
- イトーヨーカドー（八王子店）
  - くまざわ書店（イトーヨーカドー八王子店）
- グルメシティ（高尾店）
- 京王ストア（高尾店・めじろ台店）
  - 啓文堂書店（高尾店）
- 京王リトナード高尾
- スーパーバリュー（八王子高尾店。食品スーパーとホームセンターの複合店）
- スーパーアルプス（はざま店）
- ドン・キホーテ（めじろ台店）
- ヤマダデンキ（家電住まいる館YAMADA八王子高尾店）

西八王子駅周辺
- セレオ西八王子（旧西八王子ロンロン）
  - マツモトキヨシ（セレオ西八王子店）
- ダイエー（西八王子店〈旧忠実屋〉）
- コピオ西八王子駅前
  - スーパーアルプス（西八王子駅前店）
  - ダイソー（コピオ西八王子駅前店）
  - スギ薬局（西八王子店）
- ザ・マーケットプレイス八王子
  - ヤオコー（八王子並木町店）
  - サンドラッグ（八王子並木店）
  - ノジマ（西八王子店）
- FASTGYM24（西八王子店。24時間トレーニングジム）
- MY-BODY（西八王子店。24時間フィットネスジム）
- フィットネスジム ジョイフルタイム（西八王子店）

北八王子駅・高倉町周辺
- オーケー（北八王子店）
- 業務スーパー（高倉店）
- コープ（高倉店）
  - コジマ×ビックカメラ（八王子高倉店）
  - アクトスWill_G八王子（トレーニングジム。コープみらい高倉テナント棟3階）
- スーパーアルプス（高倉店）

八王子IC周辺
- 村内ファニチャーアクセス（本社・本店。家具、インテリア販売）
- ニトリ（八王子店）
- 上州屋 (八王子店)
- 道の駅八王子滝山 - 東京都内初の道の駅

その他地域及び全域
- コピオ長房
  - カインズ（八王子長房店）
  - スーパーアルプス（長房店）
  - クリエイトSD（コピオ長房店）
  - セリア（コピオ長房店）
- コピオ楢原
  - ケーヨーデイツー（楢原店）
  - スーパーアルプス（楢原店）
  - ウエルシア（楢原コピオ店）
  - オフハウス（楢原コピオ店）
- フォレストモール八王子大和田
  - スーパーアルプス（大和田店）
  - サンドラッグ（フォレストモール八王子大和田薬局）
  - ライフタイム・フィットネス（八王子店）
- エコ・タウン 八王子大和田店（元ムラウチジョーシン八王子本店）
  - ハードオフ（八王子大和田店）
  - ホビーオフ（八王子大和田店）
  - オフハウス（八王子大和田店）
  - リカーオフ（八王子大和田店）
- フォルテ八王子（ダイエー楢原店跡）
  - ベルク（フォルテ八王子店）
  - 無印良品（フォルテ八王子）
  - マツモトキヨシ（フォルテ八王子店）
  - パシオス（八王子楢原店）
- イオンフードスタイル（八王子大和田店）
- ABCマート（セレオ八王子店・MONO セレオ八王子店・八王子オクトーレ店・ぐりーんうぉーく多摩店・HAWKINS三井アウトレットパーク多摩南大沢店・VANS三井アウトレットパーク多摩南大沢店）
- AOKI（多摩ニュータウン堀之内店・八王子大和田店・八王子楢原店・八王子新めじろ台店）
- サイクルベースあさひ（八王子大和田店・めじろ台店・南大沢店）
- いなげや（八王子中野店）
- ウエルシア（八王子東浅川店・八王子川口店・八王子椚田店・八王子弐分方店・八王子諏訪店・薬局八王子みなみ野店・八王子駅北口店・八王子東中野店・八王子七国店）
- エコス（TAIRAYA元八王子店・西寺方店・川口店・東浅川店・大横店）
- エニタイムフィットネス（八王子店・八王子元横山町店・八王子高倉店・南大沢店・京王堀之内店・八王子めじろ台店・西八王子店。24時間年中無休フィットネスクラブ）
- オザム（大楽寺店・八王子諏訪店）
- カネマン（片倉店）
- 業務スーパー（田町店・四谷店・寺田店・八王子店・西八王子店）
- くまざわ書店（本社。書籍販売。八王子店・コミックランドビーワン八王子店・西八王子店・IY八王子店）
- クリエイトSD（八王子宇津木台店・八王子中野上町店・八王子元本郷店・クリエイト薬局八王子堀之内店・八王子北野町店・八王子四谷店・八王子台町・八王子万町・八王子西寺方町店・八王子散田町店・八王子越野店）
- グルメシティ（八幡町店・叶谷店〈以上旧忠実屋〉）
- コープ（北野台店・城山手店）
- コナカ（八王子高倉店・京王八王子駅前店・ぐりーんうぉーく多摩店）
- ゲオ（西八王子店・八王子堀之内店・ブックスタマゲオ八王子店）
- コルモピア（八王子みなみ野店・八王子並木町店・北野店・高倉店・楢原店）
- ザ・ダイソー（八王子市内20店舗）
- サンドラッグ（西八王子店・めじろ台店・八王子片倉店・八王子北口店・八王子中野町店・八王子高倉店・京王堀之内店・八王子四谷店・高尾店）
- しまむら（石川店・城山手店・狭間店・諏訪店・中野上町店・八王子オクトーレ店）
- ジェーソン（八王子上柚木店・八王子楢原店・八王子宇津木台店）
- スーパーアルプス（本部。八王子市内14店舗・市外15店舗）
- スギ薬局（八王子店・八王子別所店・八日町店・八王子片倉店・八王子八木町店・八王子散田町店）
- セイジョー（八王子中野店・西八王子店）
- セイムス（北野店・子安町店・大楽寺店・西寺方店・八王子大和田店・八王子狭間店・元八王子店）
- Zoff（セレオ八王子店・京王八王子SC店・三井アウトレットパーク多摩南大沢店・イーアス高尾店）
- タツミヤ（本社。婦人服企画販売。八王子市内4店舗・市外400店舗、2015年2月末現在）
- チヨダ
  - 東京靴流通センター（八王子大和田店・八王子大塚店・多摩堀之内店・元八王子店・八王子椚田店）
  - 靴チヨダ（南大沢IY店・三和多摩堀之内店）
- 肉のハナマサ（八王子店）
- 西松屋（八王子みなみ野店・元八王子店・ぐりーんうぉーく多摩店）
- ハードオフ（八王子堀之内店・八王子めじろ台店）
- ビッグ・エー（八王子館ヶ丘団地店・八王子横川町店）
- フィットハウス（東京八王子店）
- フードワン（ゆりのき台店・八王子京王堀之内店・片倉店）
- ブックオフ（八王子大和田店・八王子駅北口店・八王子めじろ台店・20号西八王子・八王子堀之内店）
- マツモトキヨシ（八王子万町店・八王子店・セレオ八王子店・八王子城山手店・めじろ台店・八王子高倉店・八王子北野台店・南大沢店）
- モードオフ（八王子大和田店）
- ユニクロ（セレオ八王子店・八王子高倉店・イーアス高尾店・ぐりーんうぉーく多摩店）
- 洋服の青山（八王子高倉店・八王子めじろ台店）
- RIZAP（八王子店）
  - chocoZAP（京王堀之内・西八王子・八王子（横山町）・めじろ台・フォレストモール南大沢。初心者向け24時間ジム）
- ライトオン（多摩ぐりーんうぉーく店・八王子オクトーレ店）
- ワークマン（八王子上壱分方店・八王子丹木店・八王子北野店・八王子下柚木店）

##### 製造業
- 北八王子工業団地
  - アジレントテクノロジー（日本本社。生化学分析機器）
  - キーサイト・テクノロジー (日本本社。電子計測機器)
  - オリンパス（グローバル本社。技術開発センター宇津木）
  - OMデジタルソリューションズ（本社。オリンパスのカメラの製造・販売など映像事業を担う）
  - カシオ計算機（八王子研究所）
  - コニカミノルタサイエンスドーム（東京サイト八王子。複写機・オプト・光学・材料・デジタル機器・ソフトウェア技術の研究開発。研究開発施設「SKT」は同社の中枢施設。）
  - 三省堂印刷（本社・工場）
  - JVCケンウッド（八王子事業所、旧・ケンウッド本社）
  - 東京精密（本社・八王子工場。計測機器・半導体製造機械）
  - サンリツ（八王子事業所。日本ビクター八王子工場跡地）
  - 日本分光（本社。計測機器）
  - 日本アムウェイ（八王子流通センター）
  - Amazon八王子フルフィルメントセンター（FC）

- 東浅川工業団地・狭間工業団地
  - 佐藤製薬（八王子工場）
  - ジャノメ（本社）
  - ネオフォトニクス・セミコンダクタ合同会社（米国・ネオフォトニクスの日本支社。研究開発拠点。）

- 北野工業団地
  - 東京特殊車体
  - 日本水産（八王子総合工場）

- 戸吹北地区
  - TOPPANエッジ（中央研究所・滝山工場）
  - 日清食品（"the WAVE"。グループの研究開発拠点）

- 八王子みなみ野シティ地区
  - ニッスイ（東京イノベーションセンター。ニッスイグループの研究開発拠点）
  - 榮太樓總本鋪（工場。和菓子製造販売）
  - イタリアントマト（東京工場グランデ）
  - 山櫻（八王子の森工場）
  - 明治 (企業)（明治イノベーションセンター。明治グループの研究開発拠点。埼玉県鶴ヶ島市と神奈川県小田原市に別々にあった菓子と牛乳・乳製品の各研究所を八王子市に集約）

- 南大沢地区
  - スリーボンド（本社。化学・自動車関連）
  - 日本品質保証機構（JQA多摩テクノパーク）

- その他地域
  - タキゲン製造（八王子支店）
  - 多摩エレクトロニクス（本社。元「多摩沖電気→OKIセミコンダクタ多摩」）
  - 中央電子（本社。電子機器）
  - トヨタ自動車（東京デザイン研究所。デザイン研究開発、トヨタ東京自動車大学校）
  - 日本機械工業（本社工場・東京営業所）
  - 日本ヒューレット・パッカード（八王子事業所）
  - 日本ブレーキ工業（本社・研究開発本部）
  - HOYA（八王子工場）
  - 津川洋行（本社。動物用医療器具、鉄道模型・ジオラマ用品）
  - ソニー・オリンパスメディカルソリューションズ株式会社（本社。医療機器）
  - 環境管理センター（本社。環境基礎研究所/分析センター/応用技術部）
  - 都築電気（技術サービスセンター・八王子物流センター）
  - 日野トレーディング（本社。日野自動車グループ内唯一の商社）
  - 北欧トーキョー（東京工場。パンの製造）

##### 物流拠点
- 東日本旅客鉄道（JR東日本）（八王子支社）
- 日本貨物鉄道（JR貨物）（八王子総合鉄道部）
- 中日本高速道路（NEXCO中日本）（八王子支社・八王子保全・サービスセンター）
- 日本郵便（八王子郵便局・八王子西郵便局・八王子南郵便局）
- 花王ロジスティクス（八王子センター）
- 日本アムウェイ（八王子流通センター）
- 日本通運（八王子支店八王子流通センター）
- 佐川急便（八王子店）
- 西濃運輸（八王子支店）
- 福山通運（八王子支店）
- 中央ヤクルト物流（東京営業所）
- 日本オイルターミナル（八王子営業所）
- 八王子総合卸売センター
- 八王子魚市場地方卸売市場
- 八王子生花地方卸売市場
- ヒューテックノオリン（東京支店）
- 佐藤製薬（東京第2流通センター）
- エフピコ（八王子新配送・ピッキングセンター）

##### 金融（支店および有人出張所）
指定金融機関はみずほ銀行。
- みずほ銀行 八王子支店、八王子南口支店、南大沢支店、長房出張所
- 三菱UFJ銀行 八王子支店、八王子中央支店
- 三井住友銀行 八王子支店、北野支店、高尾出張所、みなみ野出張所
- りそな銀行 八王子支店
- きらぼし銀行 八王子支店、八王子中央支店、西八王子支店、堀之内支店
- 東日本銀行 八王子支店、北野支店
- 山梨中央銀行 八王子支店、めじろ台支店、みなみ野シティ支店
- 群馬銀行 八王子支店
- 八十二銀行 八王子支店
- SBI新生銀行 八王子支店
- みずほ信託銀行 八王子支店
- 三井住友信託銀行 八王子支店、八王子駅前支店
- ゆうちょ銀行 八王子店
- 多摩信用金庫 八王子駅前支店、京王八王子支店、八王子中央支店、八木町支店、中野支店、中野山王支店、西八王子支店、散田支店、めじろ台支店、片倉支店、高尾支店、四谷支店、恩方支店、大和田支店、高倉支店、宇津木支店、宇津木台出張所
- 青梅信用金庫 八王子支店、八王子市役所前支店、恩方支店
- 西武信用金庫 北野支店、楢原支店、八王子支店
- 大東京信用組合 多摩営業本部八王子営業部、西八支店
- 中央労働金庫 八王子支店
- 日本政策金融公庫 八王子支店
- 八王子市農業協同組合（JA八王子） 本店、大和田支店、元八王子支店、片倉支店、横山支店、川口支店、楢原支店、恩美支店、加住支店、浅川支店、由木支店
  - 上記統合金融以外でかつて市内に本支店のあった金融機関
    - 第三十六国立銀行→第三十六銀行 本店（1878年開設、1898年私立銀行となり第三十六銀行と改称[44]。1942年日本昼夜銀行に買収[45]）
    - 第七十八国立銀行 本店（八王子第七十八国立銀行）（1909年解散）
    - 横浜銀行 八王子支店（××××年撤退）
    - 東和銀行 八王子支店、寺田出張所（××××年撤退）
    - 北海道拓殖銀行 八王子支店、高尾支店、館ヶ丘出張所（1997年経営破綻）
    - 山梨信用金庫 西八王子支店、めじろ台支店（2003年撤退）
    - 東京スター銀行 八王子支店（2005年撤退）
    - 日本振興銀行 八王子支店（2010年経営破綻）
    - 新銀行東京 八王子融資推進室（2007年撤退）

##### その他
- 東京電力（多摩支店（子安町）・八王子支社（八日町）・八王子工務所（石川町））
- NTT東日本（新明神ビル‐料金問合せ受付センター・八日町ビル‐エリア営業部門・元横山局・恩方局・浅川局・片倉局・明神局・由木局）
- 東京ガス（東京お客さまセンター（明神町））
- JR東京西駅ビル開発（本社、旭町。JR東日本との駅ビル共同開発、駅ビルの管理・運営等）
- MS&AD事務サービス（本社、高倉町。MS&ADインシュアランスグループホールディングスの直接出資会社）
- 丸紅（多摩センター研修所、別所）
- セガサミー（野球場、戸吹町）
- 明治安田生命（八王子グリーンランド。ラグビー場・野球場・アメフト場・テニスコート。戸吹町）
- 横河計測（明神町）

## 情報通信

### マスメディア

#### 放送局
ケーブルテレビ
- ジェイコム八王子（旧：八王子テレメディア）
- 八王子ケーブルテレビ - 大和田町（ジェイコム八王子へ業務委託）
- ジェイコム日野（旧：日野ケーブルテレビ） - 北野町、長沼町
- 多摩テレビ - 多摩ニュータウン地区

ラジオ放送
- 八王子エフエム（2017年10月1日開局）

## 教育
1960年代後半以降、大学の移転が相次ぎ、国内有数の学園都市として整備されている。中央大学多摩キャンパスの開設を契機に全国の大規模総合大学が郊外移転をするようになった。1980年代以降、図書館・文化ホールなどの社会教育施設の整備が進んだが、市の行財政改革により、施設の仕様や、運営の見直しが進んでいる。
市の郊外にあたる丘陵地帯には大学が点在し、市域には23の大学・短期大学・高等専門学校がある。
小泉内閣が進めた構造改革特別区域構想に伴い、2003年4月「不登校児童・生徒のための体験型学校特区」に認定され、2004年4月「小中一貫校」である八王子市立高尾山学園が開校した。加えて2005年11月「情報産業人材育成特区」にも認定され、2006年7月「株式会社立デジタルハリウッド大学八王子制作スタジオ」が開校した。
2004年4月から、市立の小学校・中学校に学校選択制度が導入された。小学校では指定校と隣接校から、中学校は市内全域のすべての学校から、通学する学校を選択することができる。
５つの高校から定期的に東京大学合格者を輩出するなど、教育にも力を入れている。（東京都立八王子東高等学校、八王子学園八王子高等学校・中学校、帝京大学中学校・高等学校、（中学受験のみ）東京都立南多摩中等教育学校、穎明館中学・高等学校）

### 大学

#### 公立大学

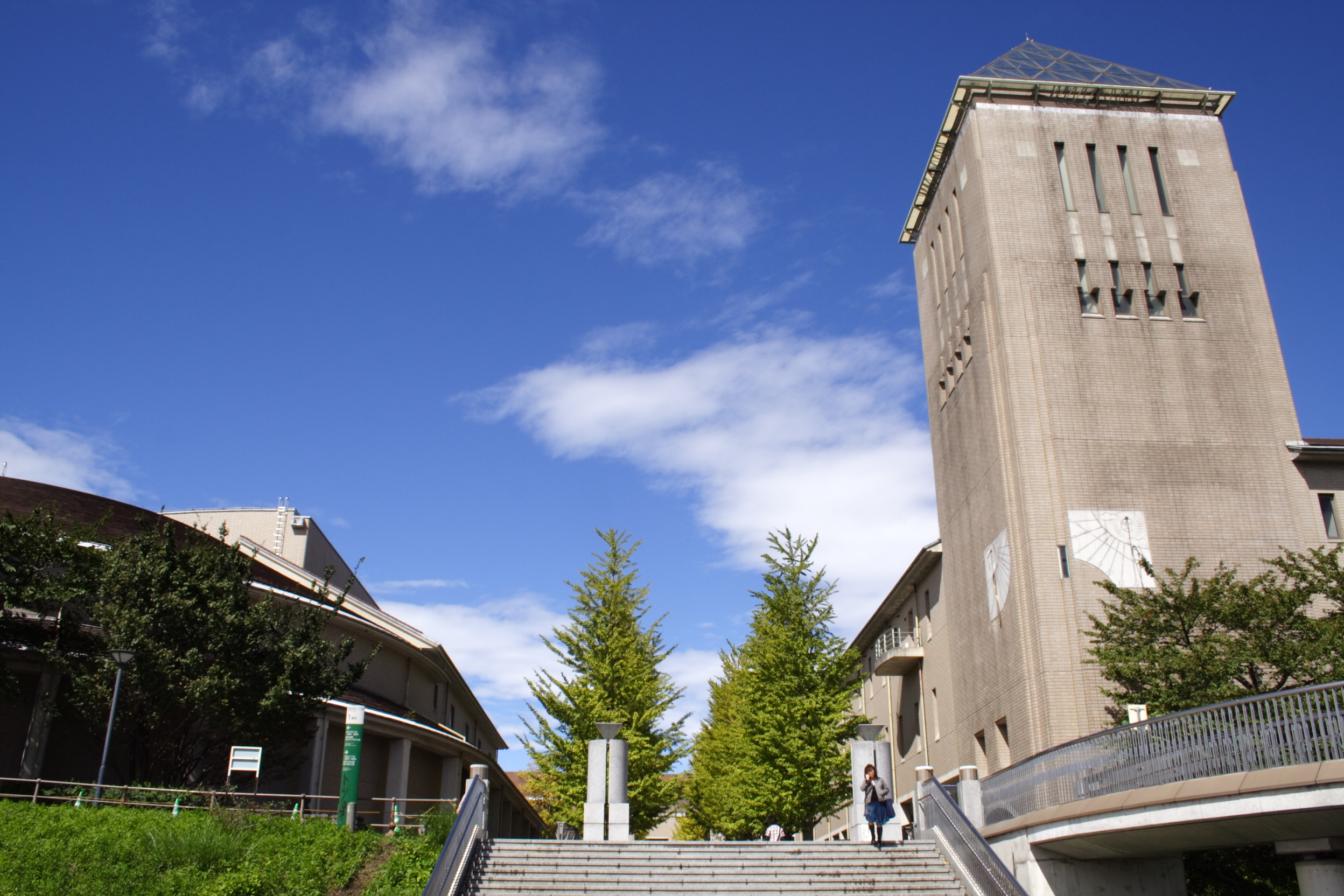
東京都立大学南大沢キャンパス

- 東京都立大学南大沢キャンパス（2004年4月 - ）
  - 東京都立大学 (1949-2011)（1991年4月 - 2011年3月） - 東京都立科学技術大学、東京都立保健科学大学、東京都立短期大学と統合して首都大学東京（現在は「東京都立大学」へ名称変更）が設立されたことにより、閉学。

#### 私立大学
- 工学院大学八王子キャンパス（1963年4月 - ）・犬目キャンパス（2004年4月 - ）
- 明星大学日野キャンパス（1964年4月 - ） - 日野市にまたがる。
- 帝京大学八王子キャンパス（1966年4月 - ）- 多摩市にまたがる。
- 東京造形大学（1966年4月 - ）- 1993年4月現在地へ移転。
- 東京純心大学（1967年4月 - ）- 2015年、「東京純心女子大学」から「東京純心大学」に名称変更し、女子大学から男女共学となる。
- 多摩美術大学八王子キャンパス（1971年4月 - ）
- 創価大学（1971年4月 - ） - 校内には約2500本の桜が植えられており、桜の名所となっている。開花期間中はキャンパスを一般開放している[46]。
- 東京薬科大学（1976年4月 - ）
- 拓殖大学八王子キャンパス（1977年4月 - ）

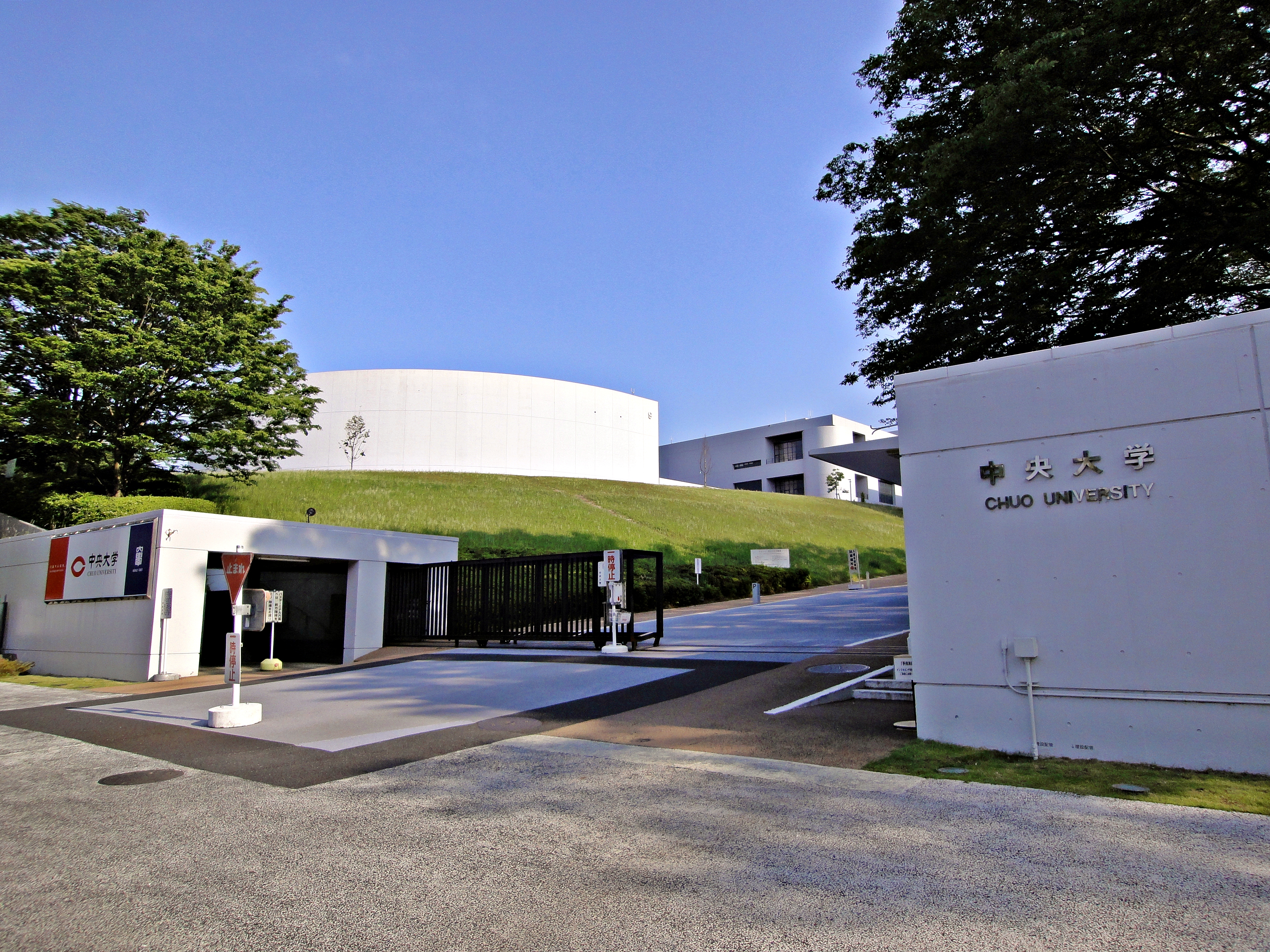
中央大学多摩キャンパス

- 中央大学多摩キャンパス（1978年4月 - ）
- 日本文化大学（1978年4月 - ）
- 法政大学多摩キャンパス（1984年 - ） - 町田市にまたがる。

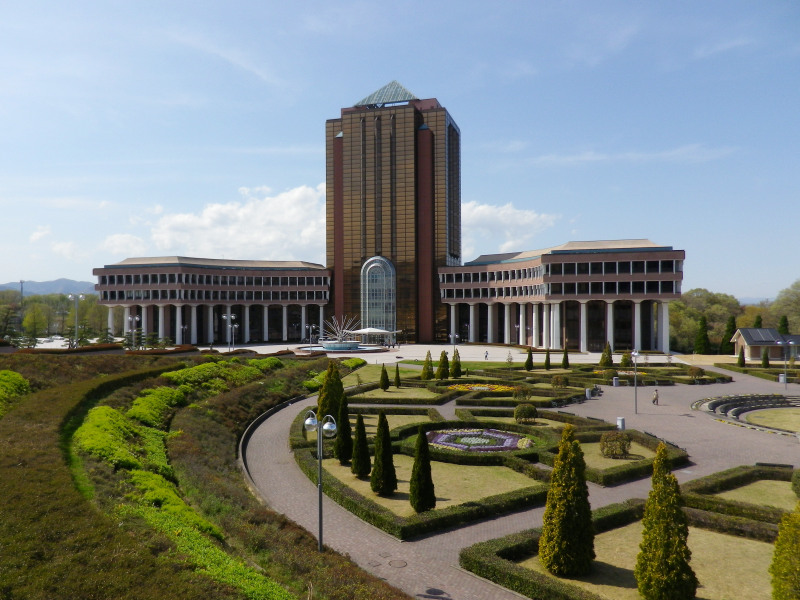
東京工科大学八王子キャンパス

- 東京工科大学八王子キャンパス（1986年4月 - ） - WIDEの八王子NOC(Network Operation Center)中継センター(WNOC-HAC)として近隣大学の中継拠点になっている。八王子市とバイオマスエネルギー有効活用の共同研究をしている。八王子市ならびにりそな銀行と金融経済教育の協調学習モデル調査研究事業の共同研究をしている。
- デジタルハリウッド大学八王子キャンパス（制作スタジオ）（2005年 - ）- 旧市立三本松小学校跡地。本市が「情報産業人材育成特区」に指定されたことから開校。
- ヤマザキ動物看護大学南大沢キャンパス（2010年4月 - ）
- 星槎大学高尾キャンパス（2010年 - ）- 新制作座文化センター跡地
- 多摩大学大学院八王子サテライト（2011年4月 - ）

- 通常の講義以外で活用する校地を持つ大学
  - 共立女子大学八王子キャンパス（1979年4月 - ） - 2007年4月から講義は東京都千代田区の神田校舎に一本化された。
  - 東京農工大学農学部附属広域都市圏・フィールドサイエンス教育研究センター・フィールド・ミュージアム多摩丘陵（旧・波丘地利用実験実習施設）
  - 文化学園大学「文化・ファッションテキスタイル研究所」（2013年5月 - ）
  - 杏林大学八王子キャンパス（1970年4月 - ） - 2016年4月1日から、教育機能である大学の4学部と大学院の2研究科が三鷹市へ全面移転。八王子キャンパスには部やサークルなどが残り、運動施設やゼミ合宿等の教育・研究施設として活用している。最終的には売却予定。

- 撤退した大学
  - 國學院大學八王子キャンパス（1967年4月 - 1991年3月）
  - テンプル大学ジャパンキャンパス

### 短期大学
- 帝京大学短期大学（1965年4月 - ）-多摩市にまたがる。
- 創価女子短期大学（1985年4月 - ） -創価大学のキャンパス内に併設。
- 山野美容芸術短期大学（1992年4月 - ）
- ヤマザキ動物看護短期大学（2004年4月 - 2010年3月）2010年4月より4年制大学へ移行。
- 通常の講義以外で活用する校地を持つ短期大学
  - 戸板女子短期大学八王子実習農園（2004年4月 - ）
  - 戸板女子短期大学八王子キャンパス（クレーグラウンド・芝グラウンドがあり、クラブ・同好会の学生が利用）
- 撤退した短期大学
  - 戸板女子短期大学八王子キャンパス（1966年4月 - 2004年3月） - 講義は東京都港区にある三田キャンパスに一元化された。跡地は工学院大学犬目キャンパスとなった。

### 高等専門学校
国立
- 東京工業高等専門学校（1965年4月）

### 専門学校

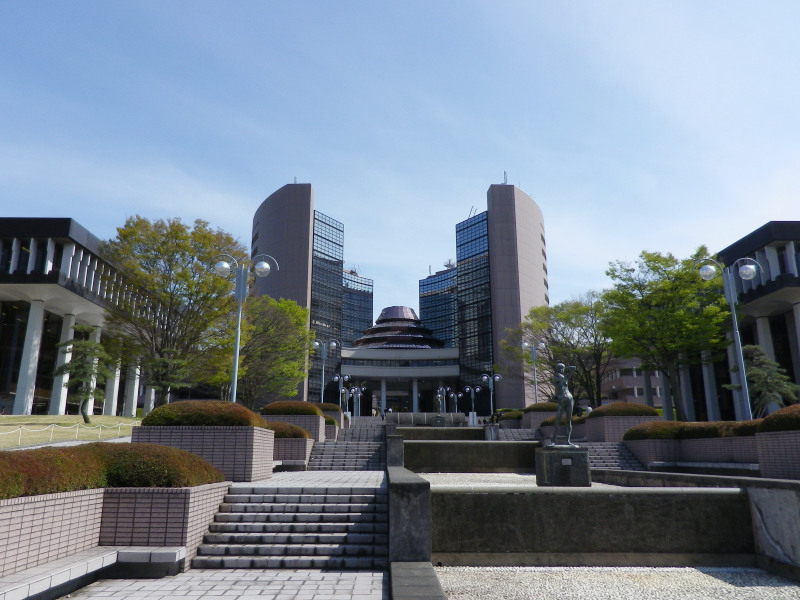
日本工学院八王子専門学校

市立
- 八王子市立看護専門学校

私立
- 東京高尾看護専門学校
- トヨタ東京自動車大学校
- 日本工学院八王子専門学校
- 萠愛調理師専門学校
- アポロ美容理容専門学校
- 国際電子会計専門学校
- 八王子栄養専門学校
- 大竹高等専修学校（旧・大竹高等家政学校）
- 八王子保育専門学院

### 高等学校
都立
- 東京都立片倉高等学校
- 東京都立翔陽高等学校
- 東京都立八王子北高等学校
- 東京都立八王子桑志高等学校
- 東京都立八王子拓真高等学校
- 東京都立八王子東高等学校
- 東京都立富士森高等学校
- 東京都立松が谷高等学校
- 東京都立南多摩中等教育学校 前身は東京府立第四高等女学校

私立
- 八王子実践中学校・高等学校（1926年4月 - ≪八王子和洋裁縫女学院≫）
- 八王子学園八王子高等学校・中学校（1928年4月 - ≪多摩勤労中学≫）
- 工学院大学附属中学校・高等学校（1944年4月 - ≪工学院工業学校≫）
- 帝京大学中学校・高等学校（1959年4月 - ≪帝京商工高等学校≫）
- 東京純心女子中学校・高等学校（1964年4月 - ）
- 共立女子第二中学校・高等学校（1970年4月 - ）
- 聖パウロ学園高等学校（1972年4月 - ）
- 帝京八王子中学校・高等学校（1979年4月 - ）
- 明治大学付属八王子中学校・高等学校（1984年4月 - ）
- 穎明館中学・高等学校（1985年4月 - ）
- 星槎国際高等学校 八王子学習センター（星槎高尾キャンパス内）

通常の授業以外で活用する校地を持つ高校
- 早稲田実業学校「王貞治記念グラウンド」（南大沢）
- 堀越高等学校「八王子総合体育施設」（館町）
- 吉祥女子中学校・高等学校「八王子キャンパス」（元八王子町）
- 実践学園中学・高等学校「高尾総合グラウンド／高尾研修センター」（狭間町）

#### 閉校した高校
都立
- 八王子工業高等学校（1887年3月 - 2010年3月）前身は ≪八王子織物染色講習所≫
- 第二商業高等学校（1920年4月 - 2010年3月）前身は ≪東京府立第二商業学校≫
- 館高等学校（1979年4月 - 2004年3月）
- 八王子高陵高等学校（1989年4月 - 2004年3月）

市立
- 中央高等学校（1948年4月 - 1965年3月）- 東京都立富士森高等学校に吸収

### 小中一貫校
2011年4月から市内全域で小中一貫（連携）教育を実施している。
八王子市立高尾山学園は、情緒的要因による不登校児童・生徒を対象とした学校である。不登校特例校に指定されている。
市立
- 八王子市立加住小中学校
- 八王子市立館小中学校
- 八王子市立高尾山学園
- 八王子市立みなみ野小中学校

### 中学校
市立第五中学校には、都内在住・在勤の、学齢を越えた義務教育未修了者を対象に夜間学級が開設されている。
市立（38校）
| - 八王子市立浅川中学校 - 八王子市立石川中学校 - 八王子市立いずみの森義務教育学校 - 八王子市立打越中学校 - 八王子市立恩方中学校 - 八王子市立加住中学校 - 八王子市立上柚木中学校 - 八王子市立川口中学校 - 八王子市立椚田中学校 - 八王子市立甲ノ原中学校 - 八王子市立城山中学校 - 八王子市立高尾山学園 - 八王子市立館小中学校 - 八王子市立第一中学校 - 八王子市立第五中学校 - 八王子市立第七中学校 - 八王子市立第二中学校 - 八王子市立第四中学校 - 八王子市立第六中学校 | - 八王子市立中山中学校 - 八王子市立長房中学校 - 八王子市立七国中学校 - 八王子市立楢原中学校 - 八王子市立ひよどり山中学校 - 八王子市立別所中学校 - 八王子市立松が谷中学校 - 八王子市立松木中学校 - 八王子市立南大沢中学校 - 八王子市立みなみ野小中学校 - 八王子市立宮上中学校 - 八王子市立元八王子中学校 - 八王子市立鑓水中学校 - 八王子市立由井中学校 - 八王子市立由木中学校 - 八王子市立横川中学校 - 八王子市立横山中学校 - 八王子市立四谷中学校 - 八王子市立陵南中学校 |

私立
- 高校と併設のものは高校の項にまとめて記す。

### 小学校
八王子市内には、2016年（平成28年）6月時点で 70の小学校がある。

### インターナショナルスクール
- 東京ウエストインターナショナルスクール（梅坪町。幼稚部・小学部・中学部・高校部）

### 特別支援学校
都立
- 八王子特別支援学校
- 八王子東特別支援学校
- 八王子西特別支援学校
- 八王子南特別支援学校
- 南大沢学園
- 八王子盲学校

### 学校教育以外の施設
- パラッツオ・スピネッリ芸術修復学院東京校・ランビエンテ修復芸術学院（イタリアのフィレンツェにある美術作品修復技術専門学校の日本校）
- TAMAサドベリースクール さくらんぼ学園（日本におけるサドベリー・スクールの学校）
- 八王子中央自動車学校
- 朝鮮総聯中央学院[PR 46]
- 滝山ネイチャークラブ（自然の中で行う少人数の幼児教室「森のようちえん」を運営）
- ソトアソビスクール

### 社会教育
行財政改革により、市立の社会教育施設の一部は財団法人八王子市学園都市文化ふれあい財団が運営している。また、2004年9月に「だれもがいつでも多様に学び豊かな文化を育むまち」をスローガンに、八王子市域23の大学・短期大学・高等専門学校・企業と連携した「八王子学園都市大学（いちょう塾）」が開学した。
1990年代以後に設立された施設は、その大半が複合施設となっており、一部は商業施設と共用している。
1962年開館の市民会館は、施設の老朽化により、2011年サザンスカイタワー八王子への移転した。
2003年10月、隣接する神奈川県津久井郡相模湖町・藤野町（ともに現在は相模原市の一部）との間に、公の施設の相互利用協定を結び、両町の図書室や文化施設について、八王子市民の利用が可能になった。2006年3月、相模湖町の相模原市編入に伴い、相模原市内の図書館についても八王子市民の利用が可能になった。また、2007年10月には町田市、2008年4月には「京王線沿線7市図書館連携」が始まり、府中市、調布市、日野市、多摩市、稲城市の図書館についても八王子市民の利用が可能になった。加えて2008年8月には、あきる野市との間にも図書館の相互利用が開始した。
東京都高尾自然科学博物館は、都立唯一の自然史博物館であったが、2004年3月31日、施設の老朽化などの理由により閉館した。博物館事業は八王子市に移管され、跡地に「TAKAO 599 MUSEUM」が2015年8月11日開館した。
りそな銀行・東京工科大学と共同し2006年〜2009年まで約10校の小学校でゲームとWebを利用した「先導的教育情報化推進プログラム」を実施した。

#### 市民大学
- 八王子学園都市大学 - 八王子地域25大学・短大・高専・企業と協定を結び、条件を満たした受講者には独自の称号（市民学士、市民修士、市民博士）が授与されるだけでなく、独立行政法人大学評価・学位授与機構が授与する正規の学位に必要な単位の修得も可能である。

## 交通

### 鉄道
東日本旅客鉄道（JR東日本）

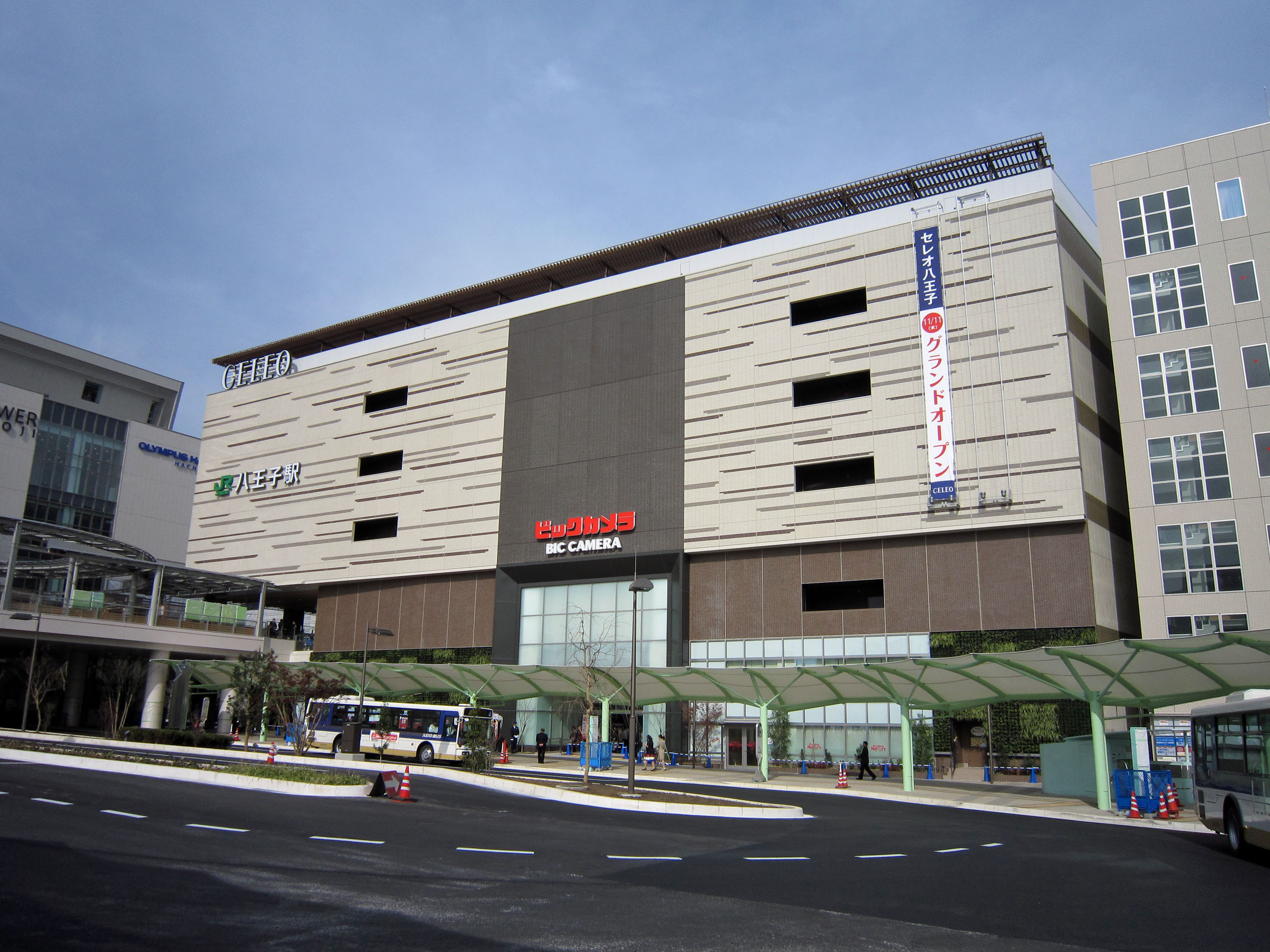
八王子駅

- 八王子駅に、同社の八王子支社が置かれている。

 中央線快速電車・■中央本線
- - 八王子駅 - 西八王子駅 - 高尾駅 -

 横浜線
- - 八王子みなみ野駅 - 片倉駅 - 八王子駅

■八高線
- 八王子駅 - 北八王子駅 - 小宮駅 -

京王電鉄
 京王線
- - 長沼駅 - 北野駅 - 京王八王子駅

 京王高尾線（全線市内）
- 北野駅 - 京王片倉駅 - 山田駅 - めじろ台駅 - 狭間駅 - 高尾駅 - 高尾山口駅

 京王相模原線
- - 京王堀之内駅 - 南大沢駅 -

多摩都市モノレール
 多摩都市モノレール線
- - 中央大学・明星大学駅 - 大塚・帝京大学駅 - 松が谷駅 -

高尾登山電鉄（全線市内）
ケーブルカー
- 清滝駅 - 高尾山駅

エコーリフト（索道）
- 山麓駅 - 山上駅

- 中心となる駅：八王子駅
市役所の最寄り駅は西八王子駅だが、『JTB時刻表』では八王子駅が中心駅と記載されている。

この他に、八王子市で多摩都市モノレール線の八王子延伸ルート実現を推進している。LRT（次世代型路面電車）も検討されているが、勾配などの地形の制約を解決できず、見送り状態となっている。

### バス

#### 路線バス
- 西東京バス（楢原営業所・恩方営業所）
- 京王電鉄バス（八王子営業所）
- 京王バス（南大沢営業所・高尾営業所）
- 神奈川中央交通（多摩営業所）

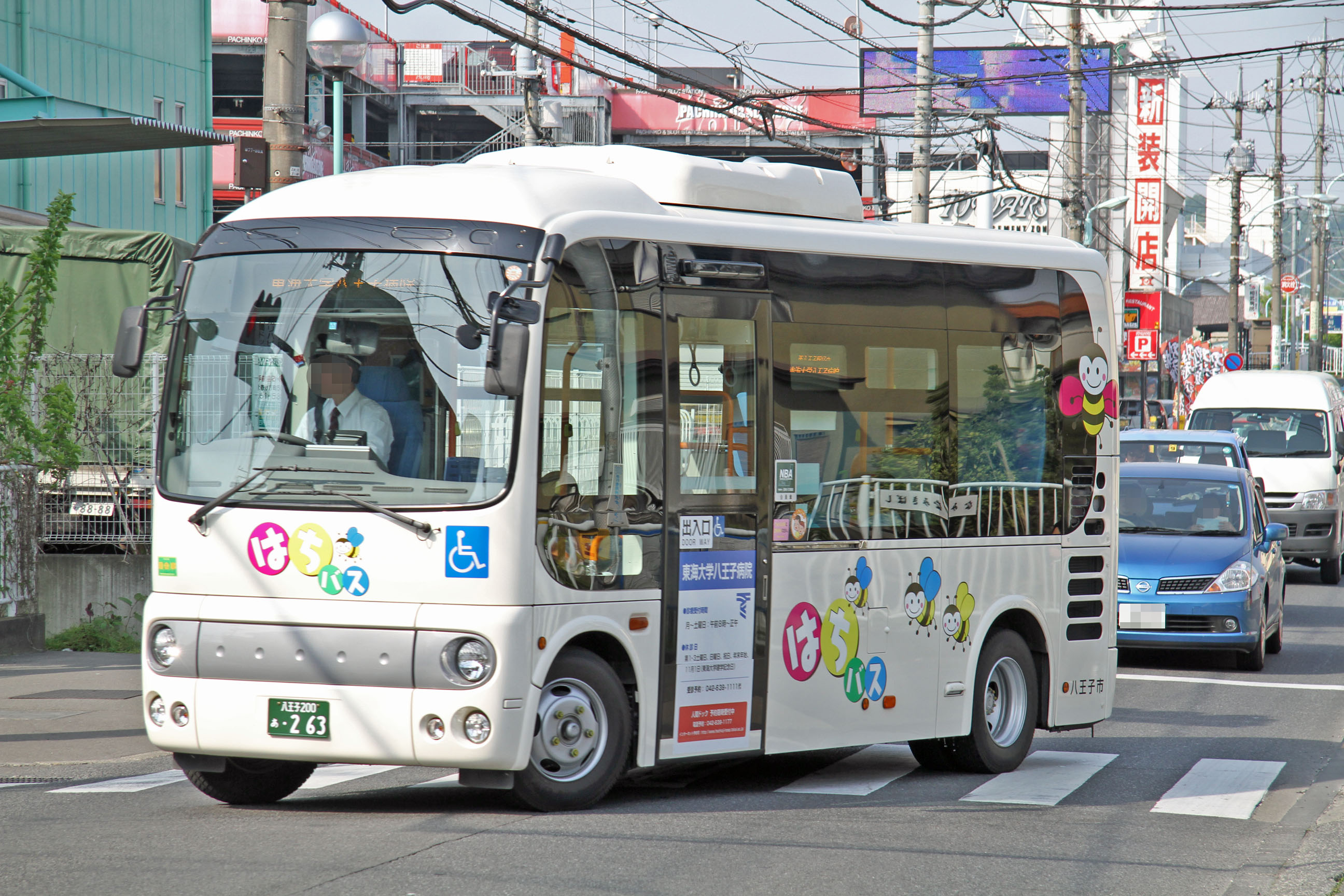
はちバス 四谷並木橋付近にて

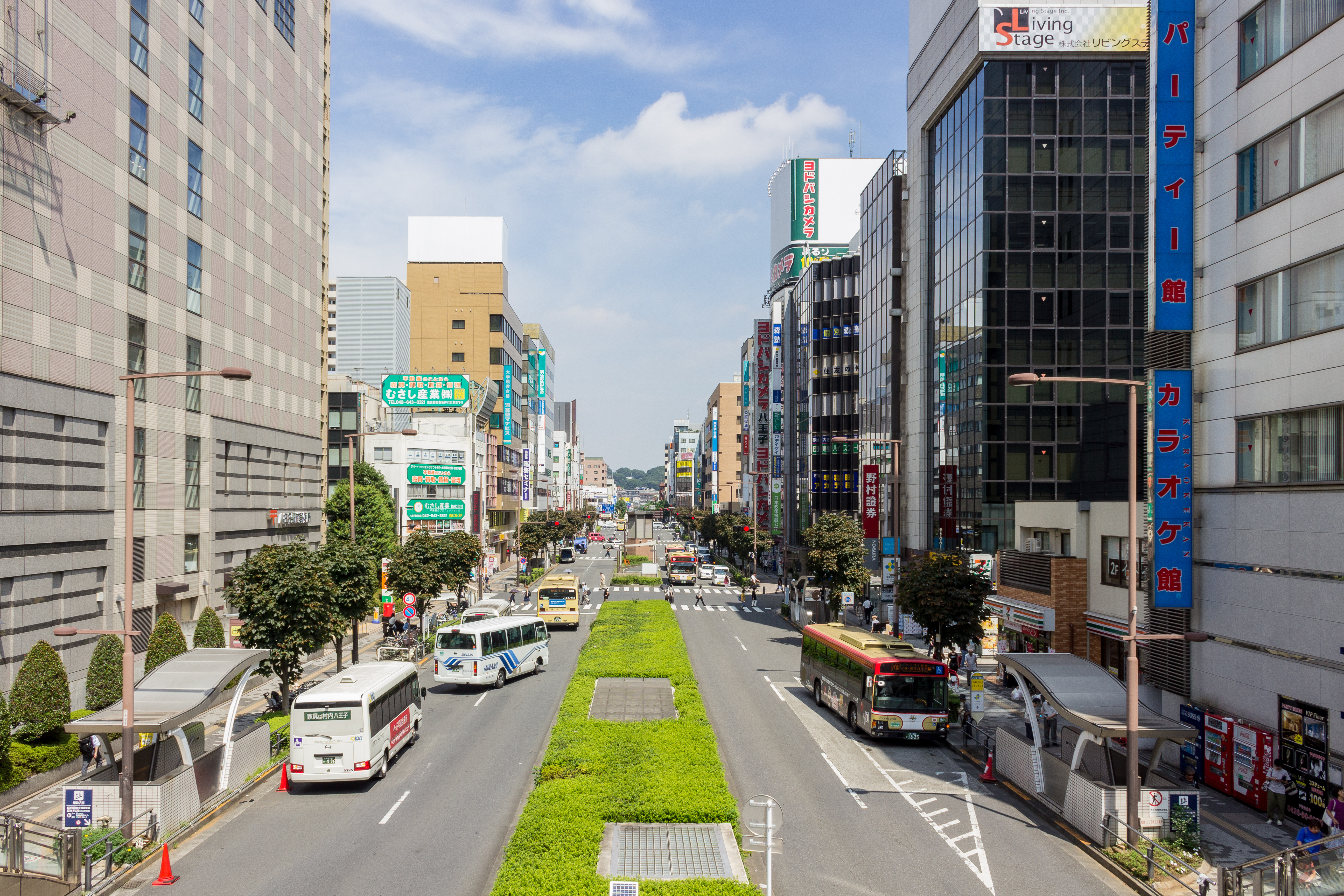
桑並木通りに列をなすバス

八王子はバス路線の発達した街であり、主要駅発着のバス路線の数は多い。また市域も広いため、直接鉄道で結ばれていない隣接地域へのアクセスに路線バスが活用されている。市を東西に貫く甲州街道を境にして、主に北側の路線を西東京バスが、南側の路線を京王電鉄バスが運行している。また、南大沢など市東南部の多摩ニュータウン地区では神奈川中央交通と、京王電鉄バス子会社の京王バスが運行している。かつては西武バスや都営バス、立川バスも市内で一般路線を運行していた。陣馬高原下方面の大久保バス停より先などでは自由乗降区間となっている。
2002年に中心市街地の渋滞緩和と、駅周辺地域での乗降客増加を図るため、神奈川中央交通を除く各社線とも八王子駅から半径1km圏内の停留所間の運賃を100円均一とした。
長きにわたり、市の北西部と北東部を直接に結ぶバス路線がなかったが、2003年には八王子市コミュニティバス「はちバス」北西部コースが運行を開始した（運行は西東京バスへ委託）。2004年には新たに南東部の既存路線外を補完する東部コース、2011年には高尾駅とさくら台団地・松子舞団地を結ぶ南西部コースの運行を開始した。

#### 高速バス・リムジンバス
JR・京王八王子駅より、以下の行先の高速バスがある（カッコ内は経由地）。中央自動車道には元八王子バス停があり、高速路線バスを利用できるが、市の中心部からは離れている。
- バスタ新宿 - 京王八王子駅 - 八王子駅北口 - （茨木駅 - 茨木市駅 - 大阪駅 - 近鉄なんばOCAT） - あべの橋
- 京王八王子駅 - 八王子駅北口 - （渋谷マークシティ - 金沢駅 - 松任海浜公園 - 小松駅） - 加賀温泉駅
- 京王八王子駅 - 八王子駅北口 - （バスタ新宿 - 横浜駅西口 - 高松駅 - 坂出駅） - 丸亀駅
- 高尾駅南口 -（京王八王子駅 - 八王子駅北口） - 羽田空港
- 南大沢駅 -（多摩センター駅 - 聖蹟桜ヶ丘駅） - 羽田空港
- 京王八王子駅 -八王子駅北口 - 成田空港
- 南大沢駅 -（多摩センター駅-聖蹟桜ヶ丘駅） - 成田空港
- 京王八王子駅 - 八王子駅北口 - （渋川駅・伊香保温泉） - 草津温泉

### 道路

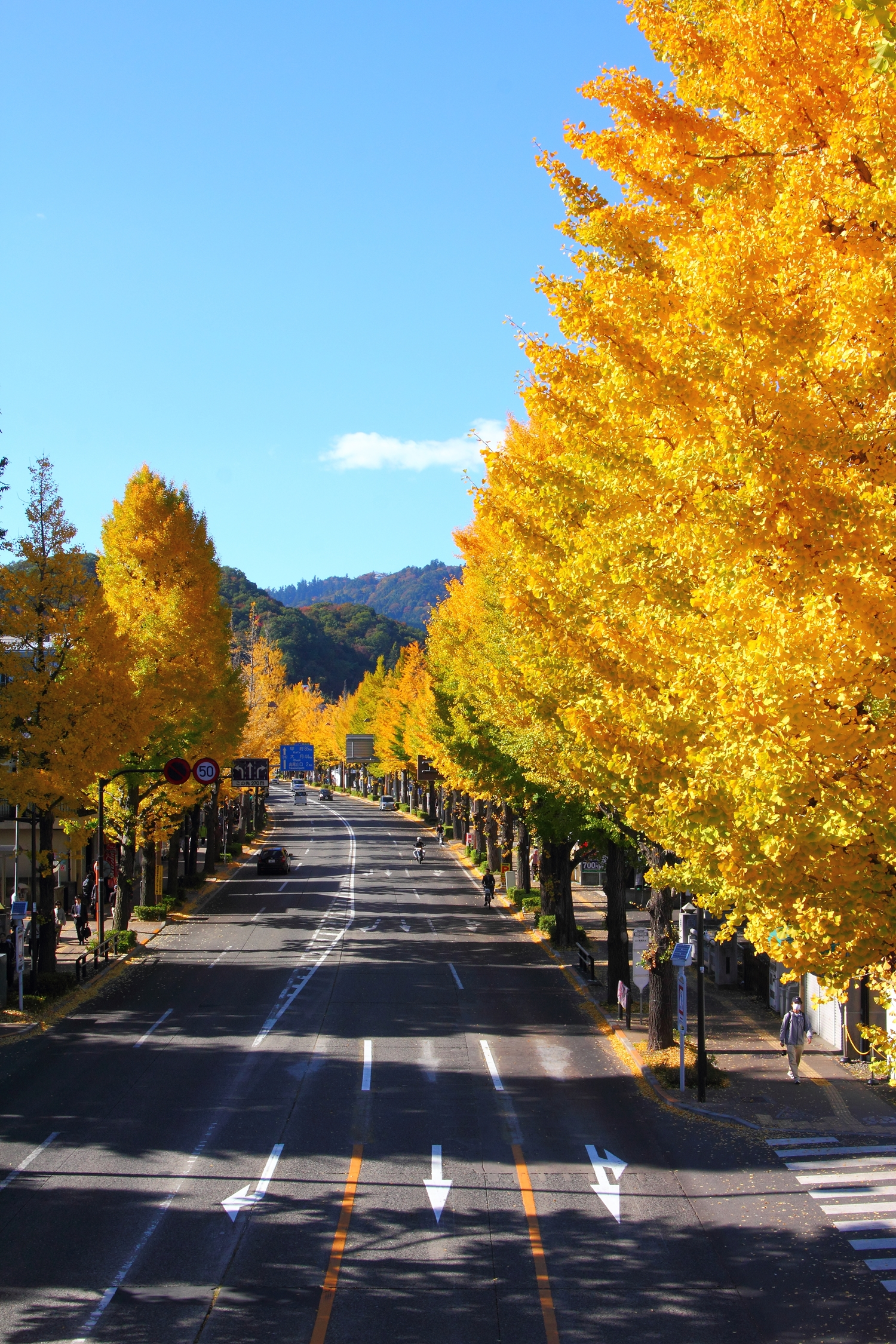
700本を超えるイチョウ並木が続く八王子市内の甲州街道

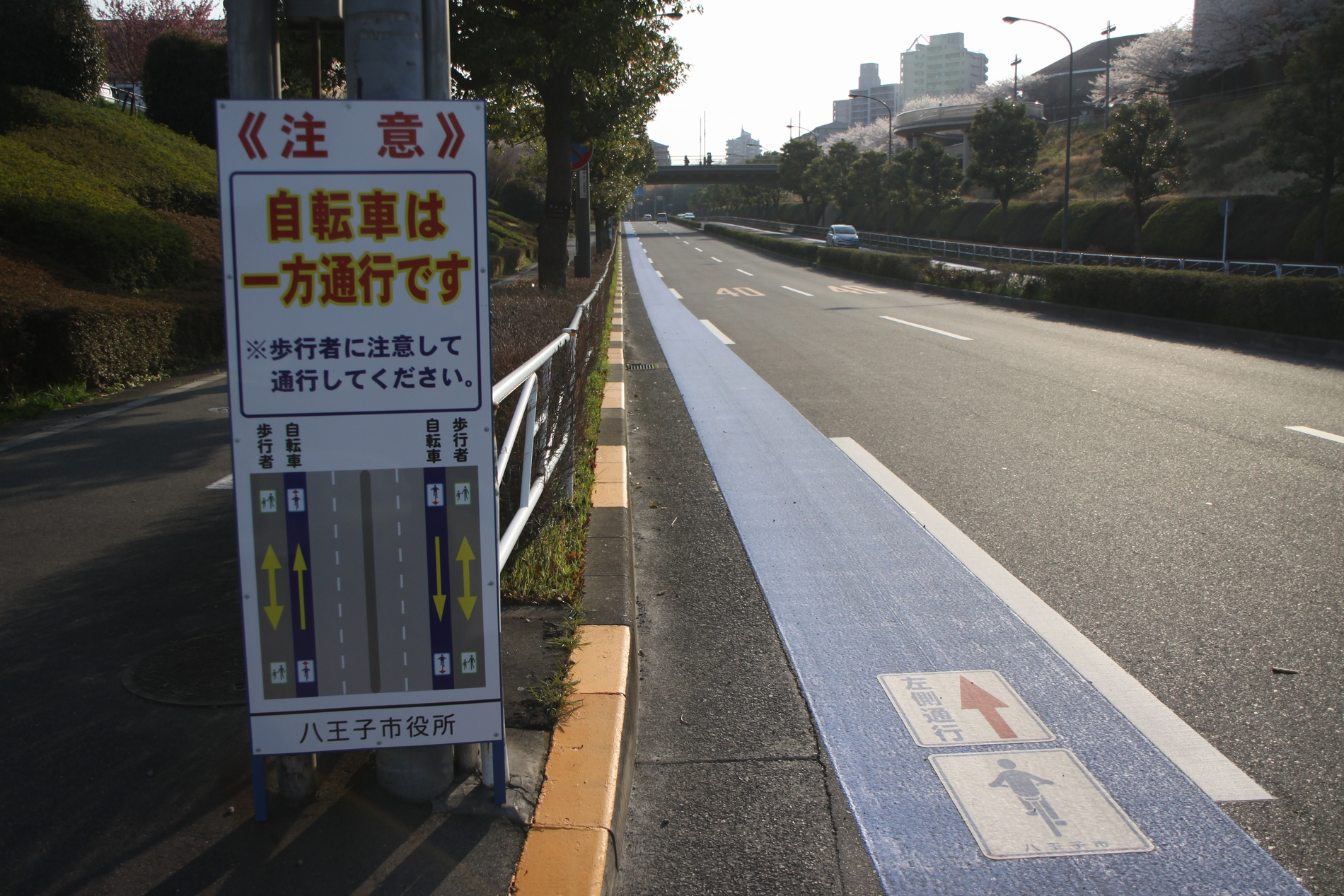
南大沢駅周辺に設置されている自転車専用レーン

#### 高速道路
- E19E20E68中央自動車道 : （新宿方面） - (PA)石川PA - (5/5-1/5-2/TB)八王子IC/TB - (BS)元八王子BS - (5-3?)元八王子IC（計画中） - (6)八王子JCT - （名古屋方面）
- 首都圏中央連絡自動車道（圏央道） : （東名方面） - (35)高尾山IC - (6)八王子JCT - (41)八王子西IC - （関越道方面）

#### 国道
- 国道20号
  - 甲州街道（高倉町以西）
  - 日野バイパス（高倉町以東）
  - 八王子南バイパス（建設中）
- 国道16号（東京環状）
  - 八王子バイパス : （相模原方面） - 鑓水IC - 片倉IC - 中谷戸IC - 打越IC
- 国道411号（滝山街道）

#### 都道
- 主要地方道
  - 東京都道20号府中相模原線（野猿街道・柚木街道）
  - 東京都道32号八王子五日市線（秋川街道）
  - 東京都道46号八王子あきる野線（高尾街道・滝山街道）
  - 東京都道47号八王子町田線（町田街道）
  - 東京都道59号八王子武蔵村山線
  - 東京都道61号山田宮の前線
- 一般都道
  - 東京都道155号町田平山八王子線
  - 東京都道156号町田日野線
  - 東京都道158号小山乞田線（多摩ニュータウン通り）
  - 東京都道160号下柚木八王子線（野猿街道）
  - 東京都道161号八王子停車場線（桑並木通り）
  - 東京都道162号三ツ木八王子線
  - 東京都道166号瑞穂あきる野八王子線（桑並木通り、旧ひよどり山有料道路、谷野街道）
  - 東京都道169号淵上日野線（新滝山街道）
  - 東京都道173号上館日野線（北野街道）
  - 東京都道174号長沼北野線
  - 東京都道176号楢原あきる野線（高尾街道）
  - 東京都道186号高月楢原線（滝山街道）
  - 東京都道187号多摩御陵線
  - 東京都道189号高尾山線
  - 東京都道235号豊田停車場線
  - 東京都道256号八王子国立線（甲州街道）
  - 神奈川県道・東京都道503号相模原立川線
  - 東京都道・神奈川県道506号八王子城山線
  - 東京都道・神奈川県道516号浅川相模湖線（旧甲州街道）
  - 神奈川県道・山梨県道521号佐野川上野原線・東京都道521号上野原八王子線（陣馬街道）

### 自動車ナンバープレート
東京運輸支局八王子自動車検査登録事務所が、市内（滝山町1丁目270番地の2）に所在し「八王子ナンバー」が交付される。1985年2月4日に東京陸運事務所多摩支所（「多摩ナンバー」を交付）の管轄区域を分割して開設された。
八王子ナンバー割り当て地域
- 八王子市・日野市・あきる野市・福生市・青梅市・羽村市、および西多摩郡全域[PR 53]

## 観光
観光産業振興の一環として、2003年11月29日市内在住の演歌歌手・北島三郎に、2004年11月25日に八王子車人形五代目家元西川古柳に、2006年11月に市内で育った羽生善治に、八王子観光大使を委嘱した。また、2016年2月24日に10のグループ、団体、個人、ゆるキャラに八王子観光PR特使を委嘱した。

### 名所・旧跡

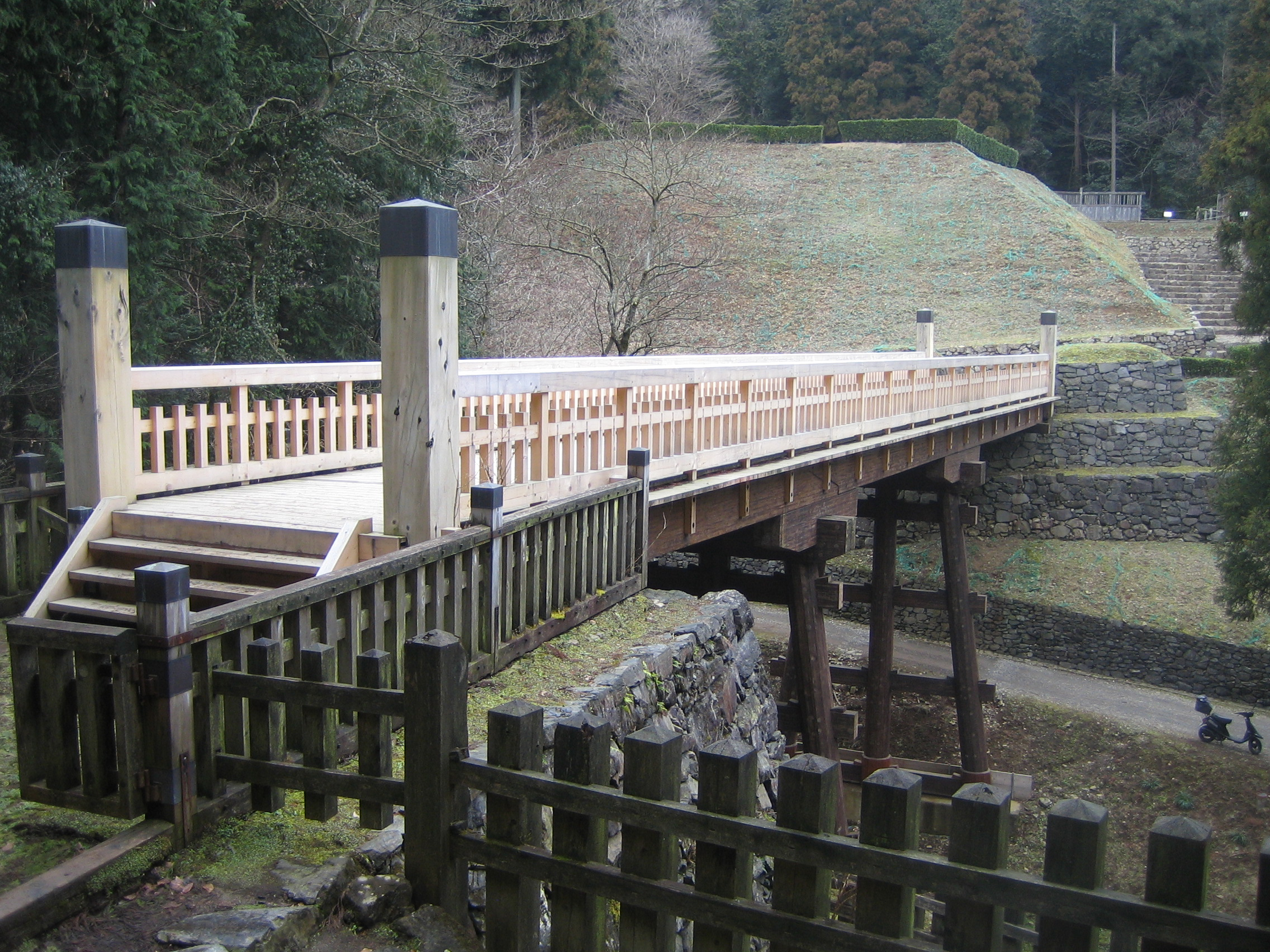
八王子城跡

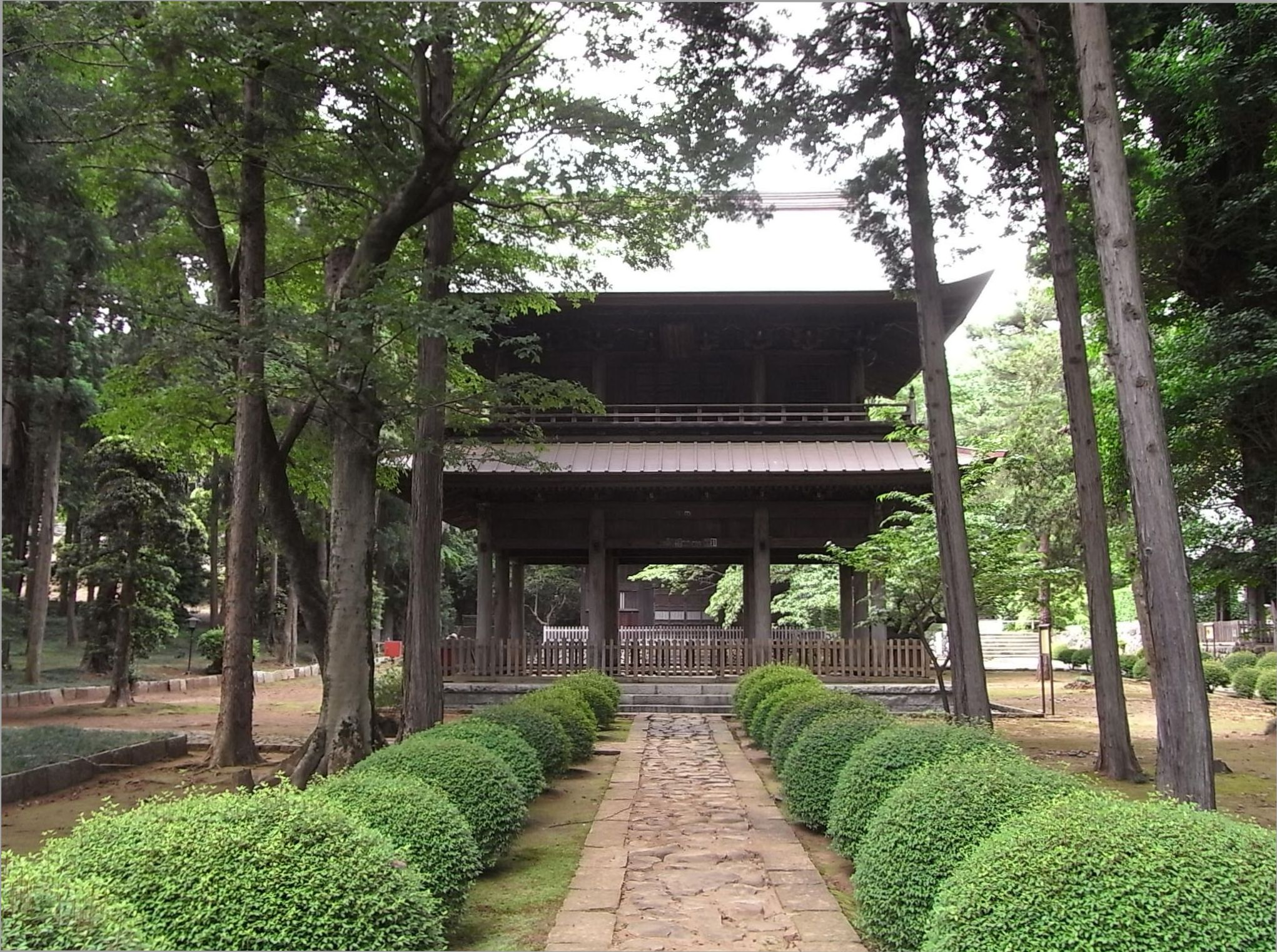
広園寺 山門（2009年5月23日撮影）

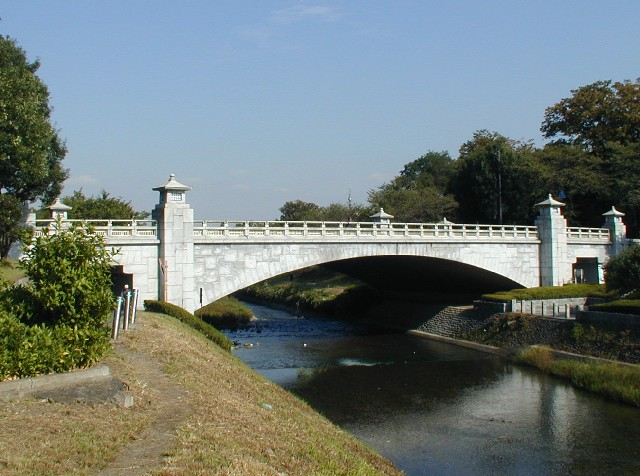
武蔵陵墓地入口に架かる南浅川橋

#### 城郭
- 片倉城跡 - 片倉町。空堀・土塁等が残り、15世紀後半の中世城郭の形態を今に伝える。東京都指定史跡。
- 滝山城跡 - 高月町。大石定重築城。その後北条氏照の居城。規模の大きさや保存状態の良さでは日本でも有数の城跡。東京都立滝山自然公園の一画。丘陵斜面を覆う約5千本の桜が有名。国指定の史跡。
- 高月城跡 - 高月町。
- 八王子城跡 - 元八王子町。北条氏照居城であり、関東屈指の山城である。国指定の史跡。日本100名城[PR 56]。　■右列に画像あり
- 初沢城跡 - 初沢町。東京都指定史跡。
- 浄福寺城跡 - 下恩方町。
- 小田野城跡 - 西寺方町。国指定の史跡。

#### 寺院
- 高尾山薬王院 - 高尾町。真言宗智山派の大本山の一つ。年末年始の除夜参り・初詣客でにぎわう。
- 信松院 - 台町。武田信玄の娘で、織田信長の長男、信忠と婚約した松姫が、武田氏滅亡後に尼となり開いた寺。
- 広園寺（こうおんじ） - 山田町。臨済宗の古刹。正式には「臨済宗南禅寺派兜卒山伝法院」。室町時代初期の創建。境内全域が東京都の史跡。総門、山門、仏殿、鐘楼は東京都指定有形文化財。
- 本立寺 - 上野町。1566年の開創。原胤敦や三田村鳶魚の墓がある。
- 真覚寺 - 散田町。薬師如来倚像は八王子市の有形文化財。江戸時代にはヒキガエルの「蛙合戦」が有名だった。
- 高楽寺 - 狭間町。真言宗智山派の寺院。1533年に創建され、境内の洞窟内にある石仏群は八王子市の史跡に指定されている。また、境内の枝垂桜でも知られる。
- 少林寺 - 滝山城主であった北条氏照が1570年に開基。
- ワッパープッタランシー - タイの仏教の宗派であるタンマユット派（タイ語版、英語版）の寺院。

#### 神社
- 子安神社 - 八王子最古の神社。
- 八幡八雲神社 - 東八王子の総鎮守。
- 多賀神社 - 西八王子の総鎮守。
- 元八王子八幡神社（梶原八幡神社）
- 八王子神社 - 八王子の名前の由来。
- 高尾山麓氷川神社

#### 史跡
- 大久保長安陣屋跡 - 小門町。八王子代官陣屋・関東十八代官陣屋・八王子十八代官陣屋ともいう。産千代稲荷神社境内。
- 小仏関所跡 - 裏高尾町。旧甲州街道の関所。
- 絹の道（文化庁選定「歴史の道百選」） - 鑓水。明治時代横浜に輸出用生糸を運ぶために利用された。「八王子市絹の道資料館」がある。
- 武蔵陵墓地 - 長房町。大正天皇・貞明皇后の陵墓である多摩陵・多摩東陵、隣接して昭和天皇・香淳皇后の武蔵野陵・武蔵野東陵がある。
- 浅川地下壕（陸軍浅川倉庫） - 初沢町・高尾町。第二次世界大戦中に掘削された地下壕。中島飛行機製作所の航空機エンジンの生産などが行われた。

### 観光スポット

#### 自然
高尾山・陣馬山とその周辺

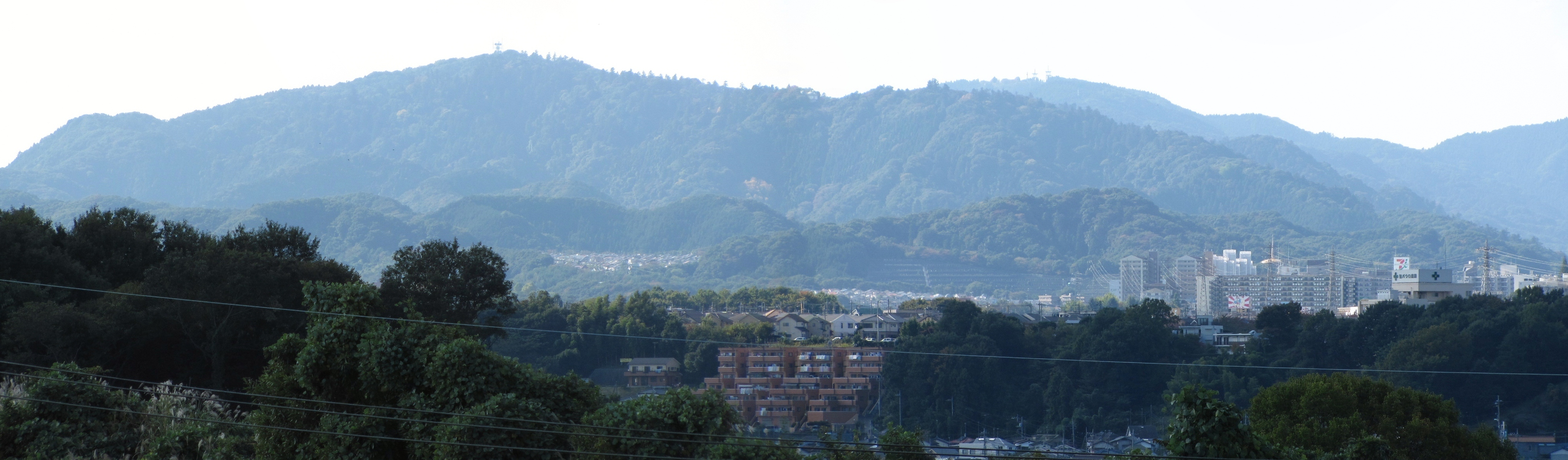
高尾山

- 高尾山・陣馬山 - 高尾山を起点とする東海自然歩道・関東ふれあいの道・奥高尾縦走路などのハイキングコースとして知られる。明治の森高尾国定公園・東京都立高尾陣場自然公園に指定されている。また高尾山は、高尾山薬王院の寺域である。高尾山は、ミシュランガイド三ツ星を獲得した国際的な観光地として有名である。
- 高尾梅郷 - 裏高尾町。旧甲州街道沿い約4.5km区間に、関所梅林・天神梅林・湯ノ花梅林・木下沢梅林があり、小仏川沿いの遊歩道梅林を含め約10,000本の梅がある。開花時期は3月。
- 浅川国際鱒釣場 - 裏高尾町。マスやニジマスなどを釣ることができる。
- 多摩森林科学園 - 廿里町。園内のサクラ保存林は日本各地のサクラの遺伝子を保存するための林であり、約1,700本の桜が植えられている。種類が多いため開花時期は、毎年2月〜5月。
- 夕やけ小やけふれあいの里 - 同施設の近くに生家のある詩人・中村雨紅が作詞した童謡「夕焼小焼」にちなんだ農村体験型レクリエーション施設。写真家前田真三ギャラリーもある。

#### 公園
- 東京都立公園

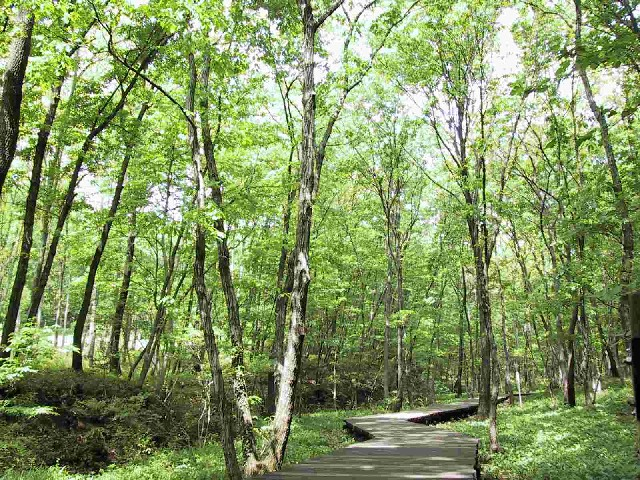
都立小宮公園

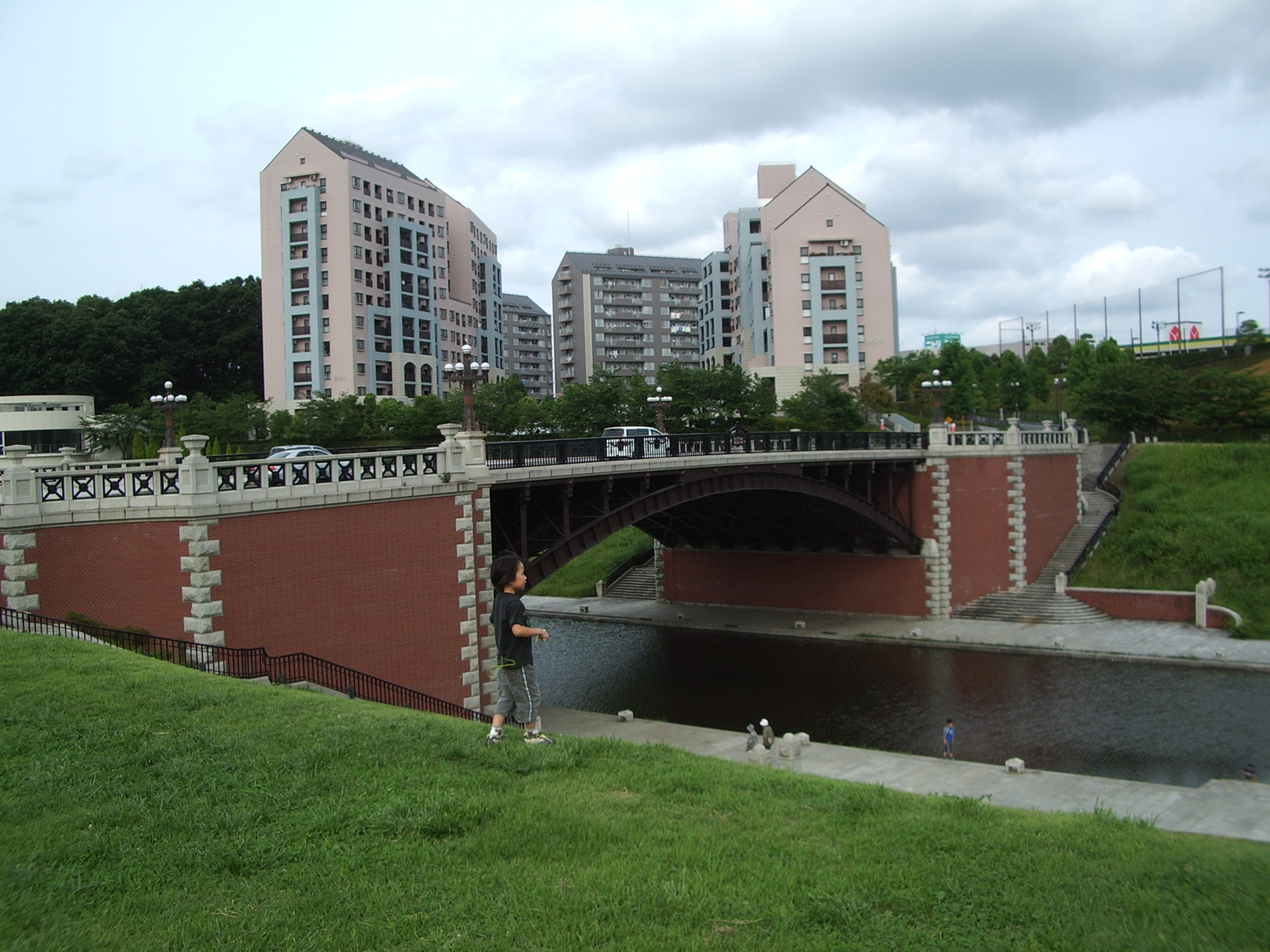
長池公園の長池見附橋

  - 小宮公園 - 大谷町・暁町の加住丘陵にある。萌芽更新の管理を行い里山の保存を行っている。
  - 滝山公園 - 高月町。滝山城跡周辺。
  - 長沼公園 - 長沼町。長沼駅から徒歩5分。ボランティアによって里山の管理をしている。
  - 平山城址公園 - 堀之内。平山城跡周辺。なお、平山城址自体は日野市内である。
  - 陵南公園 - 高尾駅と西八王子駅の中間の浅川沿いの長房町、東浅川町に位置している。高尾駅から徒歩20分。野球場、市民プール、こどもの遊び場などがある。
- 長池公園 - 別所。長池見附橋がある。

#### 温泉
- (廃業)八王子温泉多摩の湯 - ナトリウム・塩化物強塩泉 / 施設：「八王子温泉やすらぎの湯」（八王子市中町）
- 竜泉寺温泉 - アルカリ性単純温泉/ 施設：「竜泉寺の湯 八王子みなみ野店」（八王子市片倉町）
- 京王高尾山温泉 - アルカリ性単純温泉 / 施設：「京王高尾山温泉 / 極楽湯」（八王子高尾町）
- （廃業）八王子温泉福福の湯 - 炭酸水素塩泉・塩化物泉 / 施設：「八王子温泉福福の湯」（八王子市下柚木/2006年より休業のまま閉館）
- （廃業）八王子塩釜温泉観音の湯 - ナトリウム・塩化物泉（湧出地：八王子市大塚） / 施設：「高尾の湯ふろッぴィ（八王子健康ランド）」（八王子市狭間町、23時間営業/2018年閉館）

#### その他の観光スポット
- 道の駅八王子滝山 - 東京都内初の道の駅
- 三井アウトレットパーク 多摩南大沢 - アウトレットモール
- TOHOシネマズ南大沢
- SAP日野ボウル（石川町）
- 高尾スターレーン（東浅川町）
- 戸吹スポーツ公園（日本最大の公設スケートパーク他）
- 戸吹湯ったり館（入浴施設、露天風呂・白湯・気泡湯・サウナなど）
- みずき通り（横山町。商店街）

#### 主な宿泊施設
- 京王プラザホテル八王子（旭町）
- ザ・ビー 八王子（明神町）
- R&Bホテル八王子（明神町）
- 皎月山荘（元八王子町）
- 東横イン東京八王子駅北口（三崎町）
- マロウドイン八王子（三崎町）
- 八王子ホテルニューグランド（大和田町）
- 八王子スカイホテル（八日町）
- アパホテル八王子駅北（寺町。元シーズイン八王子）
- 三恵シティホテル八王子（寺町）
- 千代田ホテル（旭町）
- ホテルグランスパ八王子（中町）
- ホテルリブマックス八王子駅前（子安町）
- サンホテル八王子（子安町）
- 八王子アーバンホテル（子安町）
- アパホテル八王子駅西（上野町、元セントラルホテル八王子）
- タカオネ（高尾町、京王グループ）
- ゲストハウス「Mt.TAKAO BASE CAMP（高尾山ベースキャンプ）」（高尾町）
- きくやホテル（高尾町）
- 高尾の森わくわくビレッジ（川町）
- おおるりの家（上恩方町）

## 文化・名物

### 祭事・催事

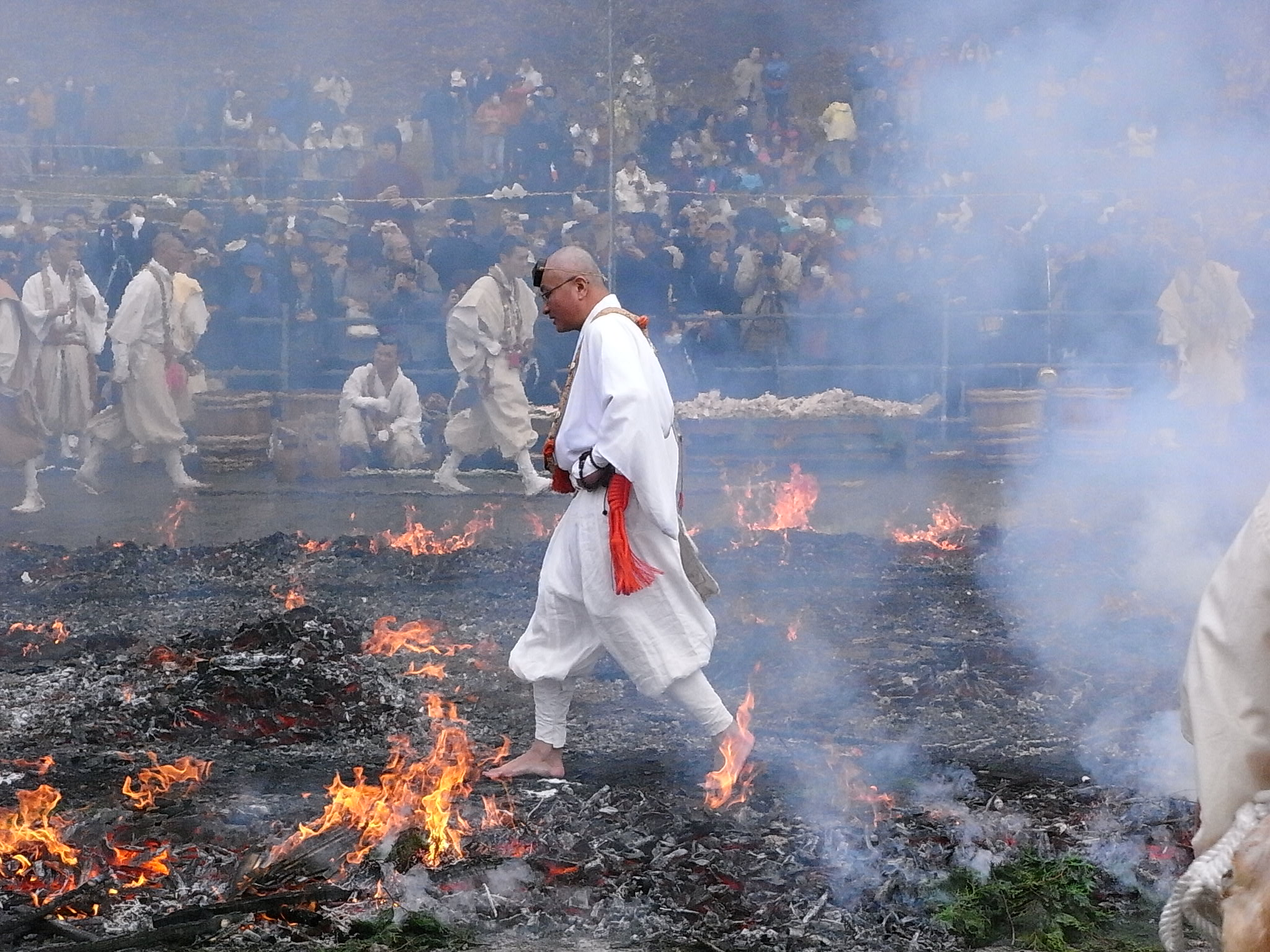
高尾山薬王院 大火渡り祭（2009年3月8日撮影）

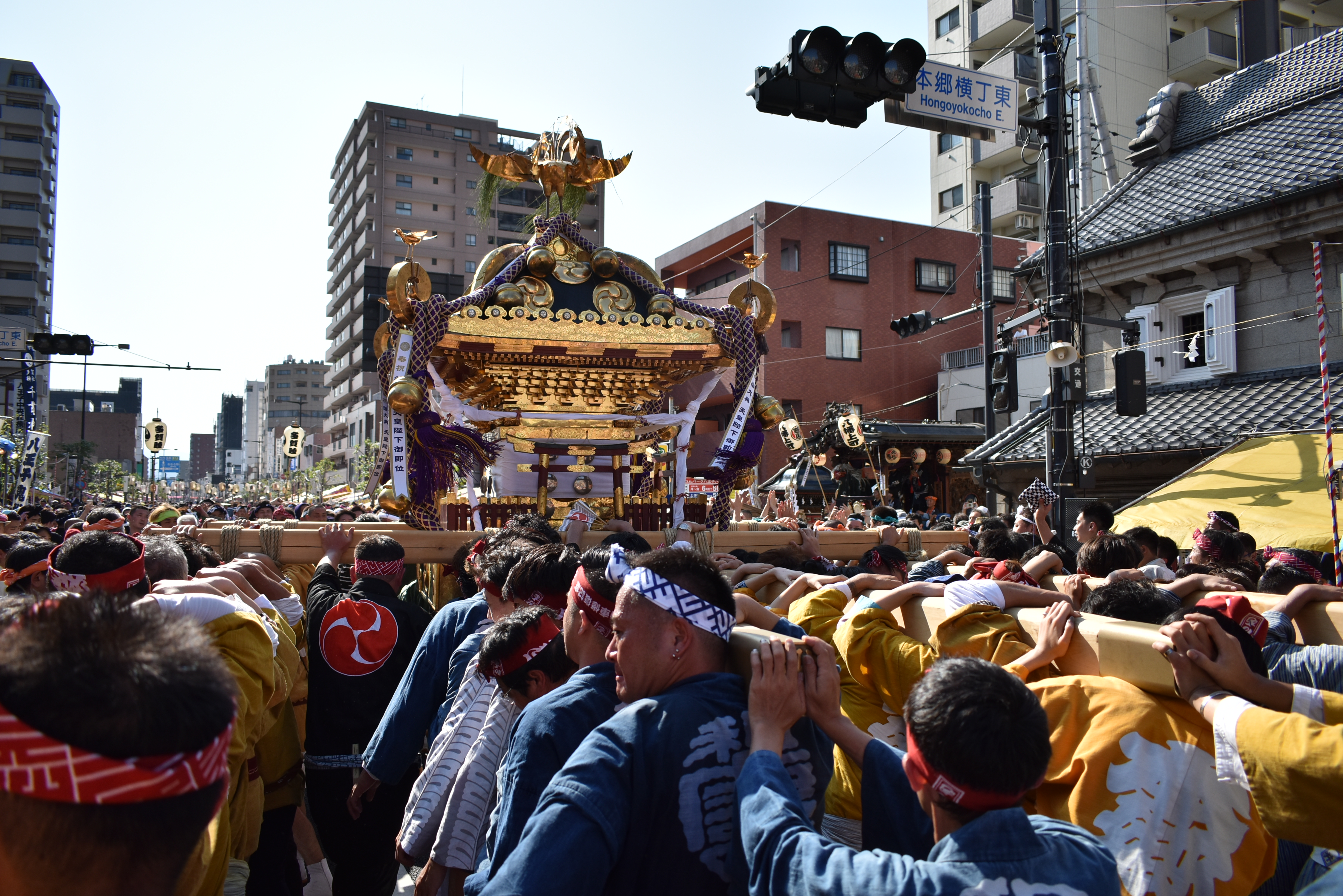
八王子まつり・多賀神社宮神輿渡御（2019年8月4日撮影）

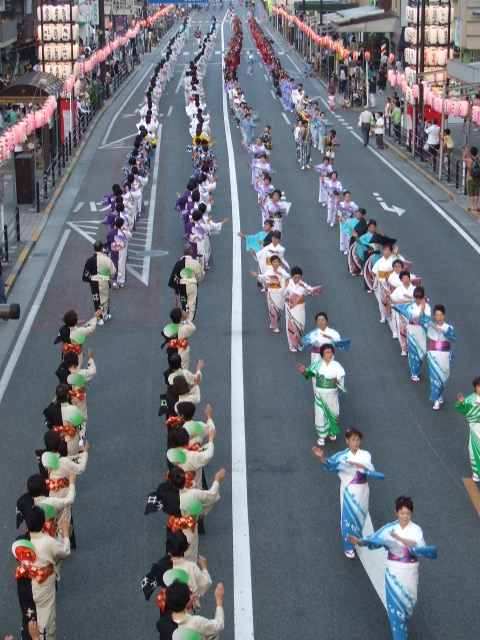
八王子まつり・民謡流し

- 「高尾山迎光祭」 - 元旦。高尾山薬王院にて。
- 「八王子八福神めぐり」 - 元旦〜1月10日。毘沙門堂（毘沙門天）・成田山伝法院（恵比寿）・金剛寺（寿老人・福禄寿）・信松院（布袋）・善龍寺（走大黒天）・了法寺（新護弁財天）[注釈 7]・吉祥院（吉祥天）
- 「高尾山節分会」 - 2月3日。高尾山薬王院本堂にて。有名力士などが参加。
- 「全関東八王子夢街道駅伝」 - 2月の日曜日。JR八王子駅→甲州街道→JR西八王子駅→京王線狭間駅→京王線めじろ台駅→散田架道橋（折り返し）
- 「高尾山大火渡り祭」 - 3月第2日曜日。高尾山薬王院祈祷殿前広場にて。　■右列に画像あり
- 「高尾梅郷梅まつり」 - 3月中旬の土日。
- 「高尾山若葉まつり」 - 4月上旬〜5月下旬。（「春のスタンプハイク」（京王電鉄主催））
- 「高尾山春季大祭」 - 4月第3日曜日。不動院〜高尾山薬王院。稚児パレードなど。
- 「高尾山ビアマウント」 - 夏季（年によって若干変動）。2009年は7月1日〜9月30日。高尾山からの八王子〜東京都心の夜景を一望しながら飲食ができる。
- 「八王子まつり」 - 8月上旬。3日間にわたって実施される。関東有数の山車まつりであり、精巧な彫刻が見所の18台の山車による勇壮な巡行は灯火に映える。八幡八雲神社、多賀神社の両宮の神輿渡卸もあり、まつりを盛り上げている。2006年で46回を迎え、観客数は延べ55万人あった。また八王子まつりの民謡流しで｢最多人数で踊る盆踊り｣｢浴衣を着た最多人数｣の2つでギネス世界記録を達成した。
- 「八王子花火大会」 - 7月下旬または8月上旬。会場は八王子市民球場。多賀神社 (八王子市)
- 「しょうがまつり」 - 9月第一金・土曜日。永福稲荷神社。
- 「高尾山もみじまつり」 - 10月上旬〜11月下旬。（「秋のスタンプハイク」（京王電鉄主催））
- 「とうがらし地蔵大祭」 - 10月24日。禅東院。
- 「酉の市（大鳥祭）」 - 11月酉の日。大鳥神社および市守神社。
- 「八王子いちょうまつり」 - 11月下旬。市民手作りの祭。会場は甲州街道・追分町〜JR高尾駅入り口〜小仏関所跡にかけて。小仏関所跡にちなみ通行手形を発行した「関所オリエンテーリング」や、クラシックカーパレードなど。
- 「ガスパール・カサド国際チェロ・コンクール in 八王子」 - 11月〜12月。ガスパール・カサドの妻である原智恵子主催で、フィレンツェで行われていたコンクールだったが1990年の開催を最後に中止された。原智恵子が晩年を多摩地域で過ごしたことが縁でこのコンクールが八王子で復活することになった。
- 「8ROCK Fes.07」 - 2007年10月7日・8日。日本工学院八王子専門学校にてコンサート・イベント科主催の音楽イベント。
- 「だんご祭り」-富士森公園で開催される。
- 「HACHIDORI　ROCK　DREAM」-3月上旬。八王子駅付近のライブハウスなど10店舗以上を会場としたサーキット型ロックフェスで、総勢100組以上のアーティストが八王子に集結したイベント。
- 「みずき通りフェスティバル」 - 1995年開始。2012年より2023年まで春と秋に開催していた「みずき通りガールズユニットフェス」では多数の参加者がアイドルに成り切って歌うイベントが開催されていたが、2023年秋開催を最後に休止し、フェスティバル自体も2024年以降は春のみの年1回開催のみに縮小した。

### 名産・特産

八王子車人形がデザインされた市内マンホール蓋

- 童謡『夕焼小焼』 - 恩方地区出身の中村雨紅の作詞。歌碑が建てられており、「夕焼小焼」というバス停がある。上恩方町には「八王子市夕やけふれあいの里」があり、宿泊施設をはじめとする体験施設が設備されており、野外活動が行われている。
- 八王子車人形 - 文久年間に初代西川古柳により考案。現在は五代目西川古柳座が国内外で公演。東京都指定無形文化財（芸能）および文化庁の記録作成等の措置を講ずべき無形民俗文化財。
- 説経節の会 - 説経節は、中世から伝わる語り物芸能。「説経節の会」は、1993年（平成5年）に東京都無形文化財保持団体に認定された。
- 花街 - 東京の花街の中で、23区外では唯一現存する（八王子市中町黒塀通り周辺）。芸者は、繊維産業が栄えていた1952年当時の215人から21人（2018年時点）に減ったものの、舞台や稽古場が2018年7月に新設されるなど伝統が継承されており、ふるさと納税への返礼も含めてお座敷を体験できる[51][52]。
- 多摩織 - 経済産業大臣指定伝統的工芸品
- 多摩結城 - 東京都無形文化財指定の八王子織物。
- 多摩ビール - 地ビール、2009年に製造していた多摩ブルワリーが休業した。
- 八王子ラーメン - 東京ラーメンに「刻み玉ねぎ」を具として使ったラーメン。
- とろろそば（高尾山参道）
- 菓子：高尾せんべい・陣馬せんべい・松姫もなか・葵千人・都まんじゅう
- 日本酒：「桑乃都」「日出山」
- かてめし・桑都焼き - 文化庁100 年フード[53]

### 街おこし
高尾山は観光客の集客力は高いが、資源や特産物に乏しい。「食による町おこし」、八王子いちょう祭り大作戦、八王子名品・名店発掘によるまちおこし事業、八王子是市民の会など多くの活動によって振興が検討・計画・実行されている。
八王子ゆかりのロックバンド
八王子市の特徴は、全国でも有名なロックバンドを日本一を誇るまちと言われている。そのような、日本でも有名なロックバンドを更に多く輩出すること目指して、八王子発のロックバンドなどを中心に「HACHIOJI　ROCK　DREAM」が同実行員委員会の主催において、JR八王子駅北口付近のライブハウスなどを会場にしたサーキットイベントを毎年3月上旬に開催している。
主な八王子ゆかりのあるロックバンド
- マキシマム ザ ホルモン
- ニューロティカ
- TOTALFAT
- グッドモーニングアメリカ
- BIGMAMA
- ハルカミライ
- フラチナリズム
- GALAND （ガーランド）
- INKEYMAP（インキーマップ）
- POETASTER（ポエテイスター）
- OCEANS（オーシャンズ）

#### Android City 八王子
Open Embedded Software Foundation (OESF) が Android City Initiative活動の先駆けとして、2011年4月1日に 八王子市と八王子商工会議所連携のもと設立された「首都圏情報産業特区・八王子」構想推進協議会（サイバーシルクロード八王子）と提携し、「Android City 八王子」というコミュニティを立ち上げた。

#### フィルム・コミッション制度
市では、都市景観・自然景観そのものを観光資源ととらえ、市内におけるテレビ・映画・CMなどのロケ利用促進を目的とするフィルムコミッション制度を設けている。これは、市の観光課が窓口となり、観光協会や大学などの各団体と連携して、市内における撮影の誘致や円滑な進行を補助するものであり2004年1月にスタートした。市の観光課によると、前年2003年に放映されたテレビドラマ『ハコイリムスメ!』では高尾山が舞台となり全国に紹介されたため観光客が3割増加したという。2004年放映のテレビドラマ『白い巨塔』では、市役所本庁舎が劇中の裁判所として登場したが、このドラマ撮影はフィルム・コミッション制度活用の一例である。市では、今後撮影候補地のデータベース化など、情報提供体制の充実をはかり、撮影の積極的誘致につとめる、としている。

### スポーツ
バスケットボール
- 東京八王子ビートレインズ : ジャパン・プロフェッショナル・バスケットボールリーグ

サッカー（社会人リーグ）
- アローレ八王子（社会人東京都リーグ1部）
- FCnossa八王子

ジュニアユース（中学生部門）
- FC BRANCO
- FC BelleTerre
- アローレ八王子 ジュニアユース
- CSA （中央大学スポーツアカデミー）
- ARTE八王子
- FC Alumundo
- OSA（オリバススポーツアカデミー）

ランニング
- JR東日本ランニングチーム

ゴルフ
- ゴルフ場
  - 相武カントリー倶楽部（八王子市大船町）
  - 八王子カントリークラブ（八王子市川口町）
  - GMG八王子ゴルフ場（八王子市川口町）
  - 武蔵野ゴルフクラブ（八王子市宮下町）

乗馬
- 八王子乗馬倶楽部（八王子市丹木町）
  - 恩方スティブル（八王子市恩方町）

## 人物

### 出身著名人

#### 政治家
- 小林多門 - 小山省二代議士の秘書を約8年間務め、八王子市議会議員（3期）、東京都議会議員（3期）、衆議院議員（1期）自然を大切にし蛍を復活させる会の会長。八王子蛍祭り実行委員会の事務局長を務めている。
- 萩生田光一[PR 59] - 八王子市議会議員（3期）、東京都議会議員（1期）、衆議院議員（6期）、内閣人事局長（第2代）、内閣官房副長官（政務担当）、自由民主党幹事長代行、文部科学大臣（第25・26代）、経済産業大臣（第27・28代）
- 石森孝志[PR 60] - 八王子市議会議員（3期）、東京都議会議員（2期）、八王子市長（第29・30・31代）
- 木村禧八郎[55] - 参議院議員、経済評論家
- 佐野美和[PR 61] - 1992年「ミス日本ファイナリスト」→八王子市議会議員。現在はタレント・政治評論家・歌手・実業家
- 山田宏[PR 62] - 東京都議会議員（2期）、衆議院議員（2期）、参議院議員（1期）、元次世代の党幹事長、元東京都杉並区長
- 浅野哲[PR 63] - 衆議院議員（2期）
- 岡沢吉夫[PR 64] - 八王子市議会議員（3期）
- 初宿和夫[56] - 八王子市長（第32代）

#### 文化人
- 荒巻健二 - 経済学者[57]
- 梯剛之[PR 65] - ピアニスト
- 斎藤耕一[PR 66] - 映画監督
- 斎藤正二[PR 67] - 思想史家
- 島村達雄[58] - アニメーション作家
- 東海林さだお[PR 68] - 漫画家
- 鈴木信太郎[PR 69][PR 70] - 画家
- 高橋春男[PR 71] - 漫画家
- 高野秀行[PR 72] - ノンフィクションライター
- たむらしげる[PR 73] - 絵本作家・映像作家
- 中村雨紅[PR 74][PR 75] - 詩人
- 西川正治[PR 76] - 物理学者、名誉市民
- 野口正一[59] - 情報工学者
- 前田真三[PR 77] - 写真家
- 三田村鳶魚[60] - 江戸風俗考証家
- 松葉邦彦[PR 78] - 建築家

#### 芸能人
- 明石一 - 声優
- ニューロティカ ATSUSHI- ミュージシャン
- 柳家はん治[PR 79] - 落語家
- 夏木陽介[PR 80] - 俳優
- 松任谷由実[PR 81] - シンガーソングライター
- 佳那晃子[PR 68] - 女優
- ヒロミ[PR 82] - タレント
- 工藤夕貴[PR 68] - 女優
- 曽我町子[61] - 女優・声優
- 山本淳一（元光GENJI）[PR 83] - タレント
- 前田耕陽（元男闘呼組） - 俳優
- 高部あい - グラビアアイドル、声優
- 児嶋一哉（アンジャッシュ）[PR 84] - お笑いタレント
- 渡部建（アンジャッシュ）[PR 84] - お笑いタレント
- 黒沢薫（ゴスペラーズ）[PR 85] - 歌手
- 滝沢秀明（元タッキー&翼）[PR 85] - 俳優・歌手・実業家
- LITTLE[PR 86] - ミュージシャン
- 伊藤健太郎[PR 87] - 声優
- 稲田徹[PR 88] - 声優
- Ryoji（ケツメイシ）[PR 85] - ミュージシャン
- FUNKY MONKEY BABYS[PR 89] - ミュージシャン
- 高橋みなみ（元AKB48）[62]
- 内田眞由美（元AKB48）
- 宮崎美穂（元AKB48）
- 塚本高史 - 俳優[62]
- 西島秀俊 - 俳優
- 森久保祥太郎[63] - 声優
- 内田理央 - グラビアアイドル
- 吉原光夫 - 俳優
- 松下洸平 - 俳優・歌手
- 大内慶（元INKT）
- シンデレラ畠山健 - お笑い芸人
- 飯窪春菜（モーニング娘。）
- セントチヒロ・チッチ（BiSH）
- アヤ・エイトプリンス
- ナヲ（マキシマム ザ ホルモン）
- MiDORiKO EMPiRE（EMPiRE）
- 豊永利行 - 声優
- 福士蒼汰 - 俳優
- 上川隆也 - 俳優
- ROLAND - ホスト・実業家・タレント
- 長谷川博己 - 俳優
- フワちゃん - YouTuber・お笑いタレント
- 花澤香菜 - 声優
- 荒井暖菜 - アイドル
- 荒井佑奈 - アイドル
- 山本唯太 - アーティスト、タレント
- 白洲迅 - 俳優
- 塩野瑛久 - 俳優
- サーヤ - お笑い芸人（ラランド）
- 矢花黎 -  アイドル（7 MEN 侍）、俳優

#### スポーツ選手
- 桑田勇 - プロボクサー
- 中村美里[64][65] - 柔道北京オリンピック52kg以下級銅メダリスト、市民栄誉章
- 井坪陽生 - プロ野球選手
- 落合勤一 - プロ野球選手
- 遠藤政隆 - 元プロ野球選手
- 荘司宏太 - プロ野球選手
- 髙木大成[66] - 元プロ野球選手
- 田村朋輝 - プロ野球選手
- 千葉英貴 - 元プロ野球選手
- 細野晴希 - プロ野球選手
- 八木健史 - 元プロ野球選手
- 小山武明 - スポーツジャーナリスト（ゴルフ解説者・プロゴルファー）、タレント[PR 90]
- 生沼スミエ[PR 91] - バレーボール選手・監督
- 平本一樹[PR 92] - サッカー選手
- 井上平[PR 93] - サッカー選手
- 林陵平[PR 94] - サッカー選手
- 田中裕介[PR 95] - サッカー選手
- 常盤聡[PR 95] - サッカー選手
- 中島翔哉 - サッカー選手
- 原歩[PR 96] - 元女子サッカー選手
- 岡沢吉夫[PR 64] - 八王子市体育協会会長（10期）、八王子スキー連盟設立者（初代会長）、東京都スキー連盟理事および副会長、全日本スキー連盟理事
- 高橋ヒロム - プロレスラー
- 佐々木尽 - プロボクサー

#### マスコミ
- 小林ゆり子 - 元テレビ岩手アナウンサー
- 田中朋樹 - NHKアナウンサー[PR 97]
- 弭間花菜 - フリーアナウンサー、元秋田朝日放送アナウンサー[67]
- 村松真貴子 - フリーアナウンサー・エッセイスト[PR 98]
- 吉野真治 - テレビ朝日アナウンサー[PR 99]

#### 諸分野
- 矢部大 - 実業家、ワーサル 創業者
- 関東綱五郎 - 侠客
- 肥沼信次 - 医師。第二次世界大戦終戦直後、ドイツのヴリーツェンでの治療に尽力した。ヴリーツェン市名誉市民
- 小谷田子寅 - 八王子千人同心の一人
- 小谷田勝五郎[PR 100] - 幕末・明治期の農家。平田篤胤の代表作『勝五郎再生記聞』のモデル
- 杉本誠司 - ニワンゴ社長
- 串田嘉男[PR 101] - アマチュア天文家
- 藤森緑[PR 102] - 占星術師
- 白石徳生[68] - ベネフィット・ワン社長
- 茂木貴洋 - 経営者  ドバイで日本の和牛卸と飲食店を経営

### 八王子市に居住歴のある人物

#### マスコミ
- 国山ハセン - PIVOT社員。元TBSテレビアナウンサー[69]

### 八王子市に在住する人物

#### 文化人
- 男鹿和雄[70] - 美術監督
- 東海林さだお[PR 68] - 漫画家、エッセイスト
- 瀧井孝作[PR 76] - 作家、名誉市民
- 松下耕[71] - 作曲家・合唱指揮者
- 山根青鬼[PR 68] - 漫画家
- 大越健介 - フリーアナウンサー、元NHKアナウンサー、NHK本部報道局政治部記者

#### 芸能人
- 北島三郎[PR 68][72] - 演歌歌手
- 笹野高史[PR 103] - 俳優
- 鳥海剛史[PR 104] - 作曲家、編曲家
- ファンキー末吉（爆風スランプ）[PR 105] - ドラマー
- 平山笑美 - 声優、2022年11月まで[73][74]

#### スポーツ選手
- TAJIRI[75] - プロレスラー

### マスコット

#### ローカルヒーロー
- 転成合神ゲンキダーJ
  - 高尾山に住む10番目の烏天狗という設定。白を基調に緑色のプロテクターを付けたコスチュームを身につけ、額の「H」は八王子の頭文字をデザインしたものである。2009年11月にアリオ亀有（葛飾区）で開催された児童虐待防止イベントで八王子市代表のローカルヒーローとしてデビュー、その後、2010年1月に了法寺で開催された餅つきイベントなど各種イベントに登場している[76][77]。

#### ゆるキャラ
- たき坊
  - 滝山町にある仏教寺院・少林寺の副住職が考案し、その周辺で様々な悪戯をして回る妖怪タヌキという設定で、市公認のゆるキャラにもなっている。2012年のゆるキャラグランプリでは865体中58位に、都内では国分寺市の「にしこくん」、巣鴨地蔵通り商店街の「すがもん」に続く3位にランクインした[78][79]。
- 松姫マッピー
  - 晩年を八王子で暮らした武田信玄の娘、松姫をモチーフとしたゆるキャラ。2013年1月に八王子商工会議所でお披露目された[80][81]。

## 八王子市を舞台とした作品

### 漫画・アニメ
- 機動警察パトレイバー - 主役メカ・AV-98『イングラム』の開発拠点などとして、篠原重工八王子工場が度々登場する。
- 日常 - アニメ2話、23話でグリコをしている階段、10話で流しそうめんをした公園、16話でみおちゃんがドラゴンスクリューをした商店、その他、寺や大工カフェは八王子がモデル。
- パパのいうことを聞きなさい
- 魔法科高校の劣等生
- RDG レッドデータガール - 作中の鳳城学園は高尾山北側にある設定。八王子城合戦をテーマにした話があり、高尾山や八王子城跡付近が多数登場する。
- ディーふらぐ! - 大沢南は八王子から学校に通っている。
- ヤマノススメ - 高尾山及び高尾山口駅が登場。
- アイカツ! - 舞台であるスターライト学園の立地は、八王子の山の方をイメージしたもの。
- 暗殺教室 - アニメ3話で、潮田渚と赤羽業が八王子駅改札内とホームを歩いている。また、駅に入る際には八王子駅南口から入っている。
- 干物妹!うまるちゃん - アニメ5話で、うまる達が八王子駅前で待ち合わせ、駅ビル内でショッピング。また、通勤シーンでタイヘイが八王子駅ホームで電車を待っている。アニメ2話でタイヘイと菜々の帰路に西八王子駅付近の住宅をモデルにした建物や八王子学園八王子高等学校・中学校とみられる建物が登場する。
- キテレツ大百科 - 刈野勉三が高尾大学（架空）に通っている。
- どうして私が美術科に!? - 原作1巻に登場する藤納戸駅は八王子駅がモデル。
- Re:ステージ！ ドリームデイズ♪ - 高尾山周辺が主な舞台となっている[82]。
- 無限の住人 - 小仏関所抜けで舞台となる。
- 日々は過ぎれど飯うまし - 主人公が通う女子大学は東京都立大学南大沢キャンパスがモデルとなっている。

### 音楽
- 『夕焼小焼』：中村雨紅が八王子駅から故郷の恩方まで歩いた時に作詞した（1919年発表）。1923年に草川信が曲をつけた。2005年12月より八王子駅の発車メロディに使用されている。午後5時01分から1分間（冬期10〜2月は午後4時）に防災行政無線で放送されている。
- 『八王子ルンバ』：日本テレビの中井正広のブラックバラエティという番組で流された。嶺鶯が歌っている。
- 『西日と影法師』：FUNKY MONKEY BABYS。2006年リリース。歌詞に「東京八王子17時…市役所通りの橋から見た紅の山」とある。
- 『ちっぽけな勇気』：FUNKY MONKEY BABYS。2007年リリース。歌詞に「八王子の南口から家までへの帰り道」とある。
- 『風』：FUNKY MONKEY BABYS。2008年リリース。歌詞に「甲州街道のイチョウ並木」とある。
- 『八王子純愛物語』：FUNKY MONKEY BABYS。2011年リリース。デートをしながら八王子市の名所・名物を紹介していくラップナンバーとなっている。
- 『ぼくらの八王子』：作詞FUNKY MONKEY BABYS、作曲谷口國博。2009年に発表され、2010年に八王子市役所ほかにて800枚限定で販売された[83]。その後、市民やファンからの大きな反響を受け、新たに1万枚が追加販売されることになった[84][PR 106]。
- 『高尾山の風』：辻井伸行のオリジナル曲。2007年にリリースされたアルバム「debut」に収録。
- 『八王子のうた』：芸能人のヒロミが作詞、はなわが作曲したオリジナル曲。2022年にリリースされた。MVにはマキシマム ザ ホルモンやFUNKY MONKEY BABYS加藤、高橋みなみなど八王子にゆかりのある有名人が出演している。

### 小説
- きだみのる『気違ひ部落周游紀行』1957年 - 作者が第二次世界大戦中に疎開していた恩方地区が舞台。なお、本書での「部落」とは集落・村落」を指し、同和地区（被差別部落）を意味しない。
  - 『気違い部落』（監督：渋谷実/主演：伊藤雄之助、淡島千景、水野久美、1957年、松竹）
- 佐藤泰志『草の響き』1979年 - 大正天皇の墓所付近が舞台。なお2021年の映画版では舞台が函館市に変更されている[85]。
- 古世古和子 著 北島新平 作画『ランドセルをしょったおじぞうさん』1980年 - 泉町・相即寺が舞台。
- 松本清張『黒い空』1988年 - 高尾街道周辺が舞台。
  - 1990年テレビドラマ化 3月24日 テレビ朝日『松本清張サスペンス・黒い空』
- 篠田節子『絹の変容』1991年、『夏の災厄』1995年
  - 2006年テレビドラマ化 6月27日 日本テレビ『ウィルスパニック2006夏 街は感染した』
- 三田誠広『白い丘』1991年 - 作者が居住していためじろ台が舞台。
- 木根尚登『八王子のレッド・ツェッペリン』1996年
- 重松清『定年ゴジラ』1998年 - 作者が居住していためじろ台が舞台。
  - 2000年テレビドラマ化 2月 - 3月 NHK-BS『定年ゴジラ』（全6回）
- 二階堂黎人『吸血の家』1999年 - 横山町の旧家が舞台。
- 沢野ひとし『花の雲』浅川の野鳥2003年 - 浅川と湯殿川の合流地点長沼橋付近が舞台。
- 久保勇『初い初いしい教師』 - 昭和32年12月20日、初版が東京書房より発行される。舞台設定は昭和20年代の八王子市であり、小説内の冨士森中学校は市立第6中学校と推察できる。また、当時の市内の様子が描かれている。

### ドラマ
テレビ
- TBS『誰にも言えない』（1993年）
  - オープニングで賀来千香子が逃げまどうのは、多摩ニュータウンの新興マンション群のなか（南大沢）である。また実在するクリーニング店を用いてロケを行った。
- TBS『ひとり暮らし』（1996年）
  - 主人公の花淵美歩の実家がめじろ台である（特に第1話にめじろ台駅舎の外景が映る）。出演：常盤貴子
- TBS『メロディ』（1997年）
  - 八王子にあるケーブルテレビ局が舞台。出演：小泉今日子、小林薫、玉置浩二など。
- 日本テレビ『向井荒太の動物日記 〜愛犬ロシナンテの災難〜』（2001年）
  - 八王子大学（架空の大学）が舞台。出演：堂本剛、安倍なつみ、水野真紀など。
- TBS『月曜ミステリー劇場・万引きGメン・二階堂雪10ねたみ』（2003年）
  - 八王子と甲府のスーパーが舞台。八王子駅北口放射線通りでロケも行われた。出演：木の実ナナ、酒井和歌子、あおい輝彦など。
- フジテレビ『ハコイリムスメ!』（2003年）
  - 高尾山の中腹にある「十一丁目茶屋」で育った姉妹が主人公。出演：飯島直子、深田恭子、吉沢悠、玉山鉄二、勝村政信、地井武男など。
- NHK『東京ウエストサイド物語』（2015年）[86]
  - 八王子の伝統や文化、暮らしなどを特集したヒューマンドラマ。出演：早見あかり、羽田美智子、北島三郎など

ラジオ
- 少爺占、王貽興『八王子』（2005年）- 香港のラジオドラマ。八王子そのものが舞台という訳ではないのだが、タイトルの由来は作者の知人の留学先が創価大学であったことから、その所在地である八王子市よりとられている。